# Прямой узел
Прямо́й у́зел (англ. Reef Knot — «рифовый узел») — морской связывающий временный узел, который завязывают шнурками обуви в быту или тросами в морском деле. Состоит из пары полуузлов, завязанных один над другим в разные стороны. Достаточно надёжен на верёвках из растительных материалов с прихваткой при несильных тягах; на синтетических тросах без прихватки свободных концов — крайне ненадёжен. Связывание двух верёвок разного диаметра данным узлом может привести к тому, что тонкая верёвка под нагрузкой порвёт толстую. Имеет склонность к развязыванию, если верёвка не нагружена. Для предотвращения развязывания и проскальзывания узла, на обоих концах необходимо добавить контрольные узлы. Прямой (рифовый) узел используют только для связывания концов одной верёвки, но не концов двух верёвок.
Потянув за коренной и ходовой концы верёвки связывающего прямого узла, получится полусхватывающий коровий узел. Когда прямой узел завязали на опоре, если потянуть за конец верёвки, получится крепёжный обратный штык.
Археологические находки свидетельствуют о том, что узел использовался египтянами примерно за 5000 лет до нашей эры. Древние греки и римляне называли его «Геракловым узлом». Является одним из самых популярных декоративных элементов эпохи эллинизма Древней Греции.
Ри́фовый у́зел в морском деле (Reef Knot) применяют на паруснике, чтобы «брать рифы». Если потянуть за концы прямого (рифового) узла, образуется коровий узел, который быстрее и легче развязывать. Прямой узел и рифовый узел — это один и тот же узел.
Тка́цкий у́зел в ткацком деле (Weaver’s Knot) имеет схожий рисунок узла с рифовым (прямым) узлом, но разные способ завязывания, применение, материалы.
Мясни́чий у́зел (Butcher’s Knot) завязывают так же, как и прямой узел, но с обязательным контрольным узлом (полуштыком). В профессиональной среде мясников прямой узел считают менее прочным, чем бабий узел.

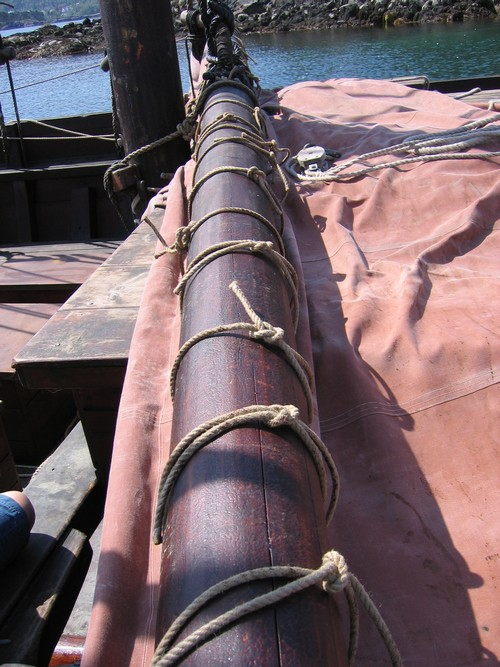
Использование «рифового» узла на парусном корабле для рифления паруса на рее

Хирурги́ческий у́зел (Ligature Knot) завязывают так же, как и прямой узел, но с обязательным контрольным (третьим) полуузлом.

## Способ завязывания
Существуют три способа завязывания прямого узла:
- Ткацкий способ (без петли) — перекрестить концы; держать перекрестие концов пальцами левой руки; завязать узел пальцами правой руки
- Бытовой способ (с петлями или без) — завязать полуузел; завязать второй полуузел в обратную сторону — двойной рифовый узел
- Морской способ (с петлёй или без) — обернуть открытую петлю вторым концом с петлёй

Ткацкий способ
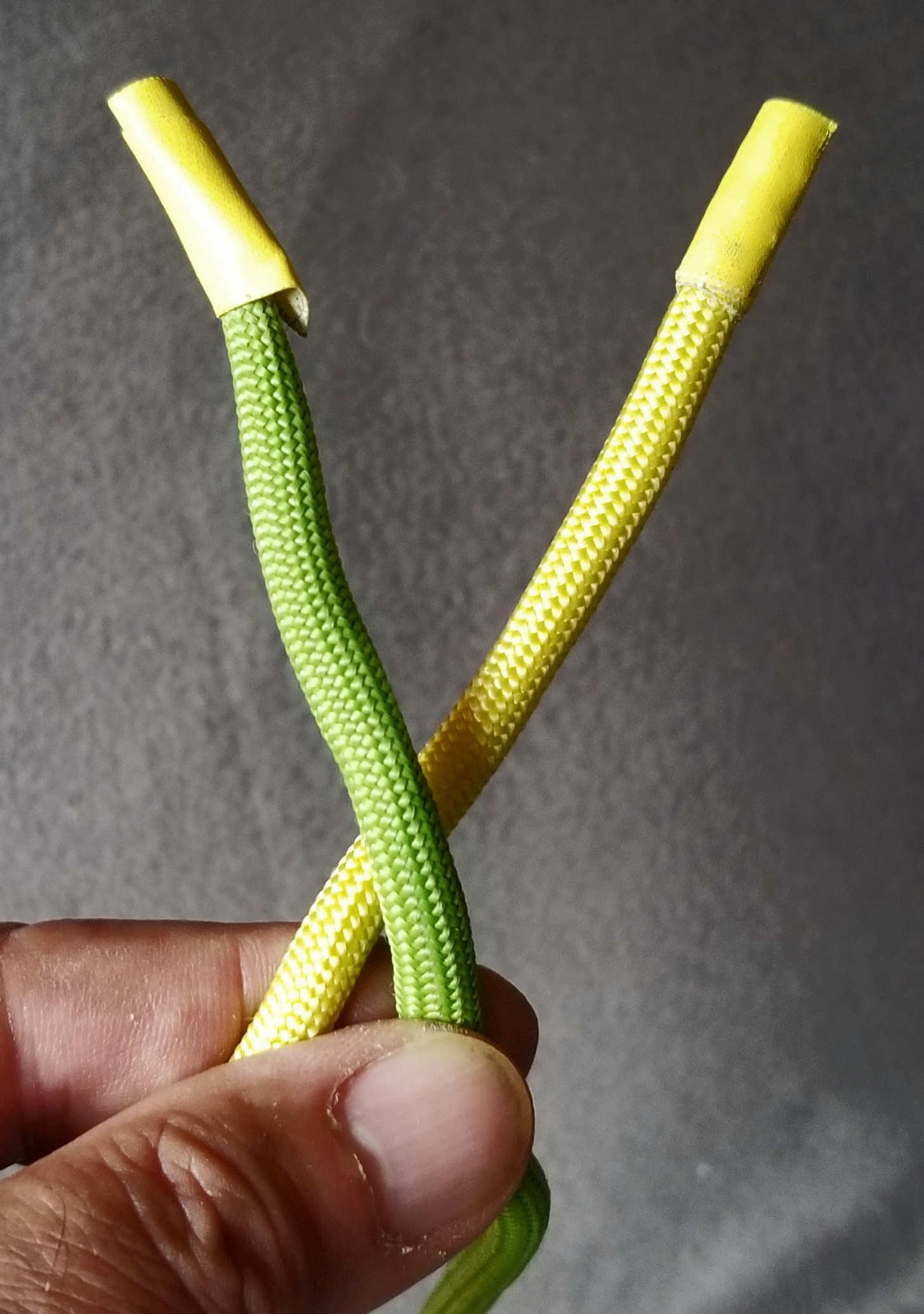
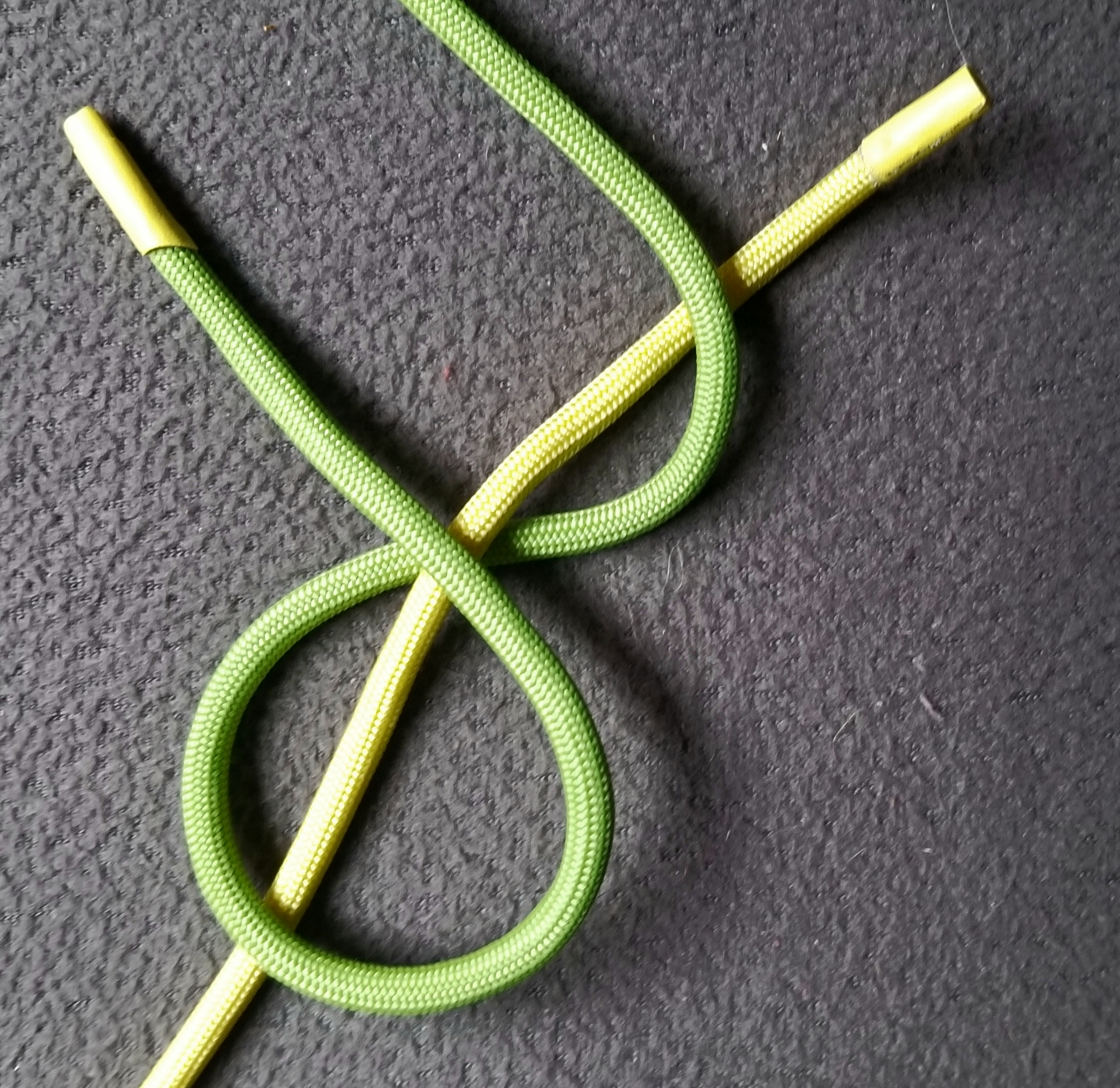
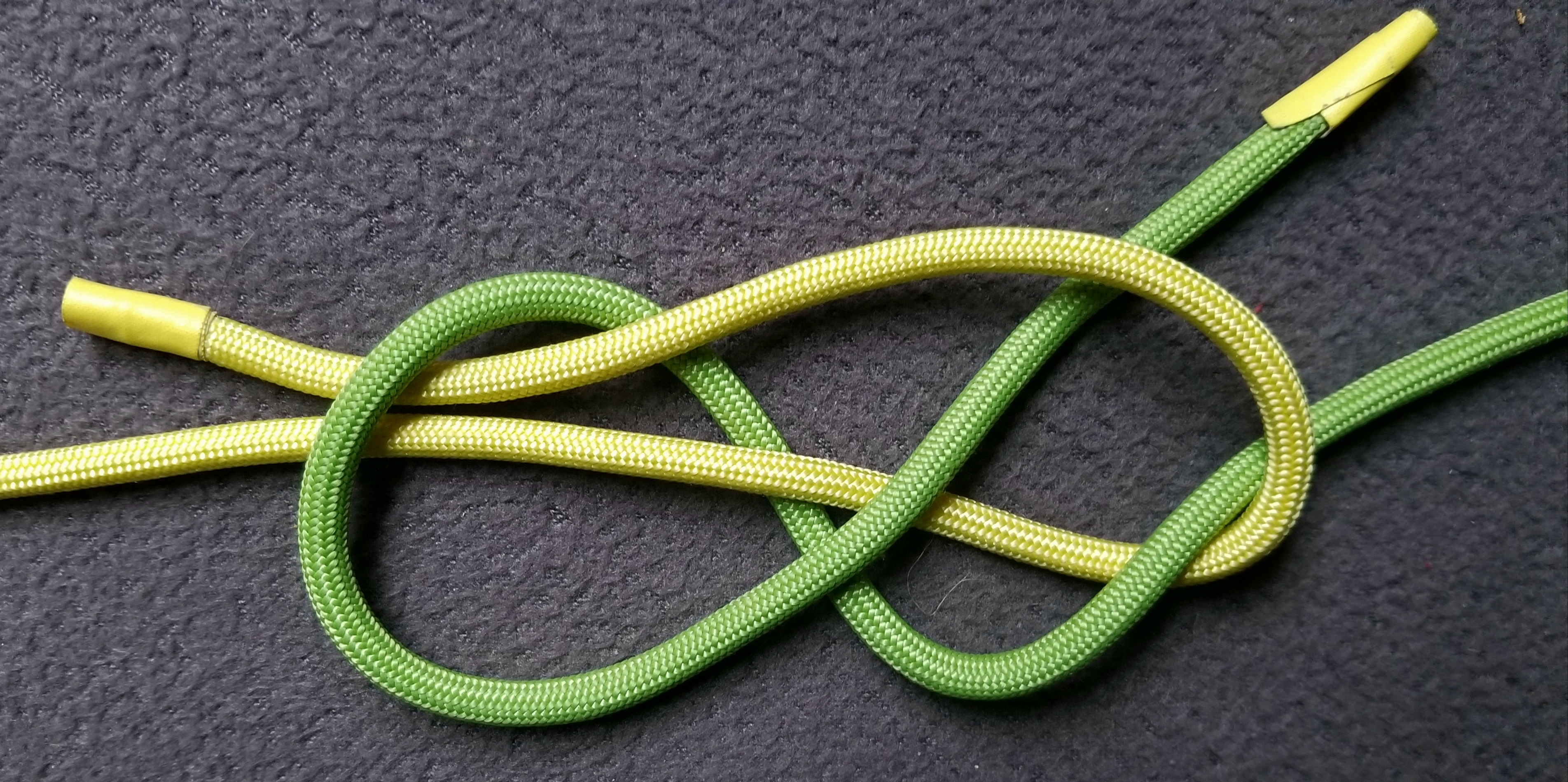
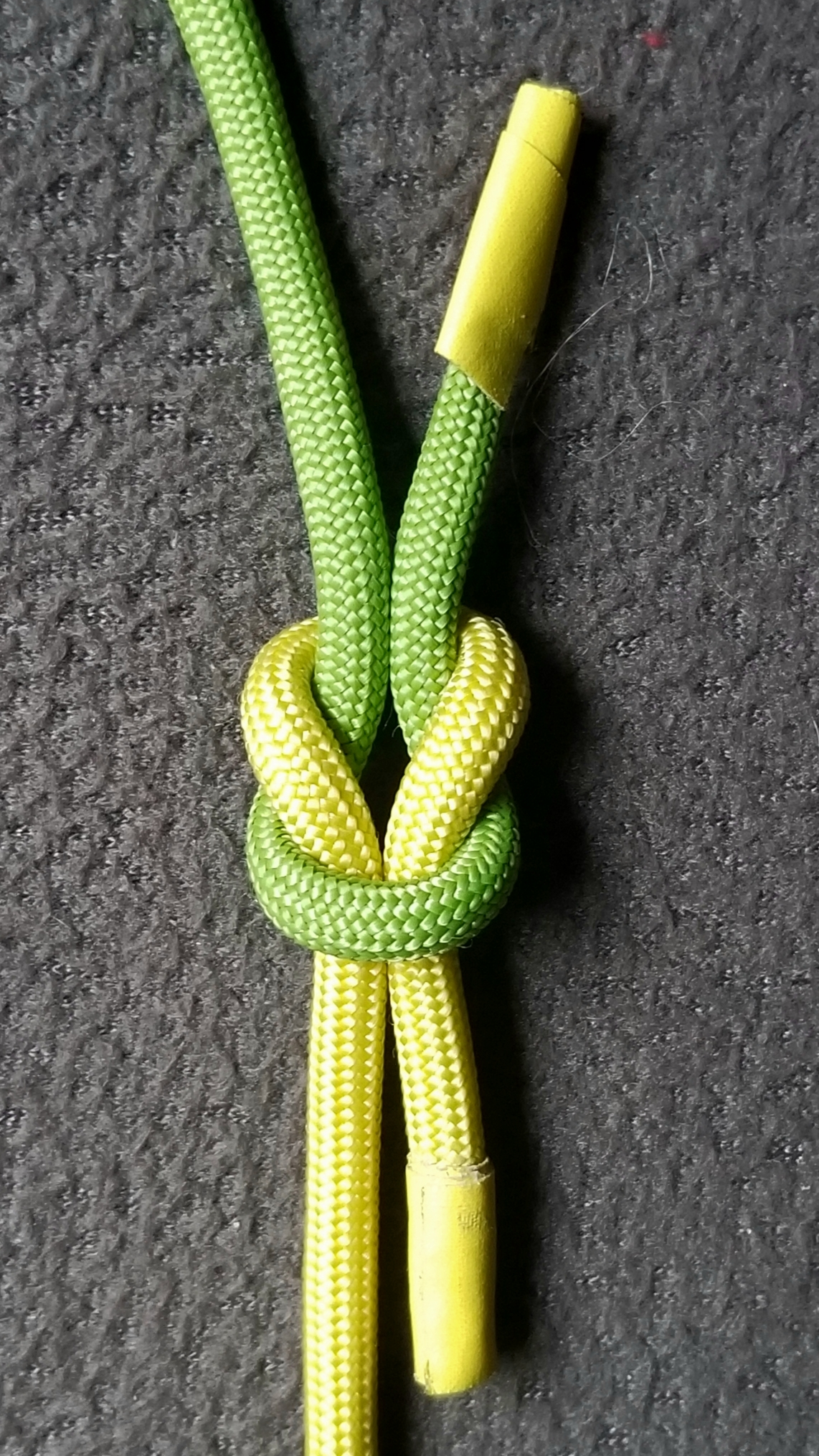

Бытовой способ
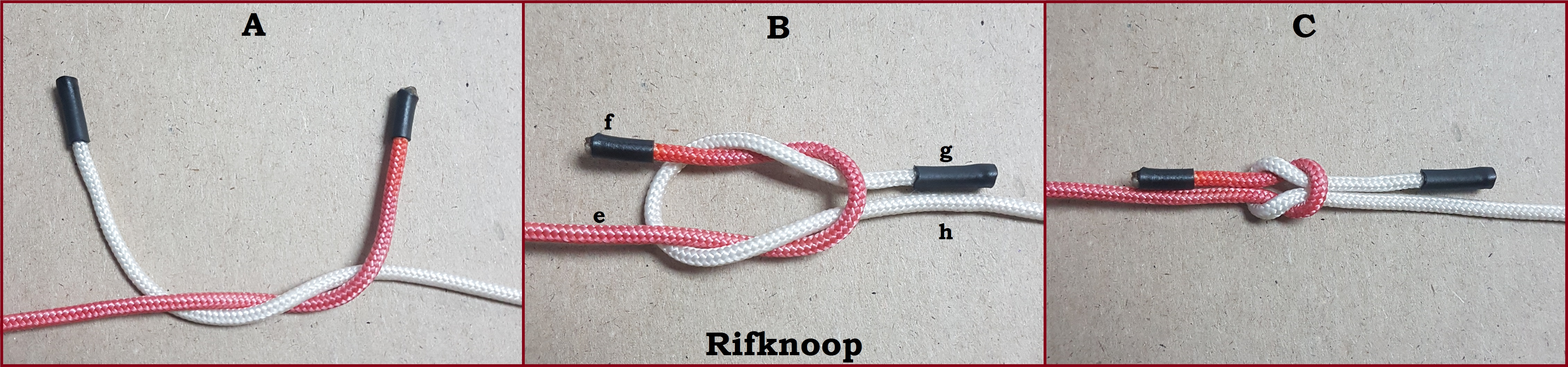
A — сделать один полуузел; B — сделать другой полуузел; C — затянуть

Морской способ

Хирургический способ
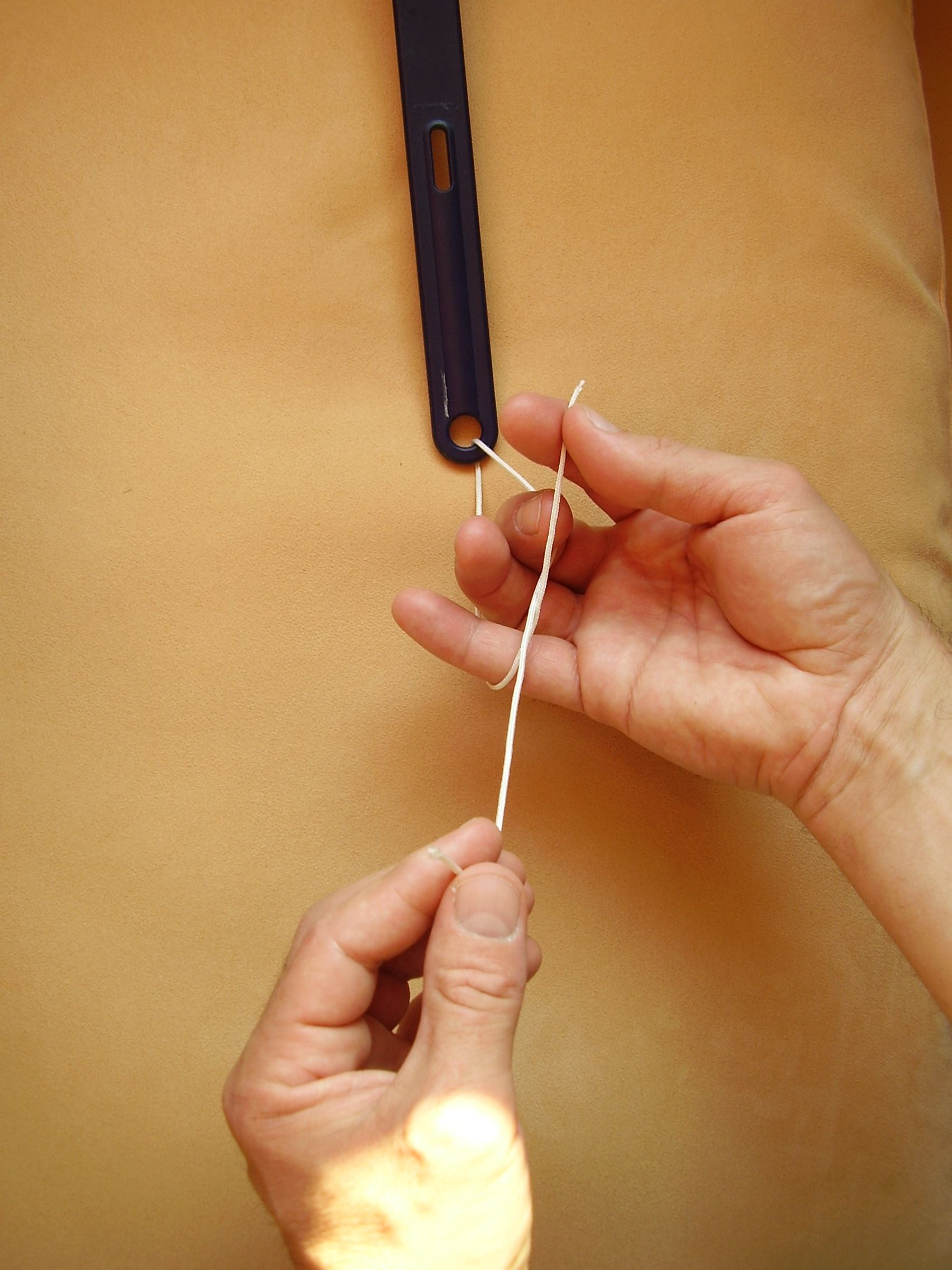
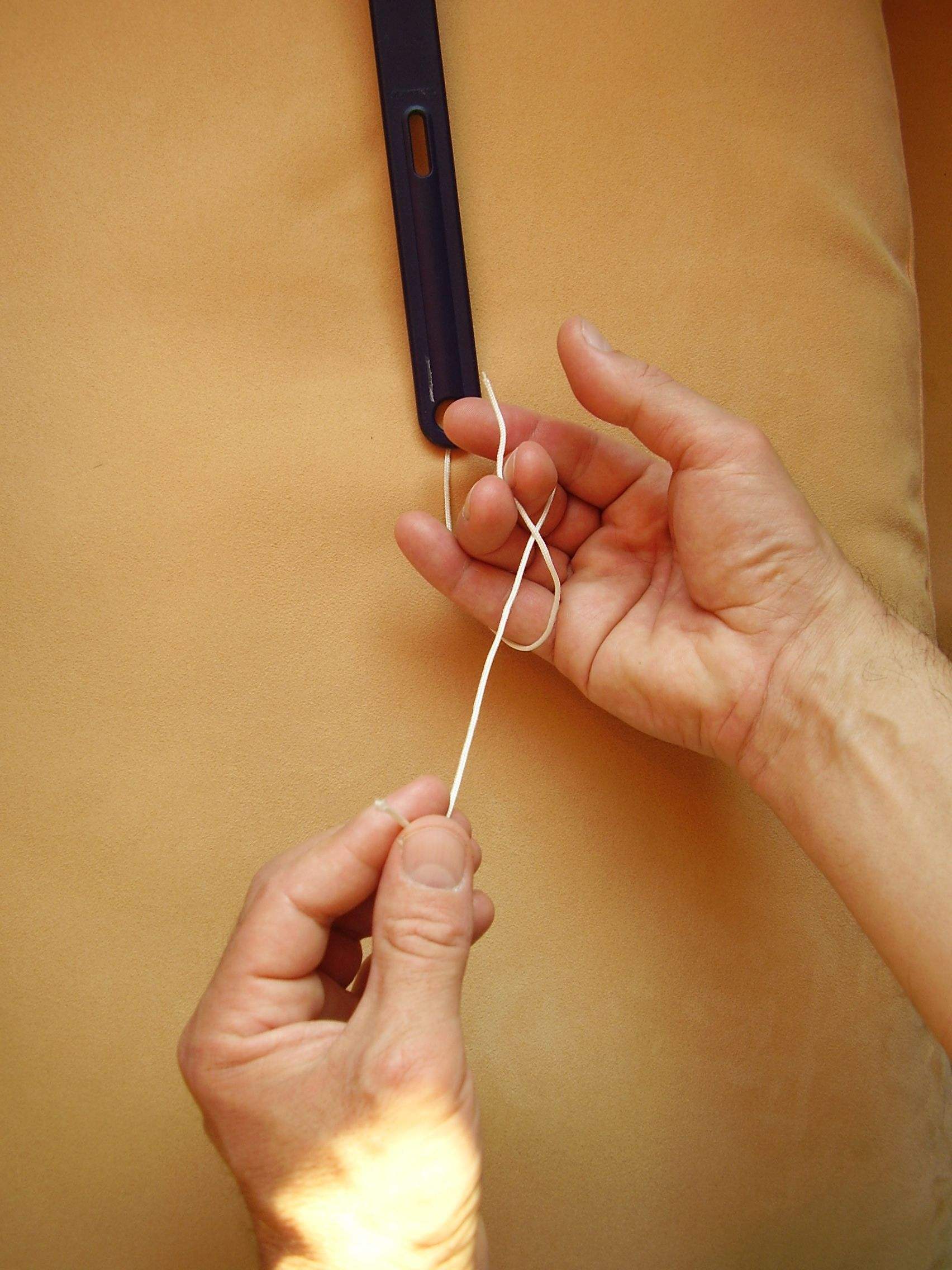
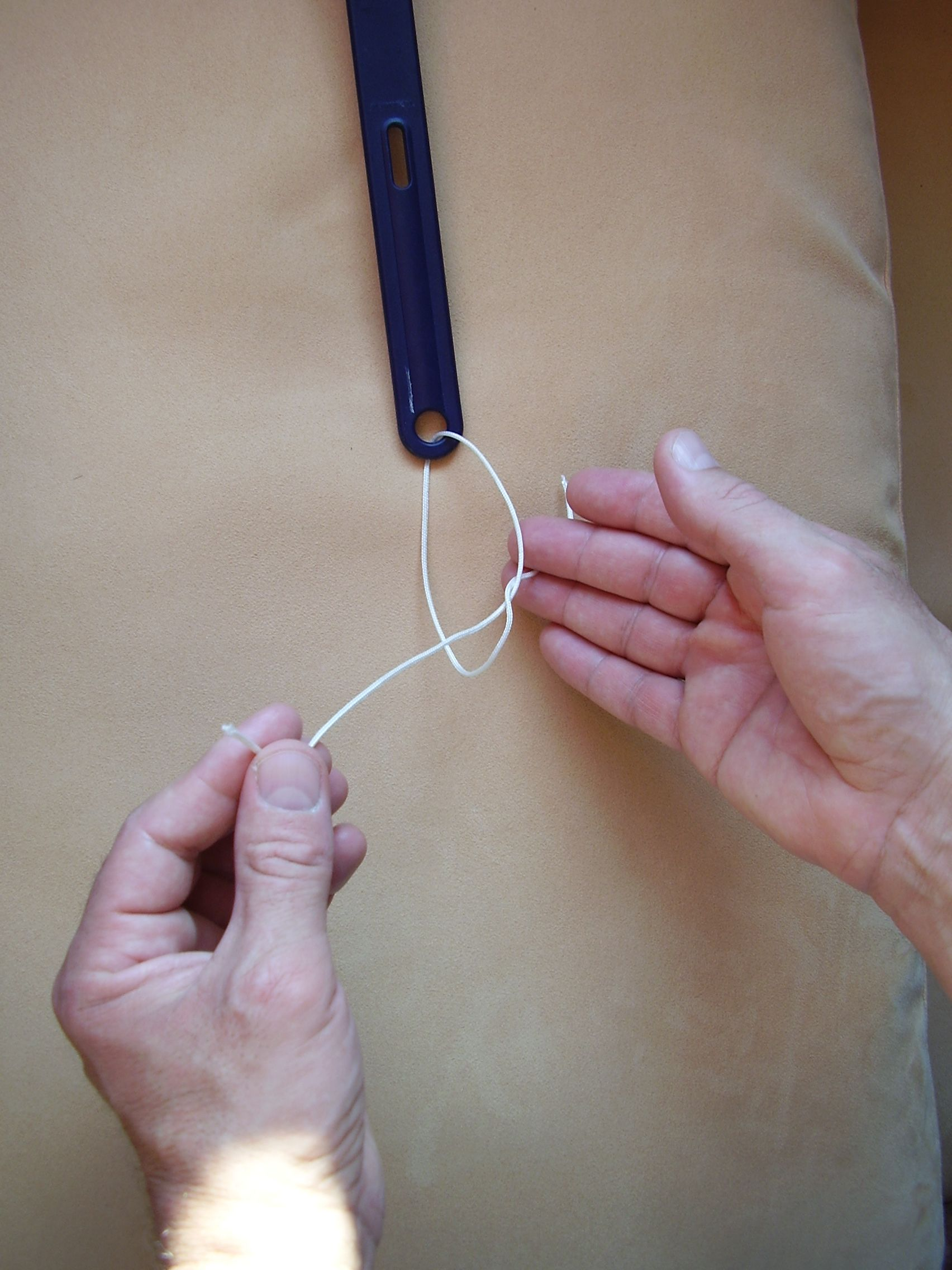
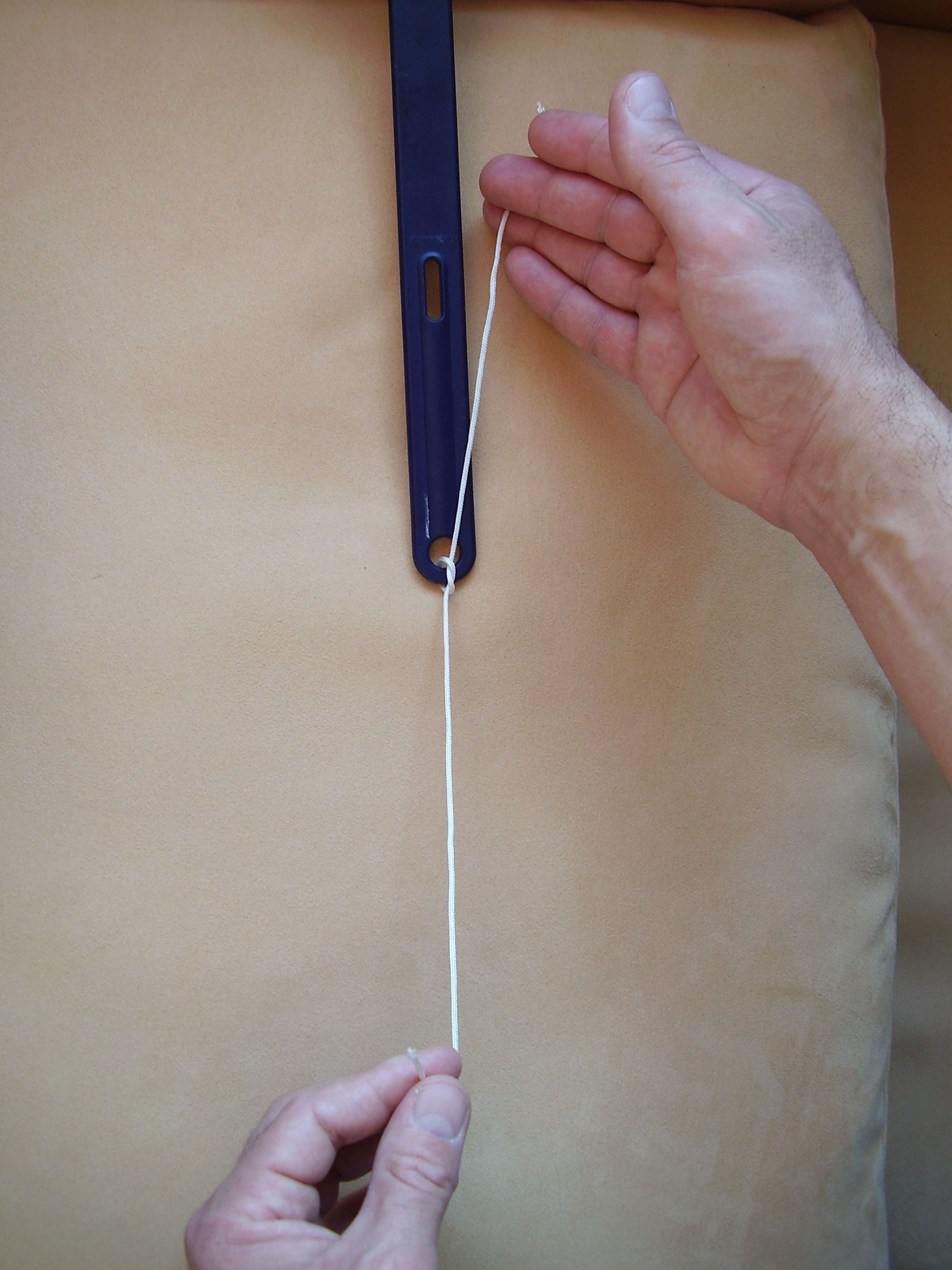
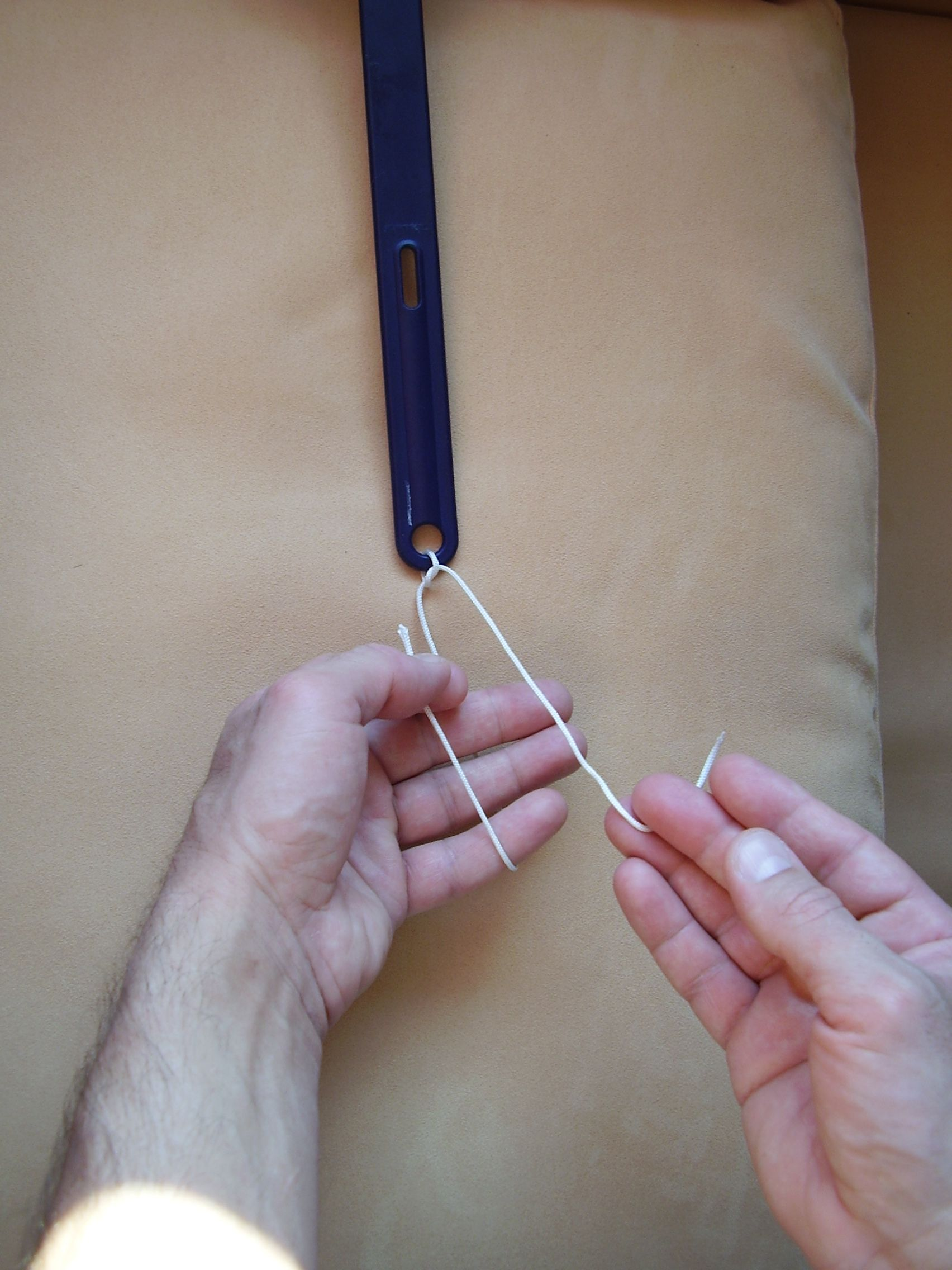
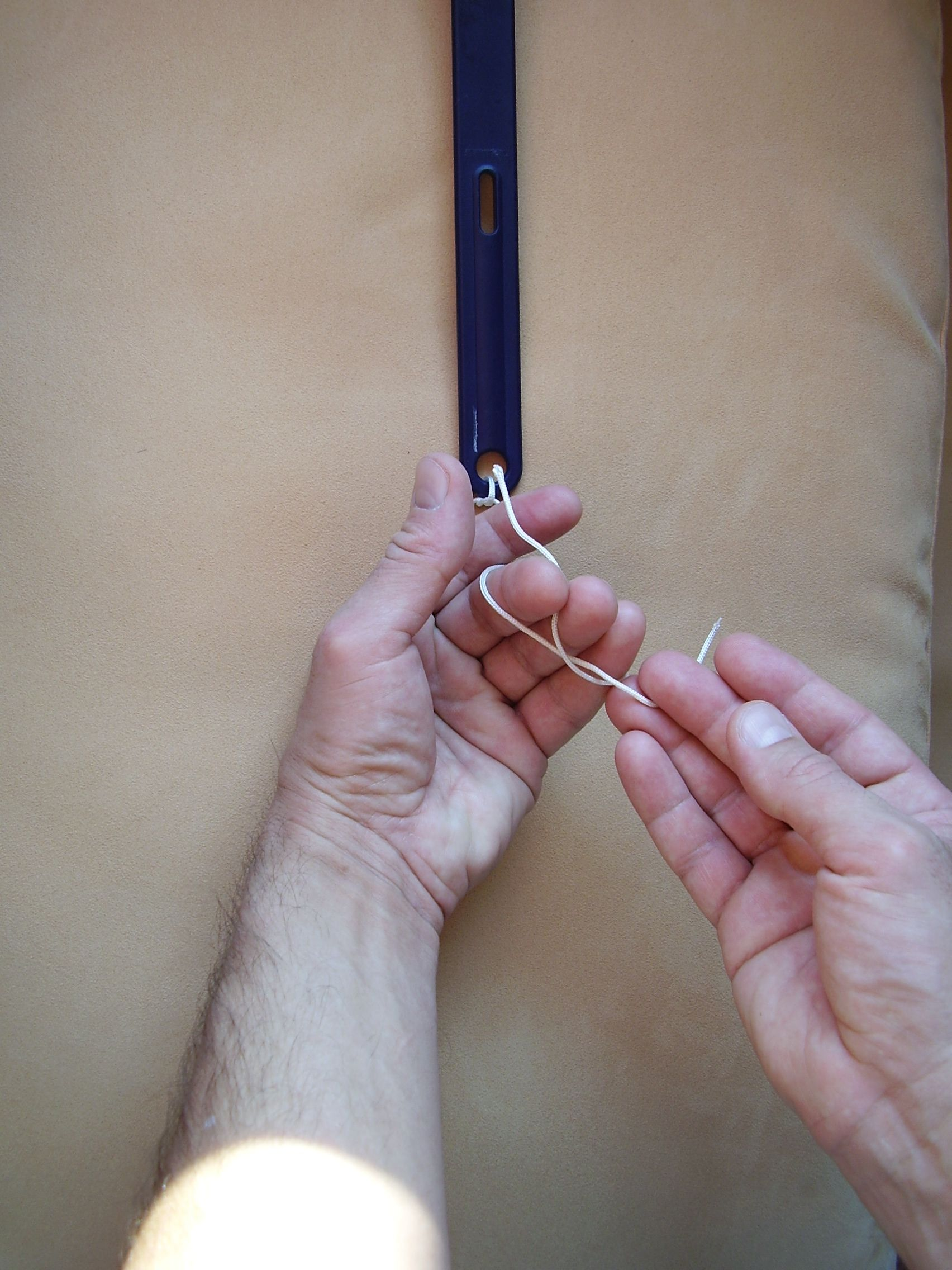
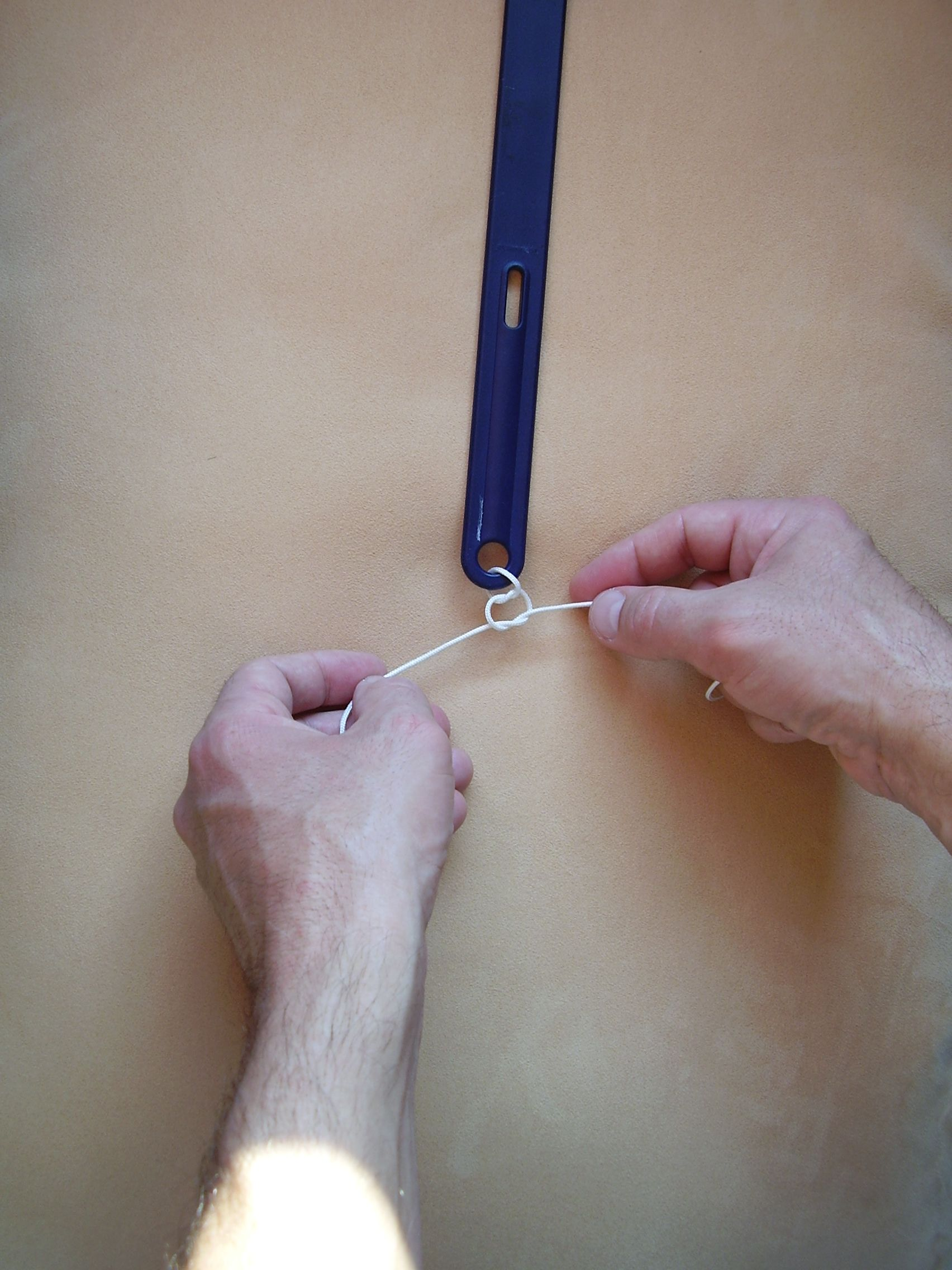
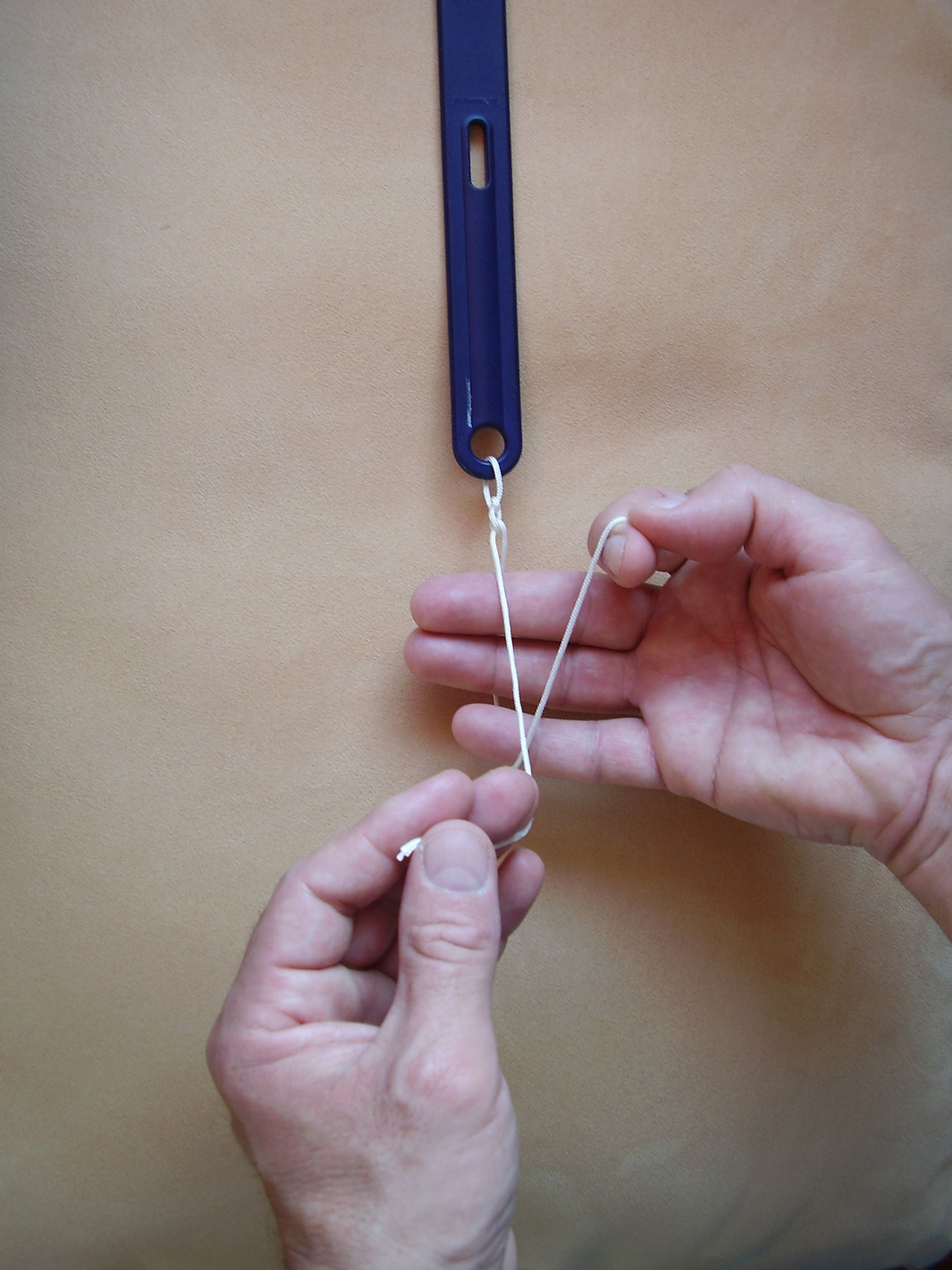
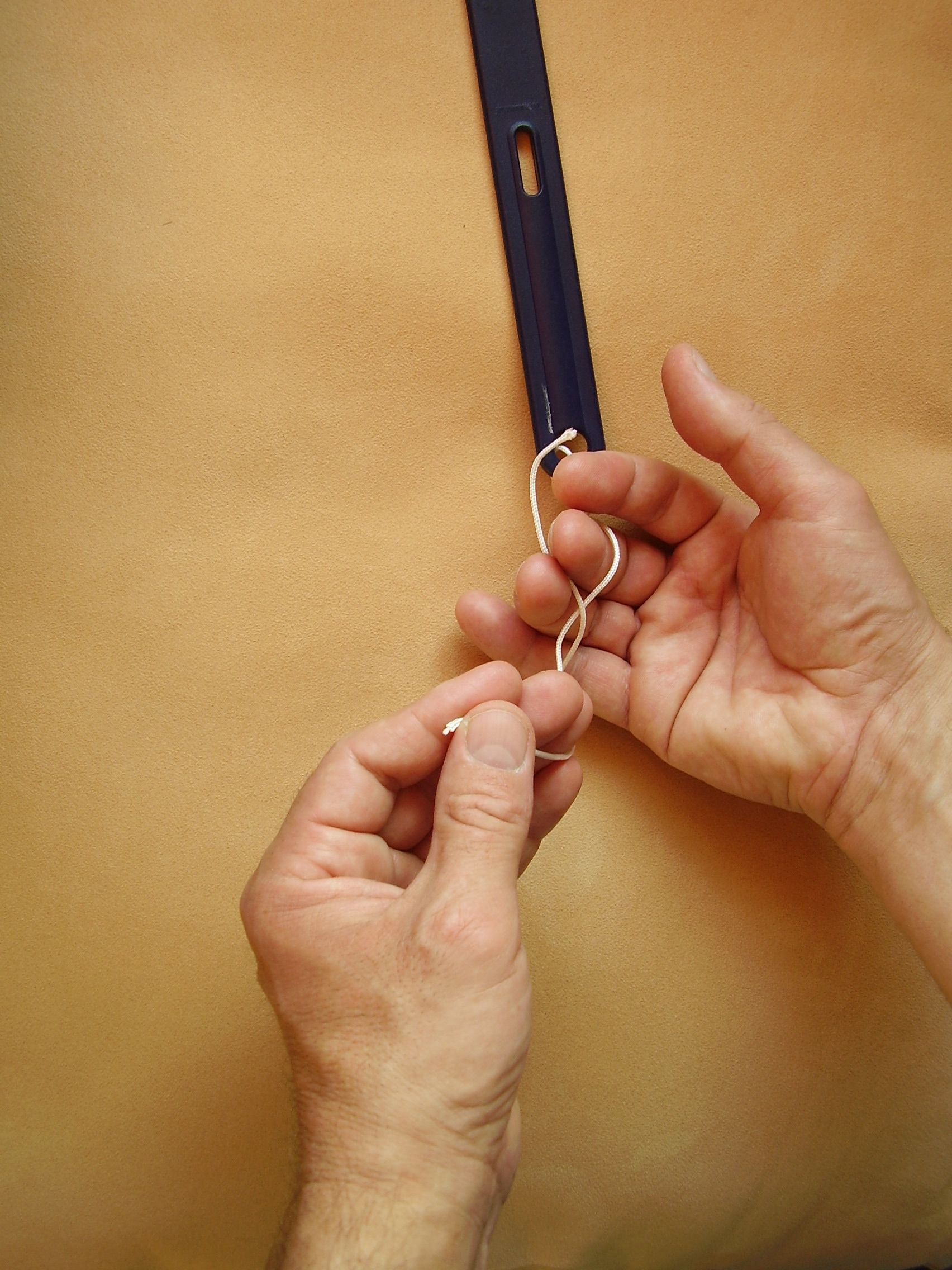
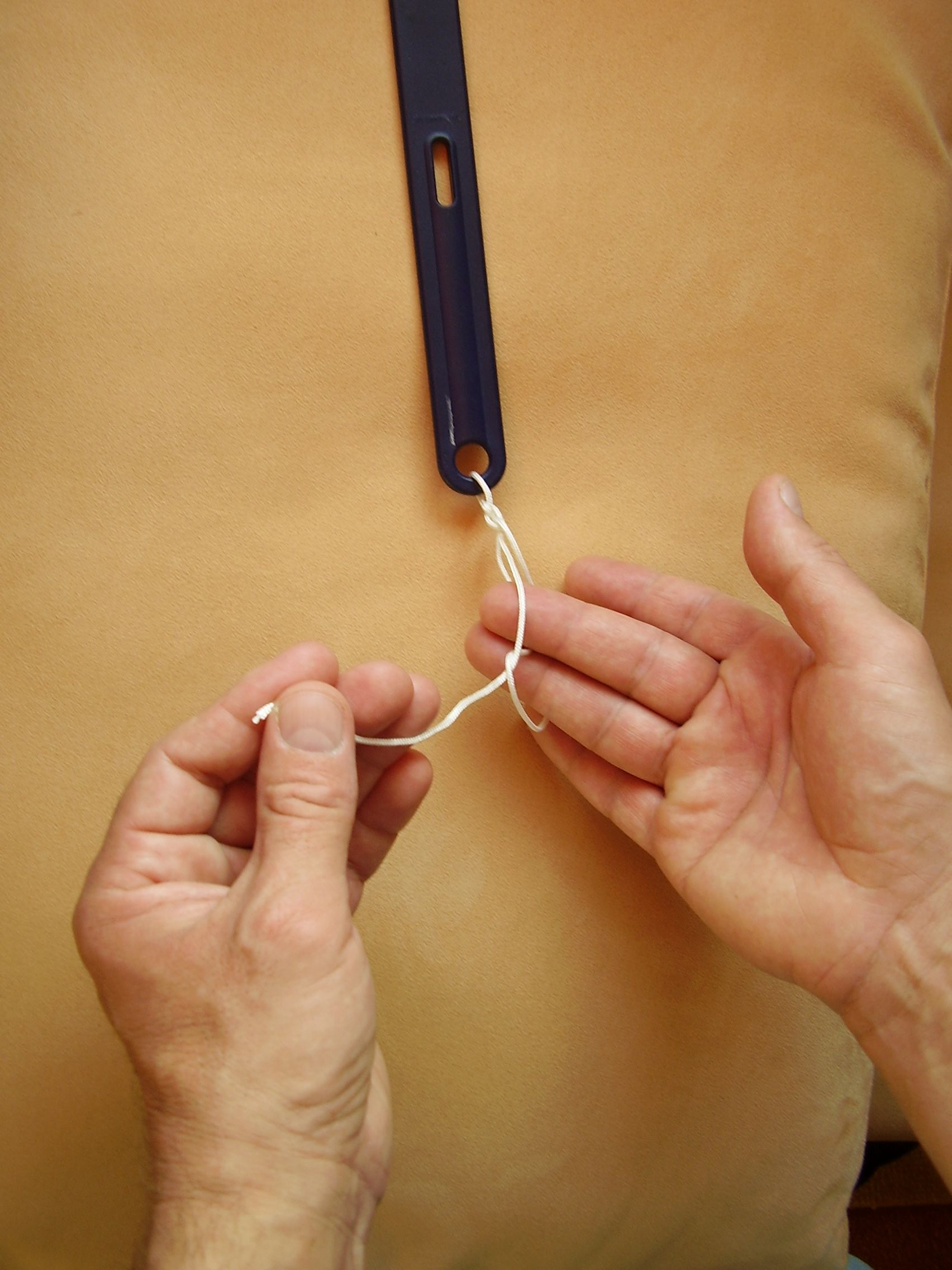
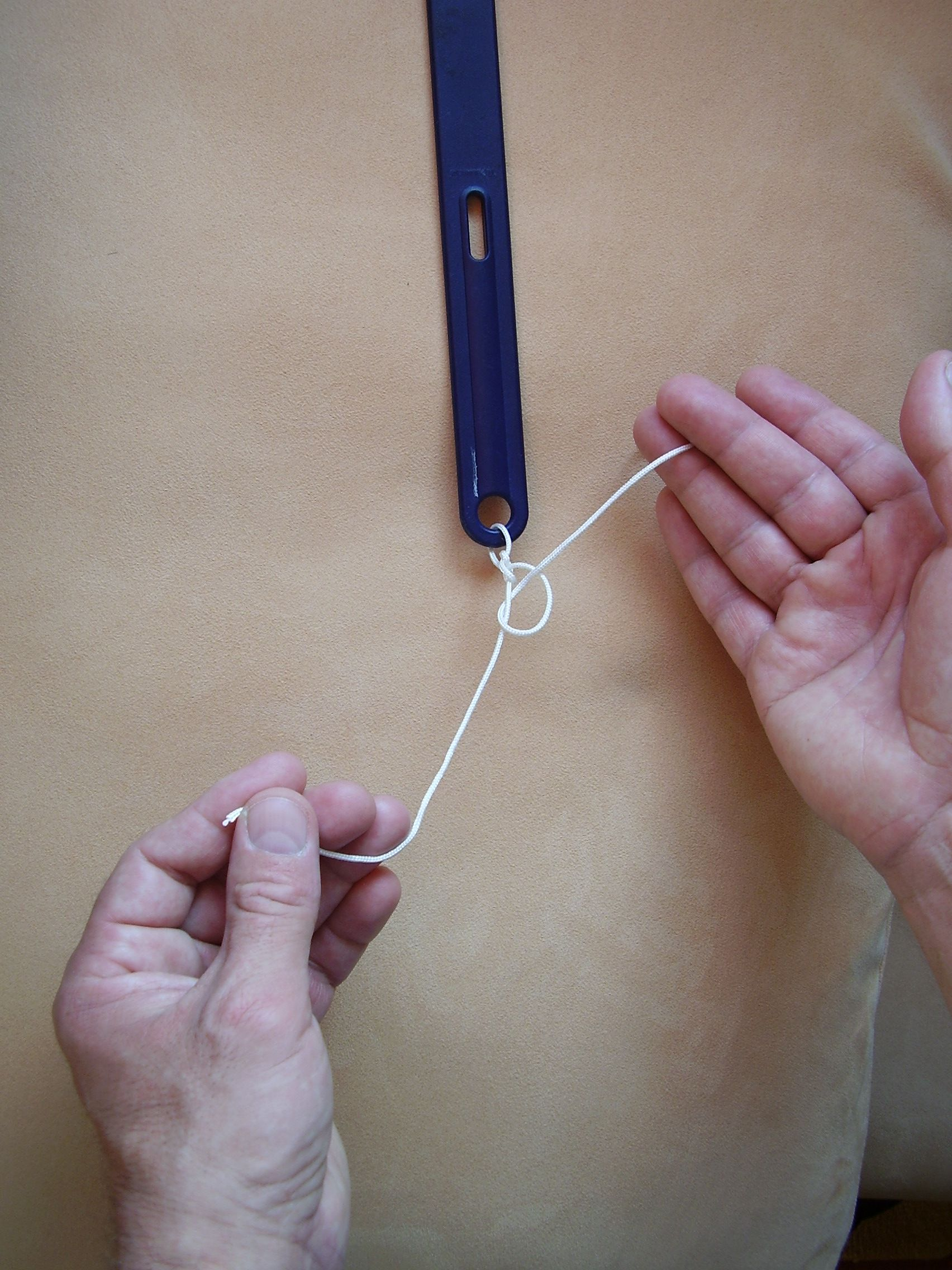
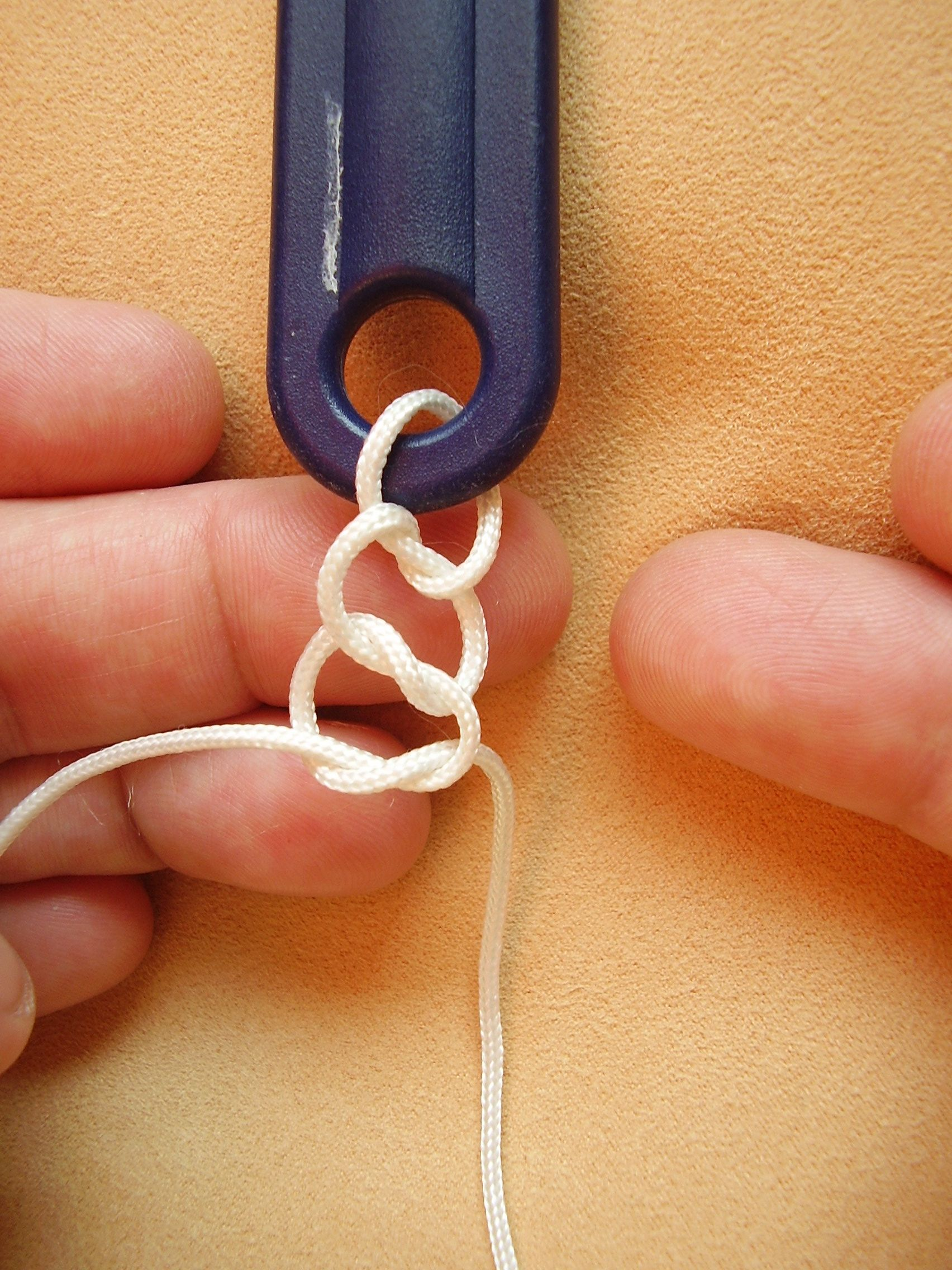

Ошибки при завязывании
- Если полуузлы завязаны в одну и ту же сторону, тогда получается ещё менее надёжный бабий узел
- Если узел завязывают концами двух верёвок[16], разных диаметров, без контрольных узлов
- Если, желая завязывать морским способом, ошиблись, могут получиться крайне ненадёжные и опасные в использовании тёщин или воровской узлы

## Способ развязывания

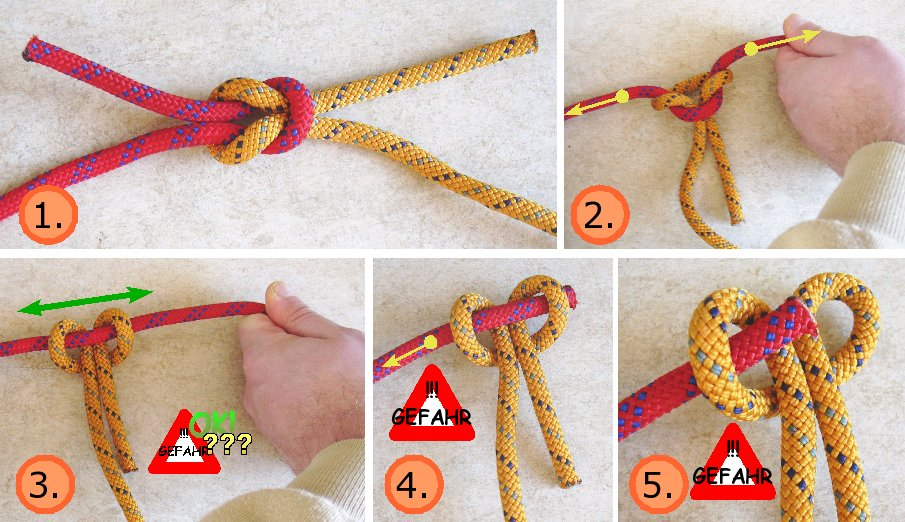
1. «Рифовый» узел, завязанный ходовыми концами отдельных (красной и жёлтой) верёвок.
2. Потянуть за коренной и ходовой концы красной верёвки.
3. Образован «коровий» узел жёлтой верёвкой на красной.
4, 5. Красную верёвку и «коровий» узел жёлтой верёвкой раздвигают в противоположные стороны — морской способ «раздёргивания» (развязывания)

Существуют два способа развязывания прямого узла:
- Последовательный способ — развязать верхний полуузел, затем — нижний
- Морской способ — одновременно резко потянуть ходовой и коренной концы тросов в противоположные стороны двумя руками — рифовый узел превращается в коровий узел, который легко скинуть с троса[27]

## Признаки
Плюсы
- Легко завязывать
- Легко развязывать (морской способ позволяет развязывать быстро дёрганием)

Минусы
- Узел — ненадёжен
- Легко ошибиться при завязывании. При ошибках получаются другие, внешне похожие, но худшие узлы
- На скользком материале узел «ползёт»
- Необходимы стопорные узлы (или схватки, полуштыки) ходовыми концами верёвки на коренных

## Применение
В ткацком деле
- В качестве соединяющего узла для связывания вместе концов оборвавшейся нити в ткацком станке[4], хотя узел для ткачества — наименее подходящий, так как конец узла застревает, натягивается в станке и в результате обрывает нить[28]

В рыболовстве
- Для вязания сетей относительно толстыми верёвками горизонтально расположенными прямыми узлами[29]. Если завязывают сначала коровий узел, а затем тянут пару нижних концов, образуется вертикально расположенный прямой узел[30]

В пожарном деле
- В качестве соединяющего узла для простыней использовали при экстренном спуске из окна невысокого второго этажа при пожаре. Для этого простыни рвали на полосы, и связывали вместе «простынёвым» узлом с обязательным добавлением сто́порных (простых) узлов, завязанных на ходовых концах, вышедших из прямого узла, чтобы узел был надёжнее. Поэтому узел ещё называли «простынёвым»[4] (Sheet Knot[31])[32]

В морском деле
Применяли только в качестве связывающего узла на парусном флоте для подвязывания парусины к рее, используя свойство быстрого развязывания узла продёргиванием. В «Книге узлов Эшли» о прямом узле написано:
Раньше этот узел имел на флоте конкретное назначение — им связывали риф-сезни парусов, когда брали рифы. Прежде моряки никогда не применяли его для связывания двух канатов, если последние были разной толщины или выделки. Им нельзя пользоваться для соединения двух тросов, которые будут подвержены сильной тяге. Этот узел ползёт и опасен, когда намокнет. После завязывания узла каждый ходовой конец нужно прихватывать линём к коренному концу.
В другом месте своей книги Эшли писал:
Этот узел, применённый для связывания двух тросов, унёс больше человеческих жизней, нежели дюжина других узлов вместе взятых. Из-за использования для связывания риф-сезней прямой узел прежде иногда именовали «рифовым», что создаёт путаницу. Использование прямого узла для рифления парусов связано с тем, что узел сравнительно легко и быстро развязывать, даже если сильно затянут. Для этого достаточно резко дёрнуть за ходовой и коренной концы с одной стороны узла. Прямой узел после этого трансформируется в коровий узел, скользящий по второму тросу. Другой способ лёгкого развязывания заключается в том, что перед затягиванием узла между его парой узлов вставляют какой-либо предмет, который перед развязыванием вынимают.
- Прямым узлом закрепляют серию полуузлов при завязывании «западной», «американской», «португальской» марок для заделки концов тросов из растительного материала, предотвращая расплетание троса на пряди и каболки

В ортодоксальном иудаизме
- 5 прямых узлов применяют в иудаизме для привязывания цицит к углу талита, а также между группами витков цицит

В быту
- Связывающим прямым узлом завязывали скаутский и пионерский галстуки
- Завязывают обувные шнурки
- Скрепляют свёртки, пакеты при покупках

В мясной торговле
- Связывающий прямой узел используют мясники для подвеса солонины

В хирургии
- Связывающий прямой узел используют хирурги для сшивания ран

## Связывающие узлы
- прямой
- воровской
- бабий
- тёщин

## Галерея

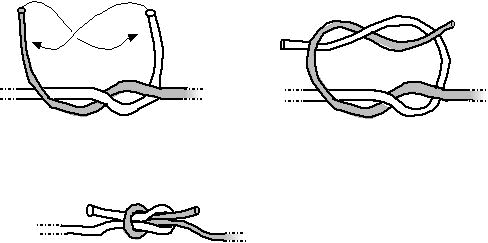
Бытовой — один из трёх способов завязывания прямого узла
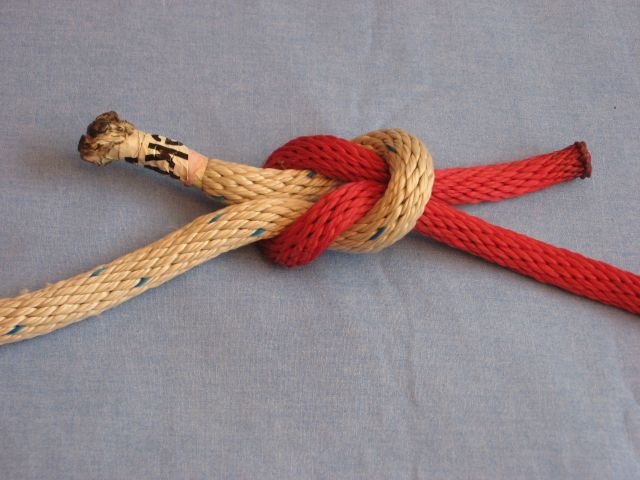
«Прямой» узел без обязательных стопорных узлов ходовыми концами
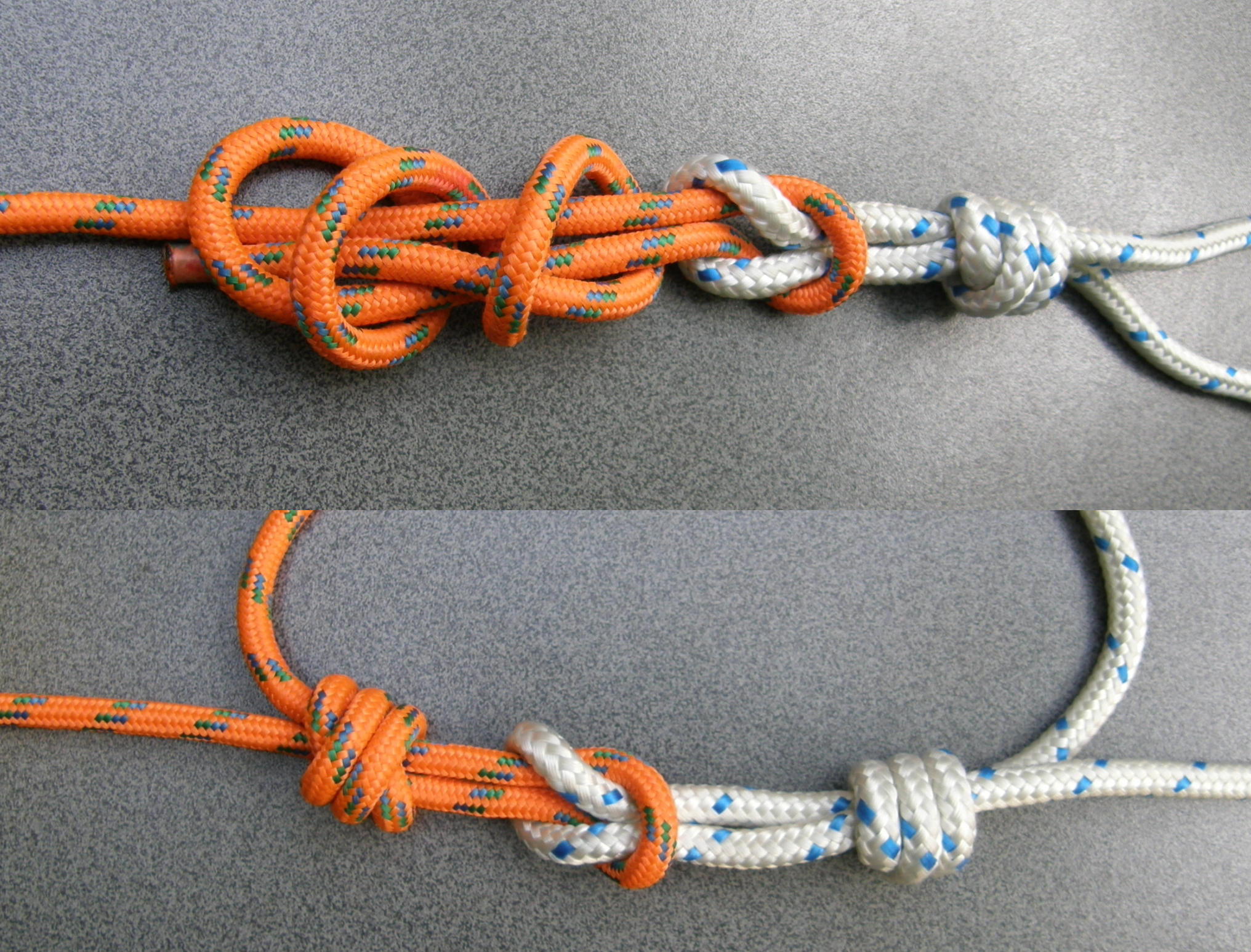
«Прямой» узел в спортивном туризме, завязанный с обязательными «скользящими контрольными» узлами «рабочими» концами верёвок на «грузовых»
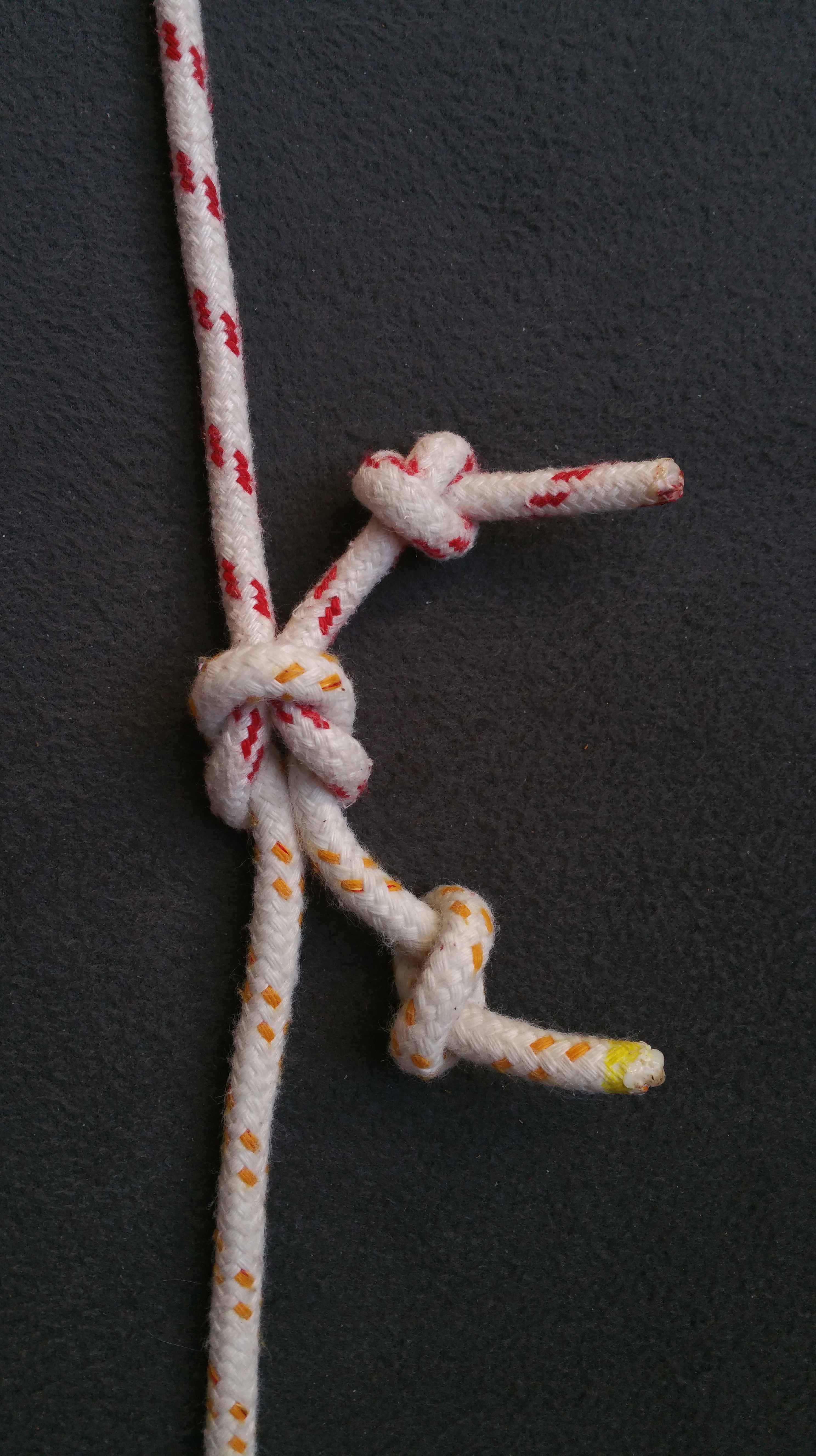
Соединяющий пожарный «простынёвый» узел со стопорными узлами на концах двух простыней, но завязанный не концами двух простыней, а концами двух верёвок — поздний вариант узла
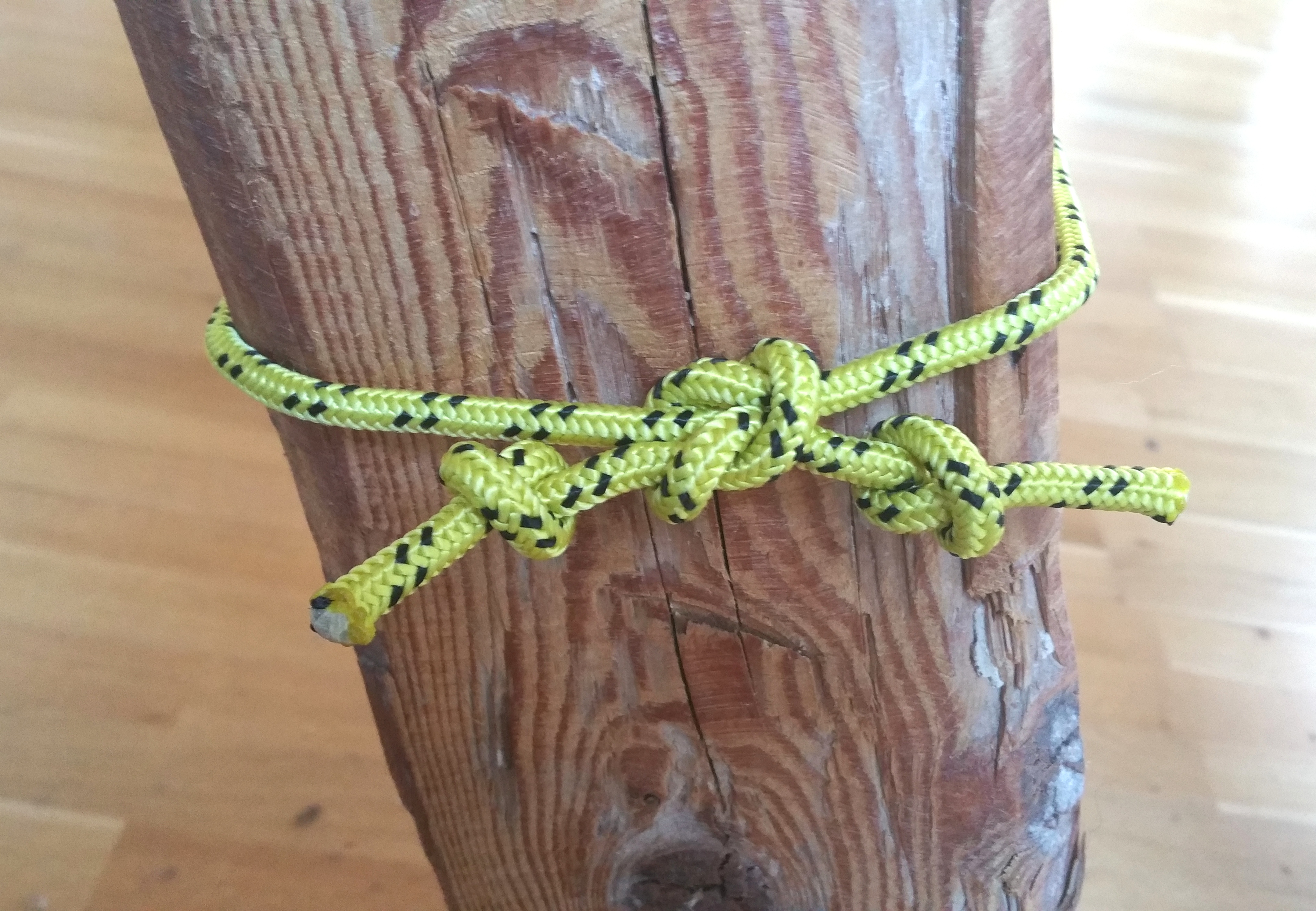
Связывающий «прямой» узел с контрольными узлами на концах верёвки
Способ завязывания пионерского галстука — пара последовательно завязанных полуузлов — «прямой» узел; использован незатягивающийся узел ради безопасности детей
Изображение, похожее на «прямой» (или «воровской») узел, которое было использовано для логотипа саммита G20, проходившего в Гамбурге (Германия) в 2017 году
«Прямой» узел на тросе
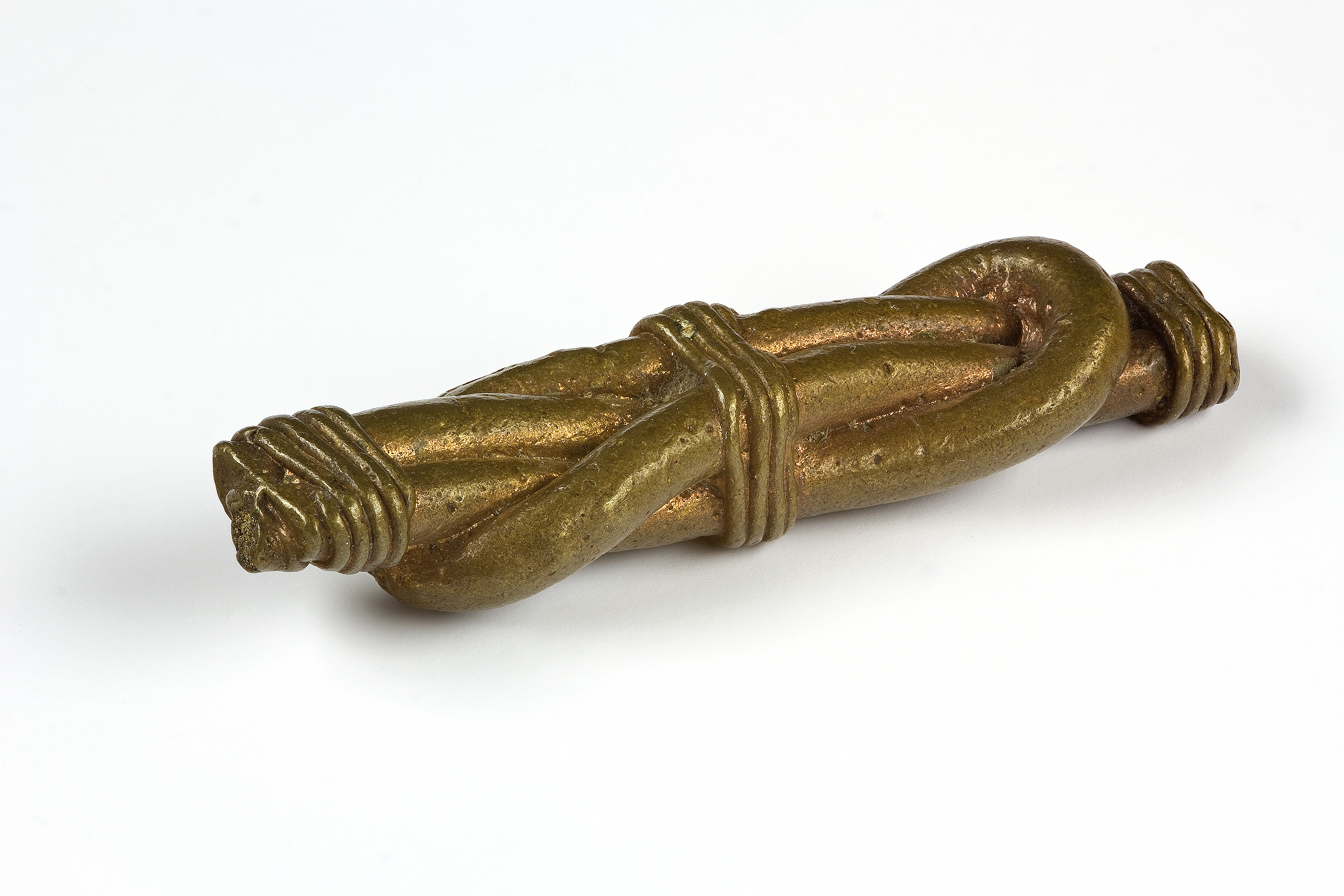
Меры золота Акана, XIX век, Тулузский музей.
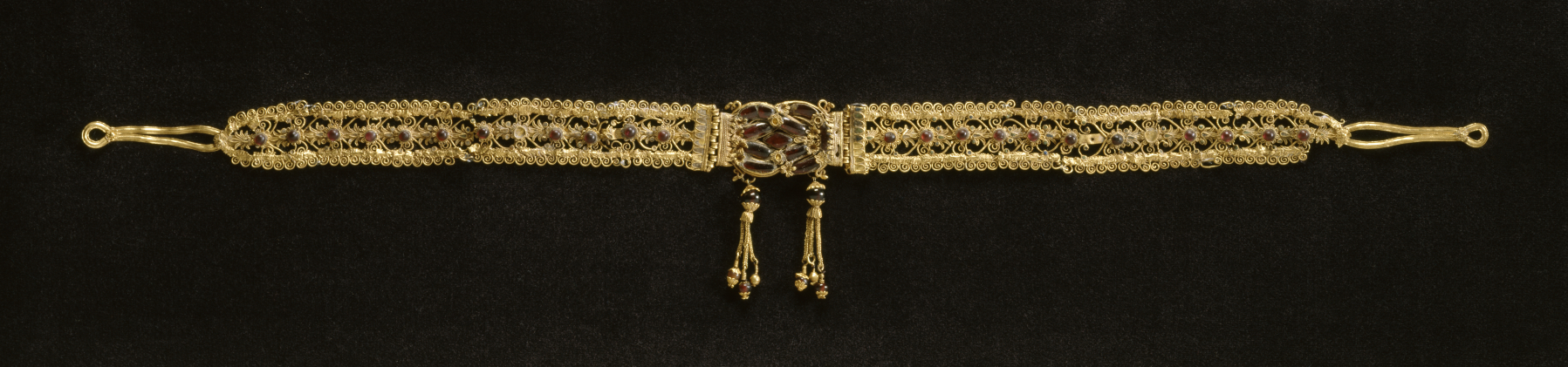
эллинистическая диадема, символ плодородия и Апотропеическая магия, Художественный музей Уолтерса, ок. III—II века до нашей эры.
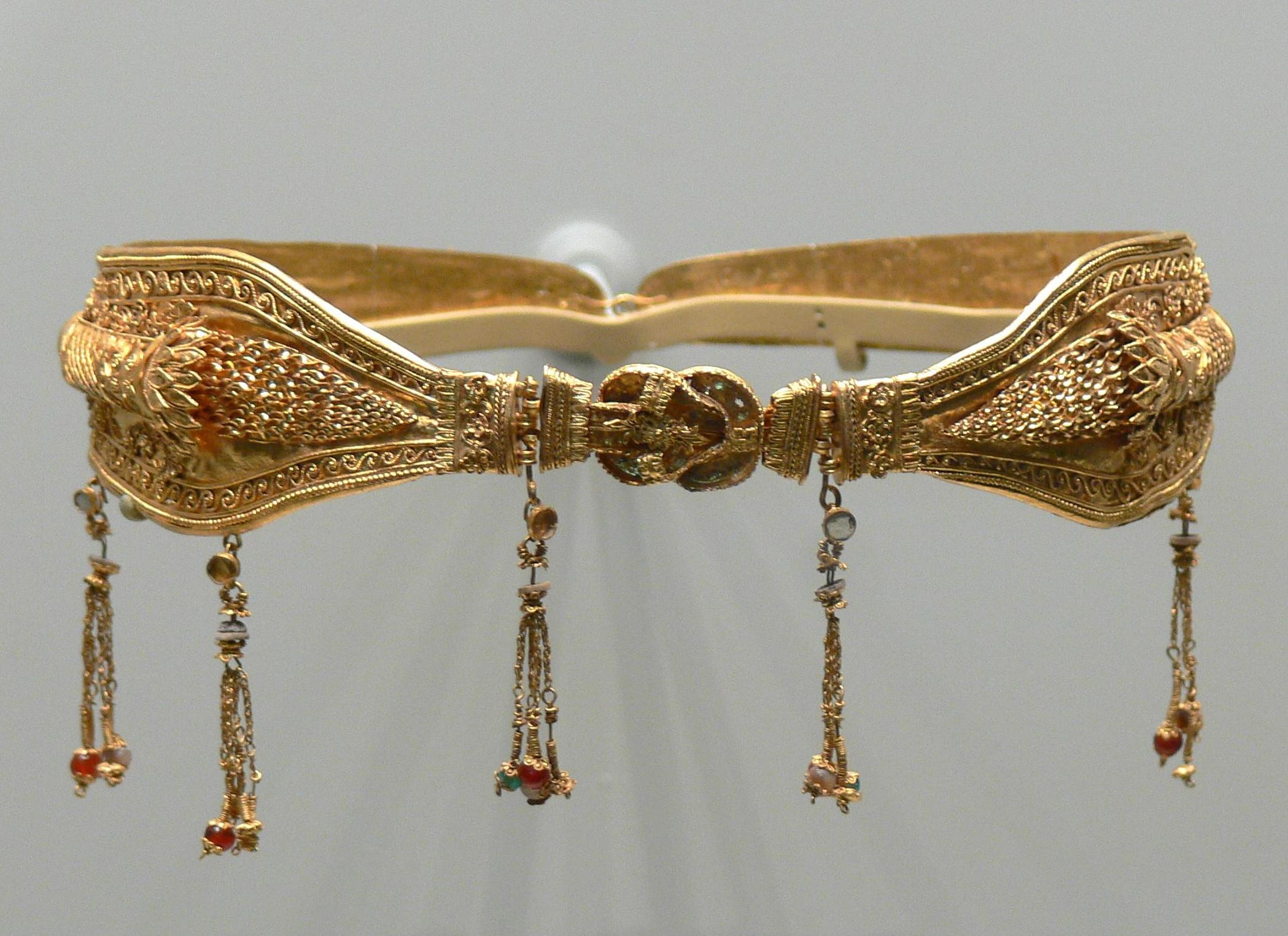
Греческая золотая диадема. Вероятно, сделанный в Александрии, Египте, и принадлежащий дворянке династии Птолемеев (220—100 гг. до н. э.): застёжка имеет форму узла Геракла
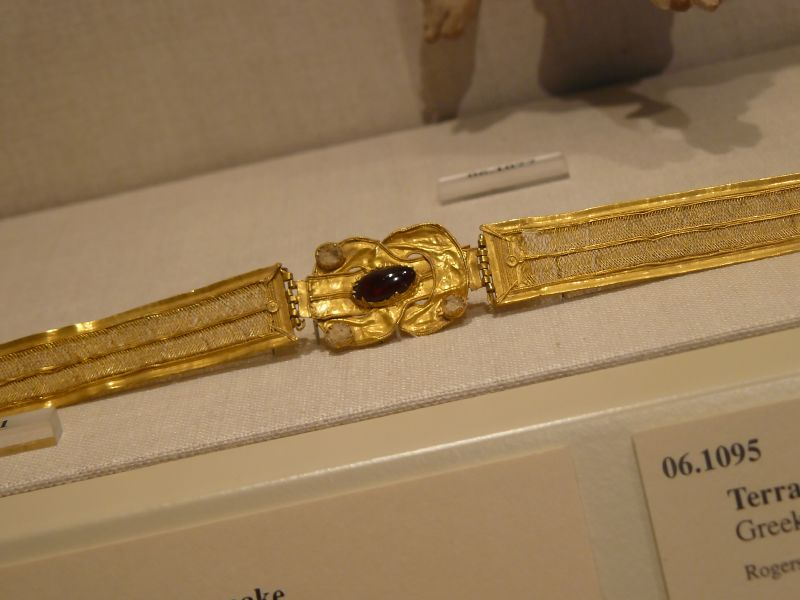
Greek 3rd-2nd century Метрополитен-музей
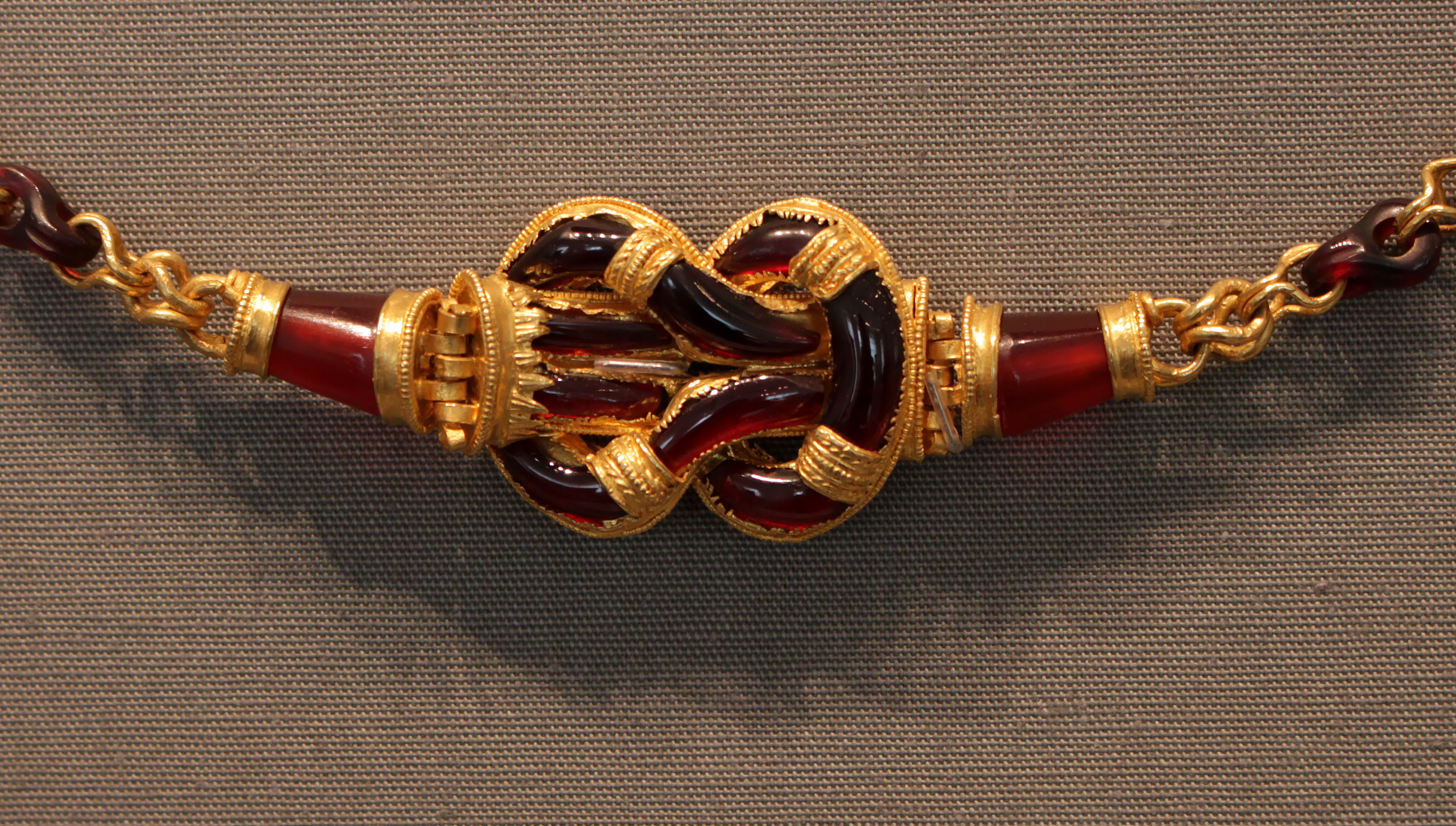
Деталь ожерелья, Таранто, 230 год до н. э.-210. Старый музей
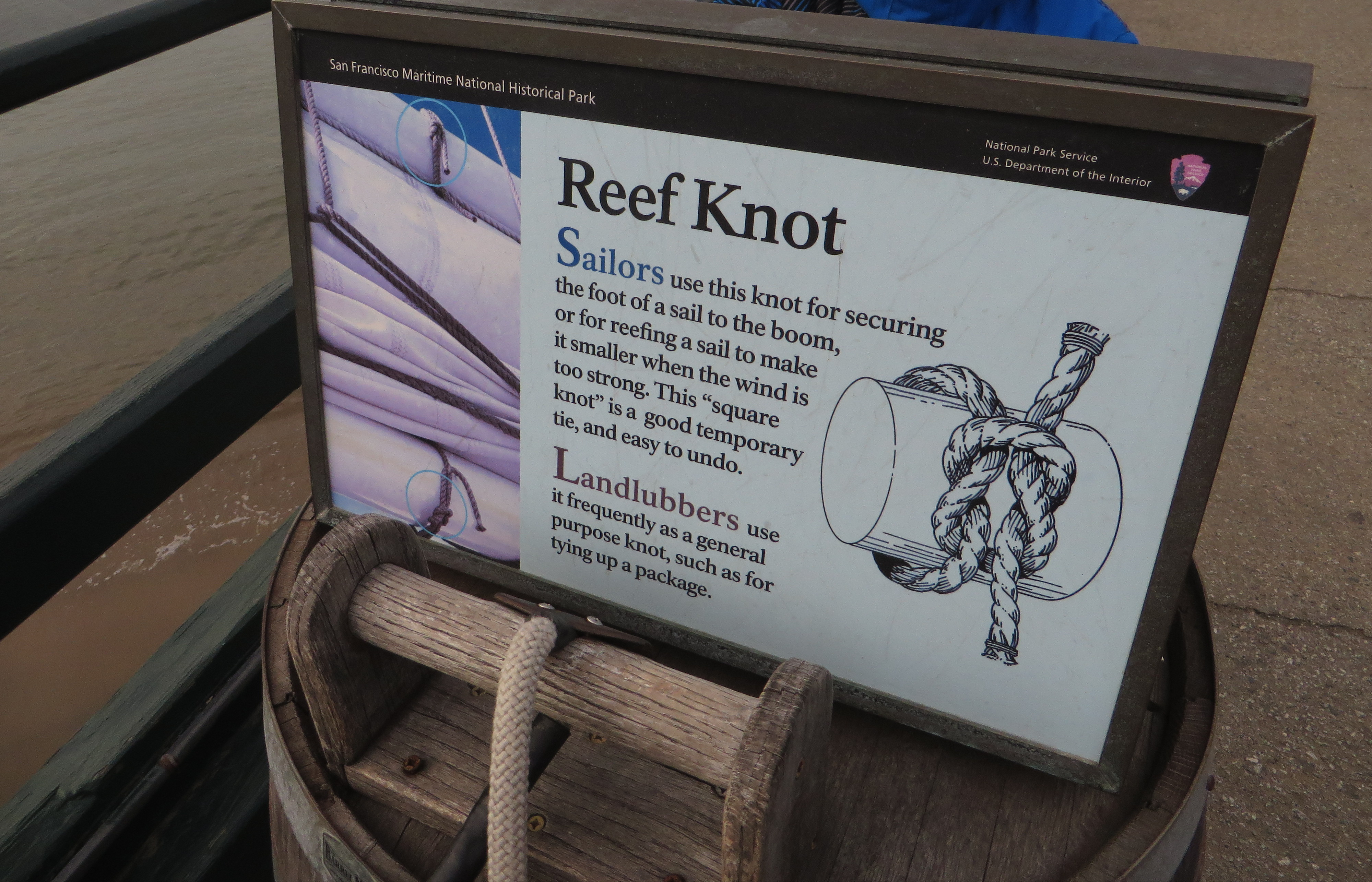
Морской национальный исторический парк Сан-Франциско
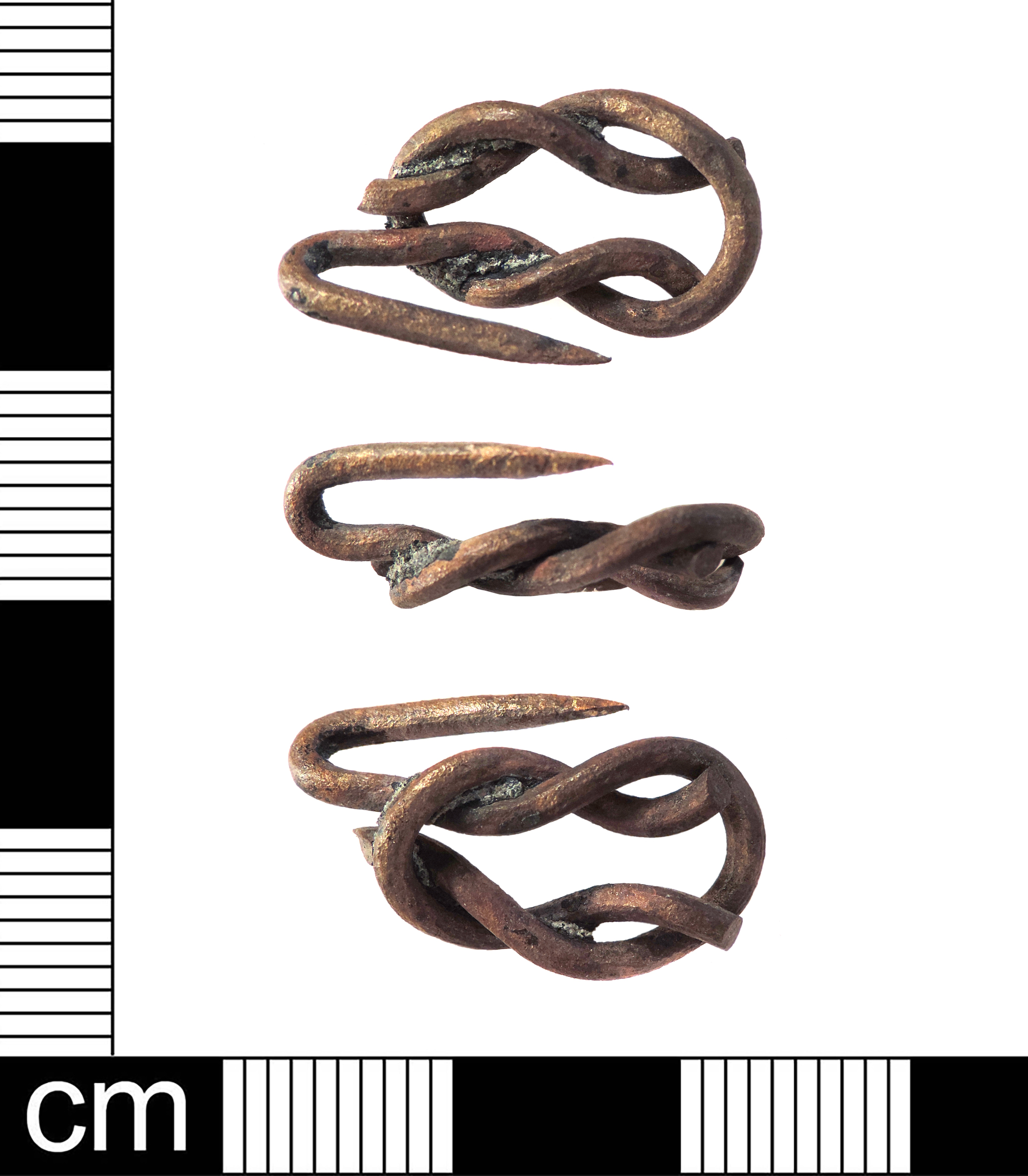
Медная застёжка для одежды, XV век, Portable Antiquities Scheme
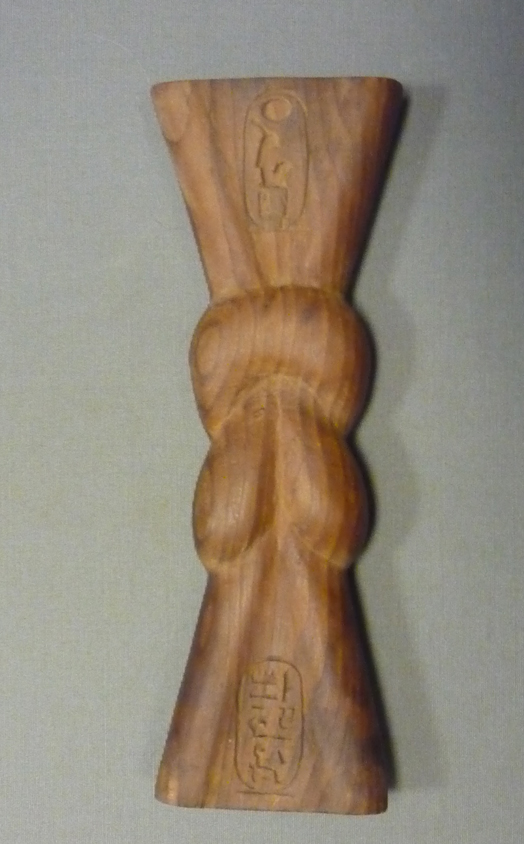
Амулет, 1479-е-1458 годы до н. э., Метрополитен-музей
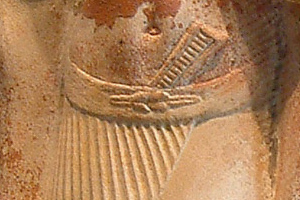
Скульптура с узлом на ремне, XXIV век до н. э., Древний Египет
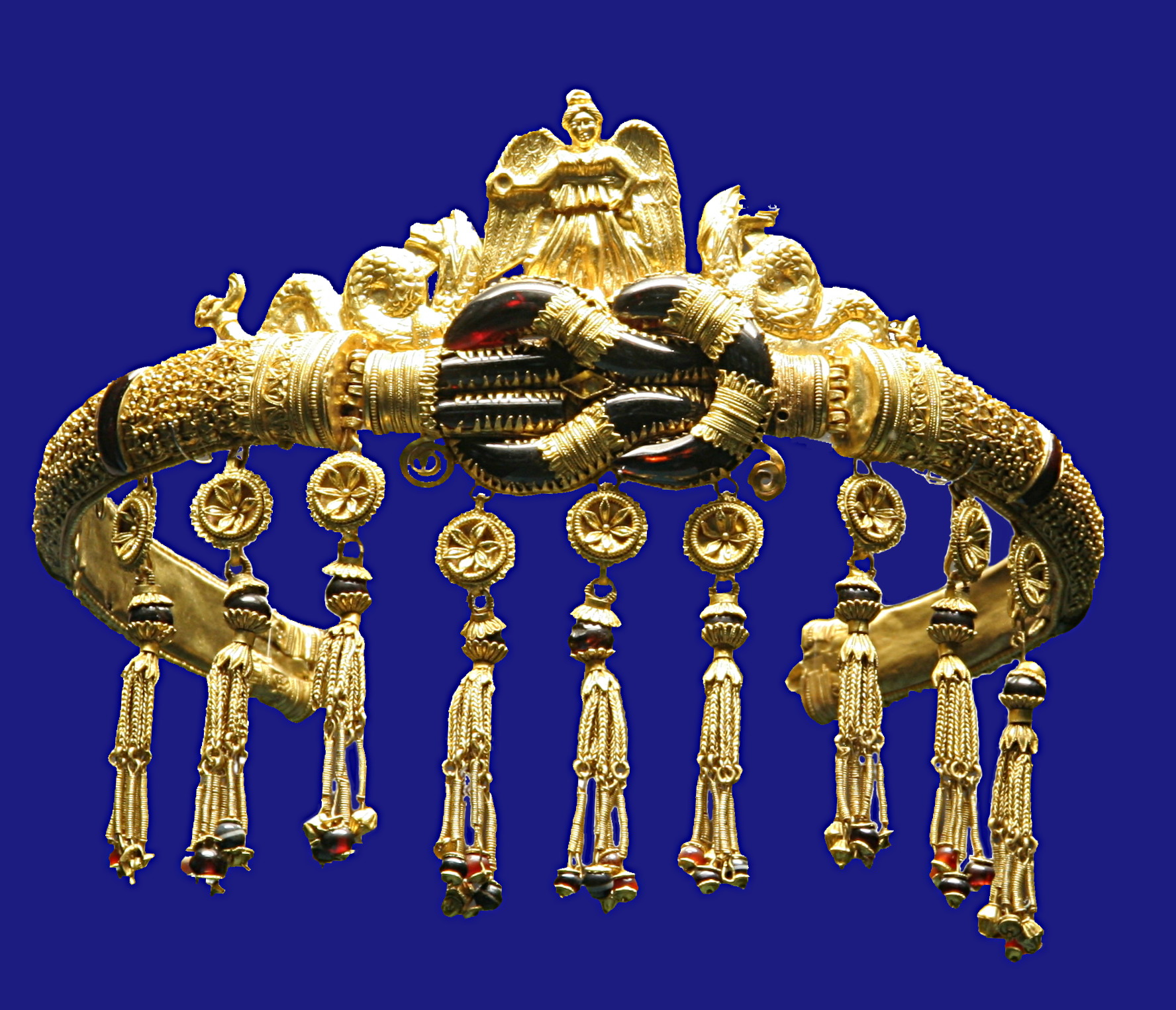
Древнегреческое украшение, 300 год до н. э., Херсонес Таврический
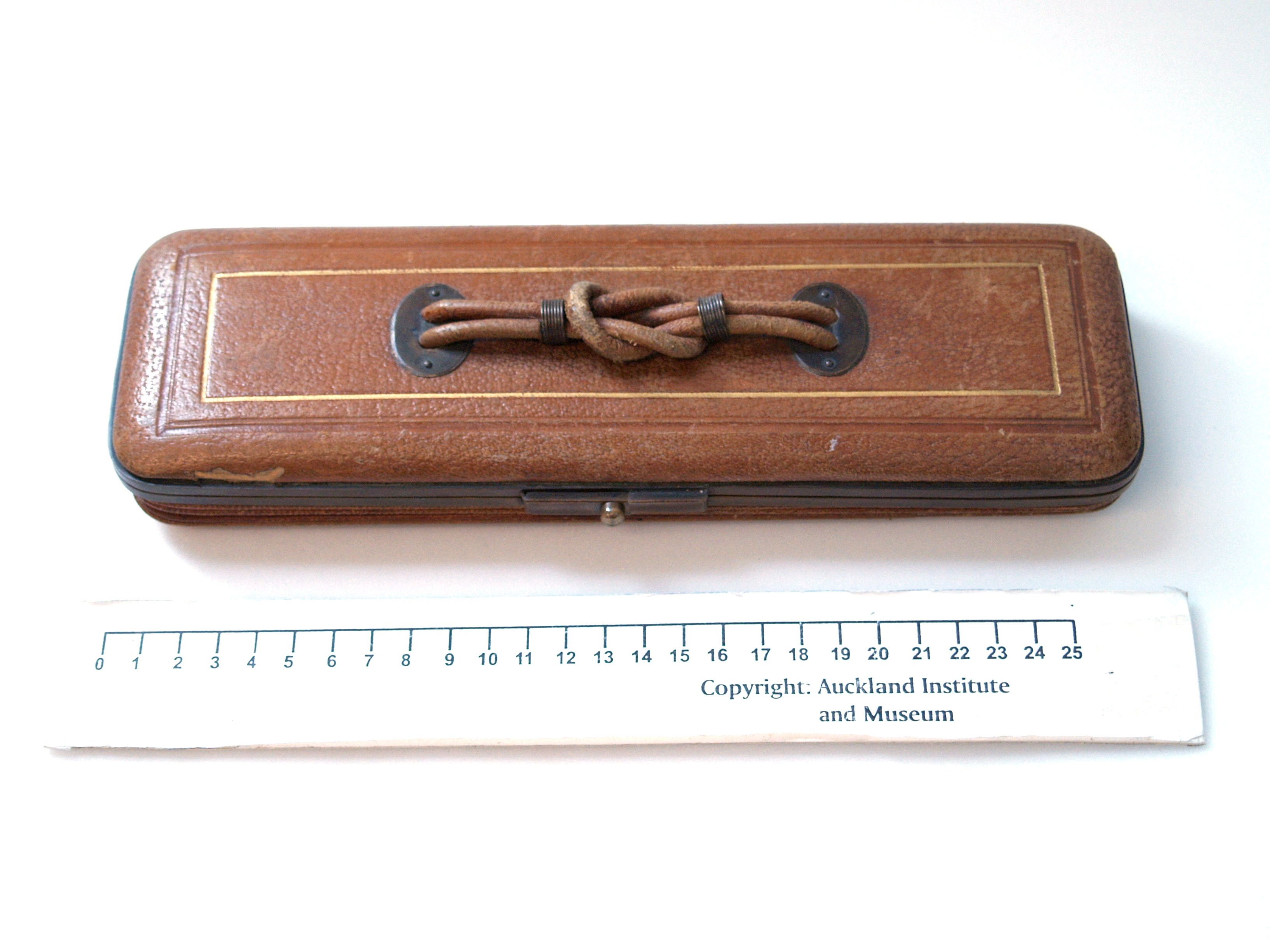
Коробка для перчаток, Оклендский военно-исторический музей
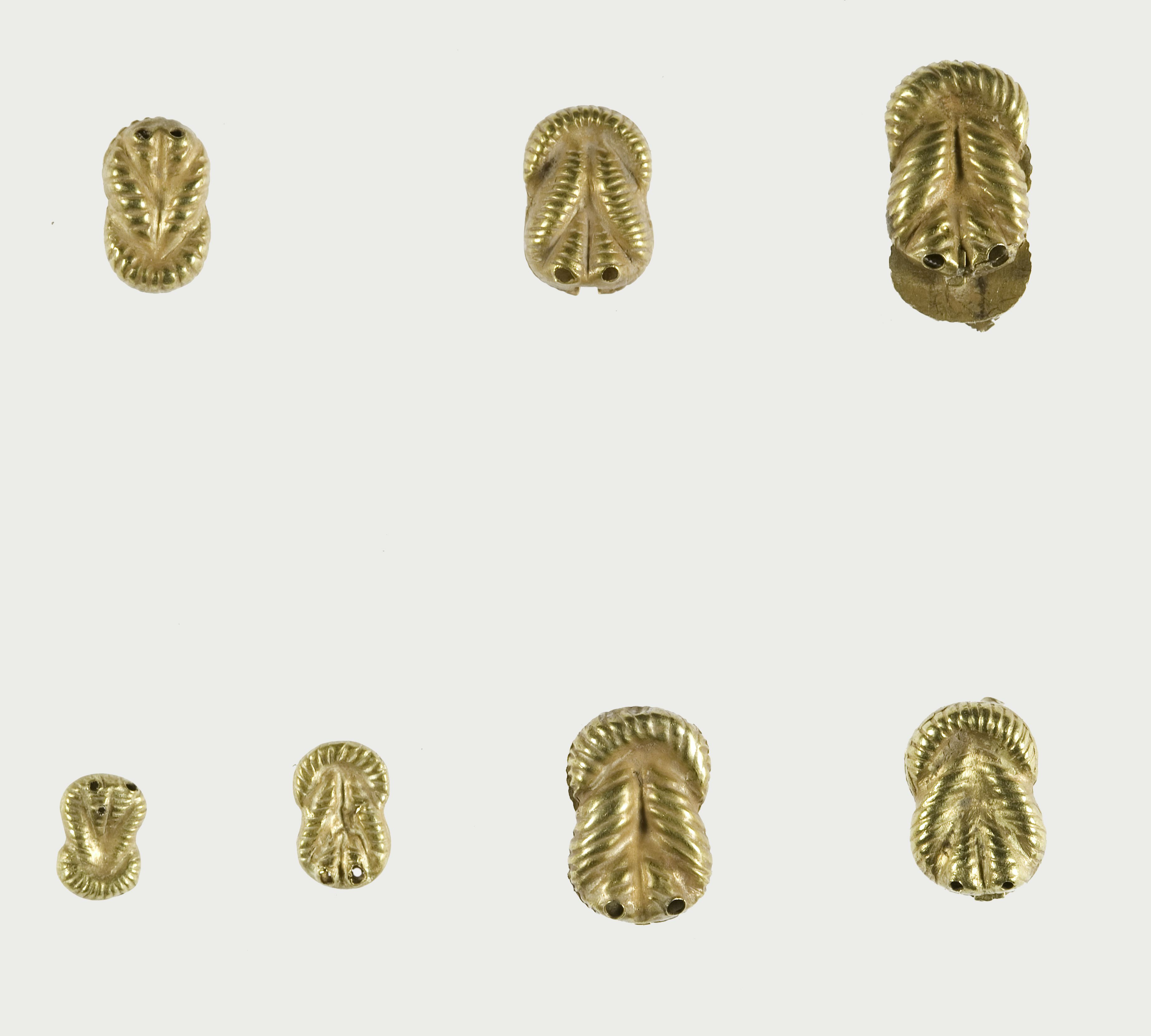
Застежка, 1813 год до н. э.,Метрополитен-музей
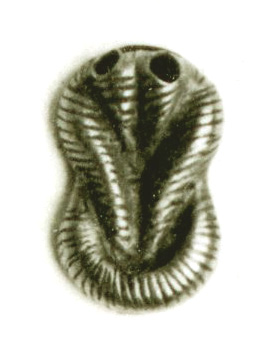
Застежка, 1540 год до н. э., Метрополитен-музей
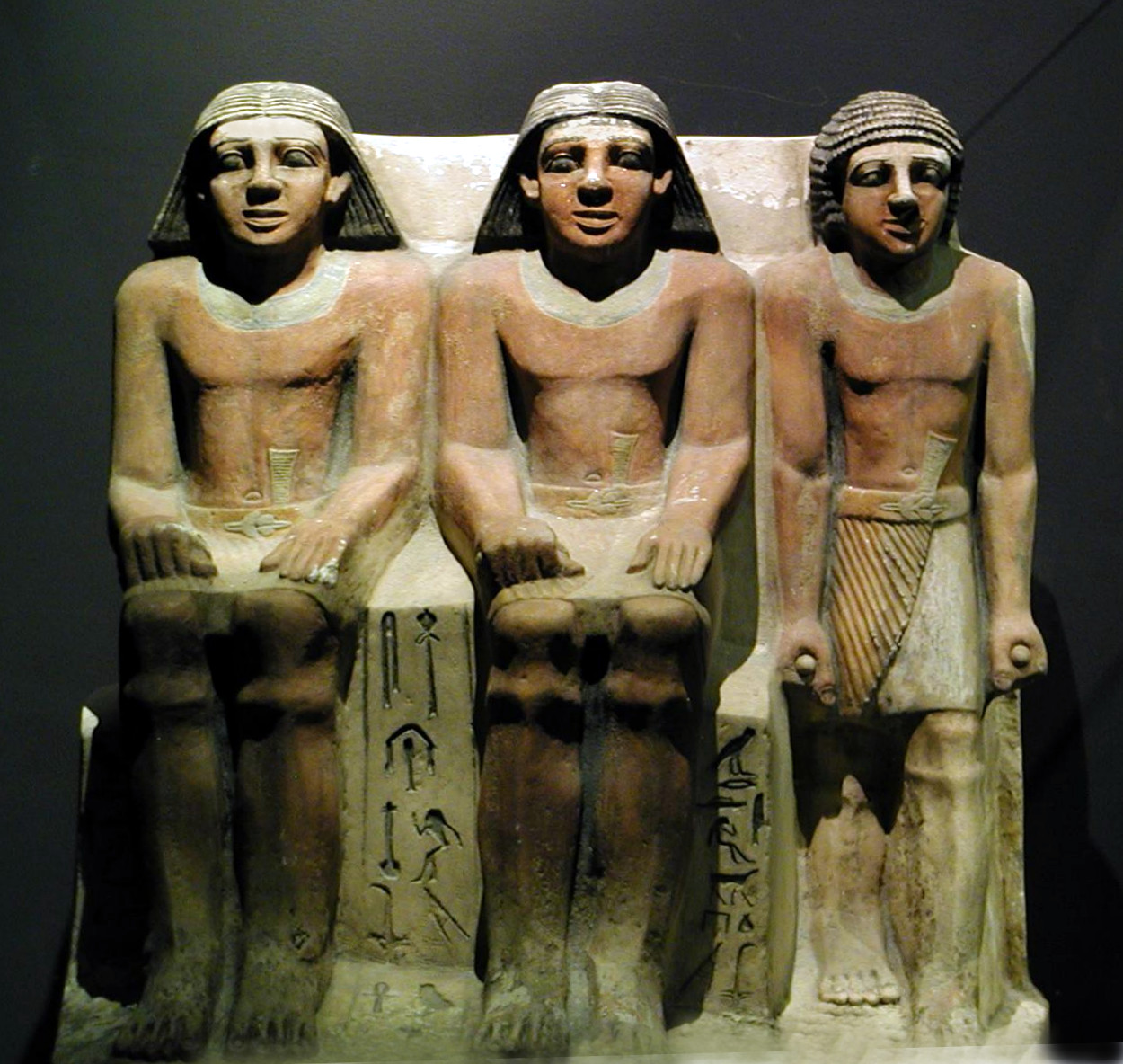
Александрийский национальный музей
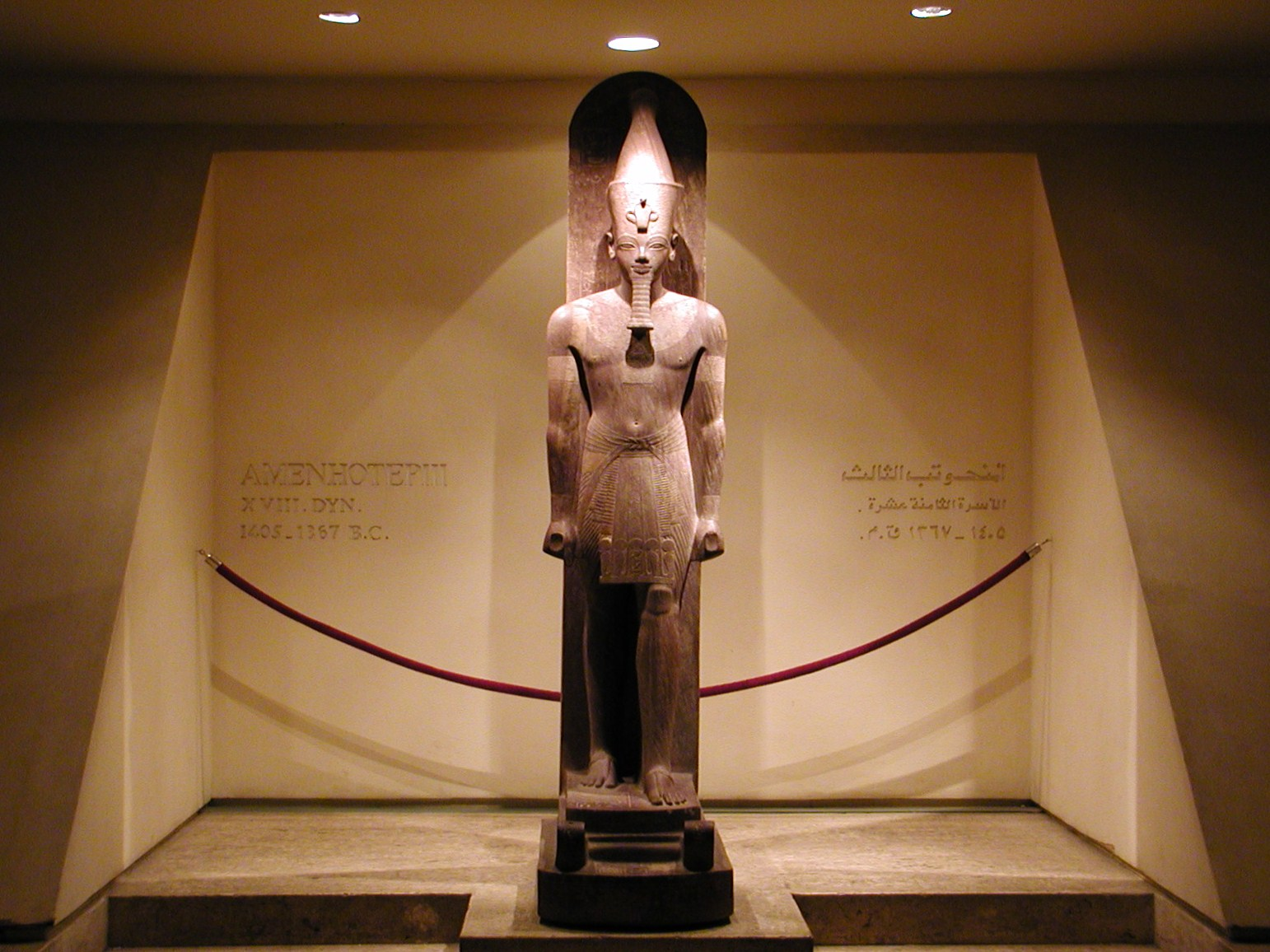
Статуя Аменхотеп III c en:Knot (hieroglyph), en:Luxor statue cache
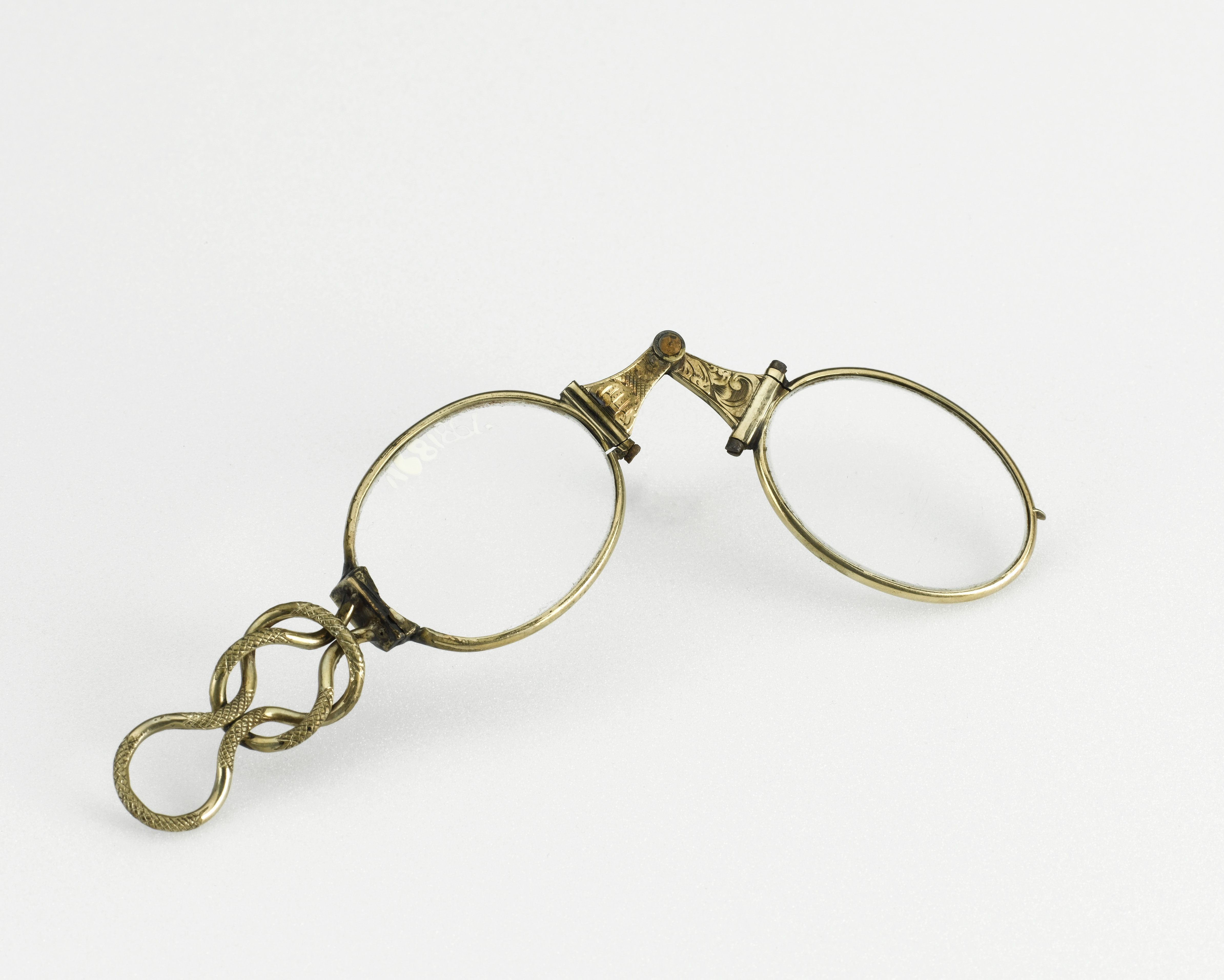
Портативные складные очки, 1730-1860
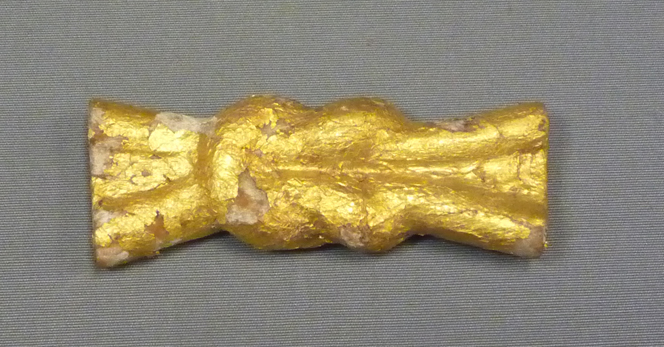
Заупокойный храм Хатшепсут в Дейр-эль-Бахри, Метрополитен-музей
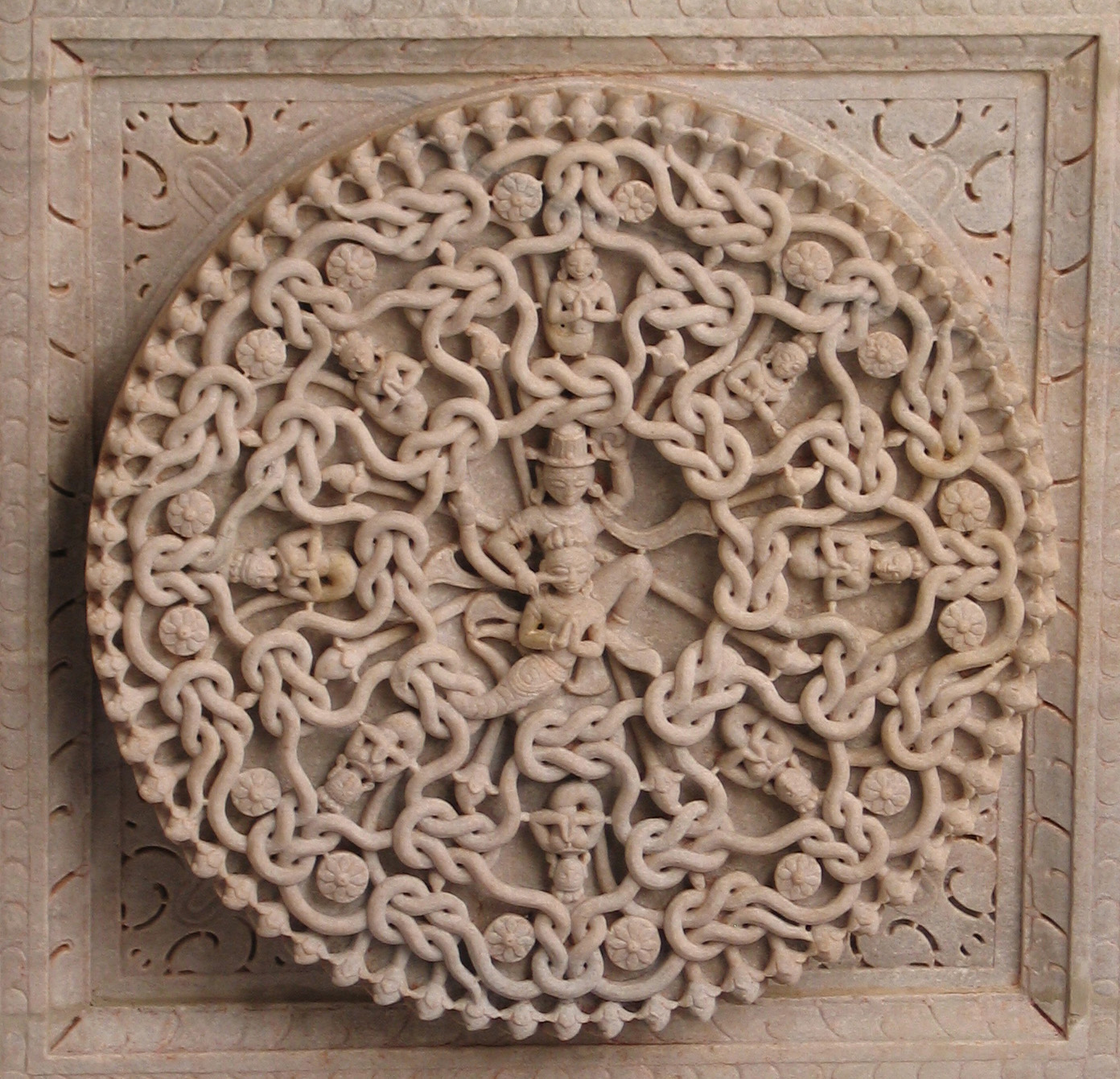
Орнамент из en:Jain Temple
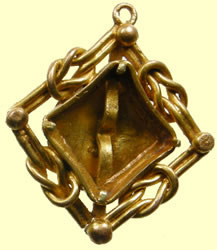
Постсредневековый кулон, en:Portable Antiquities Scheme
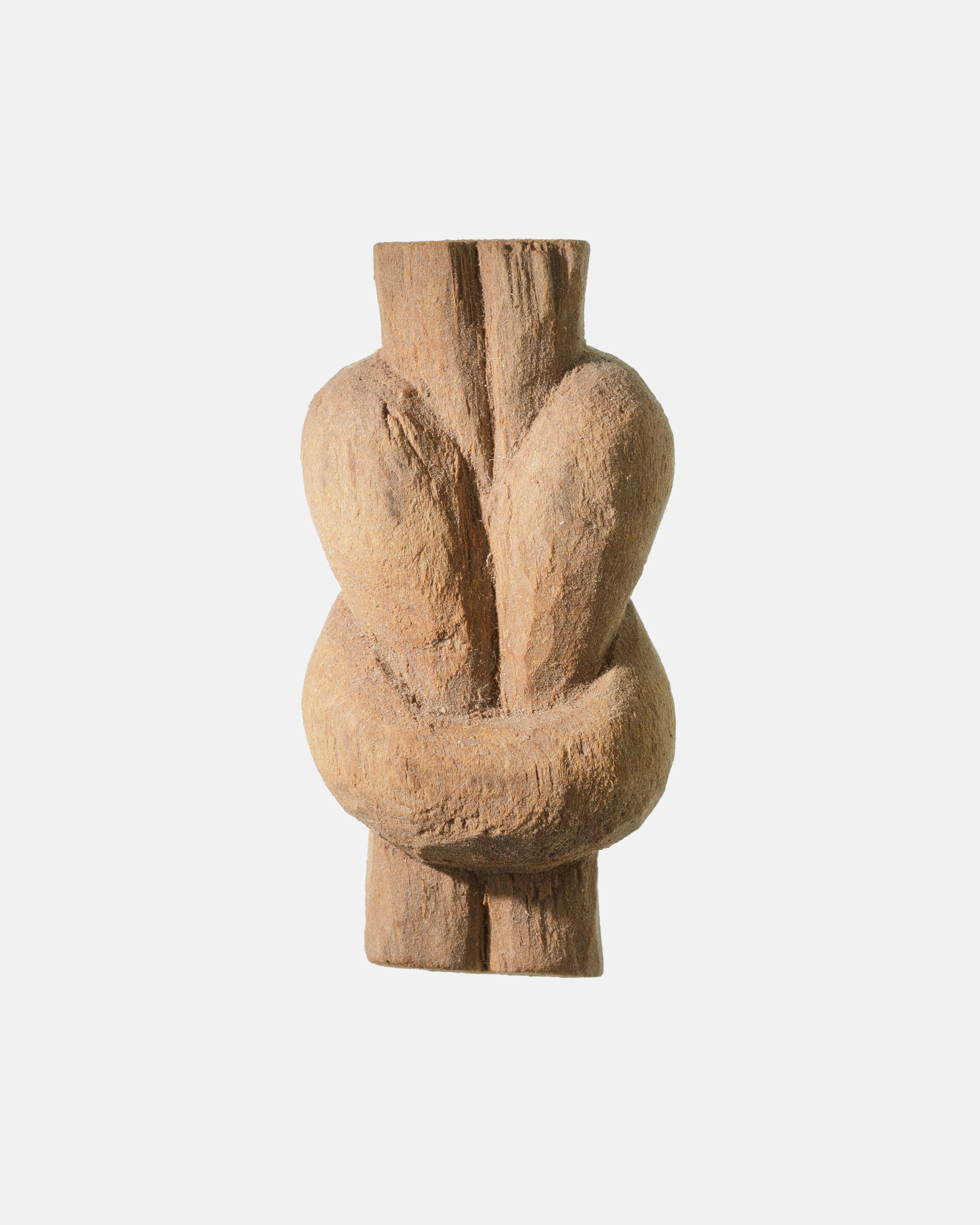
XV век до н. э. 1479 – 1458, Метрополитен-музей
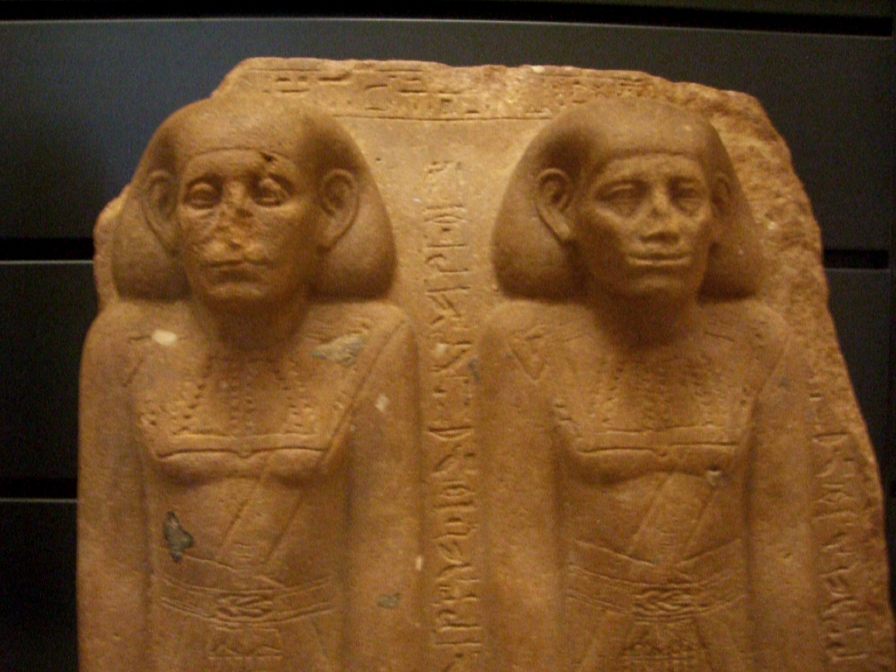
Два жреца, XIX век до н. э. 1862 – 1843, Метрополитен-музей
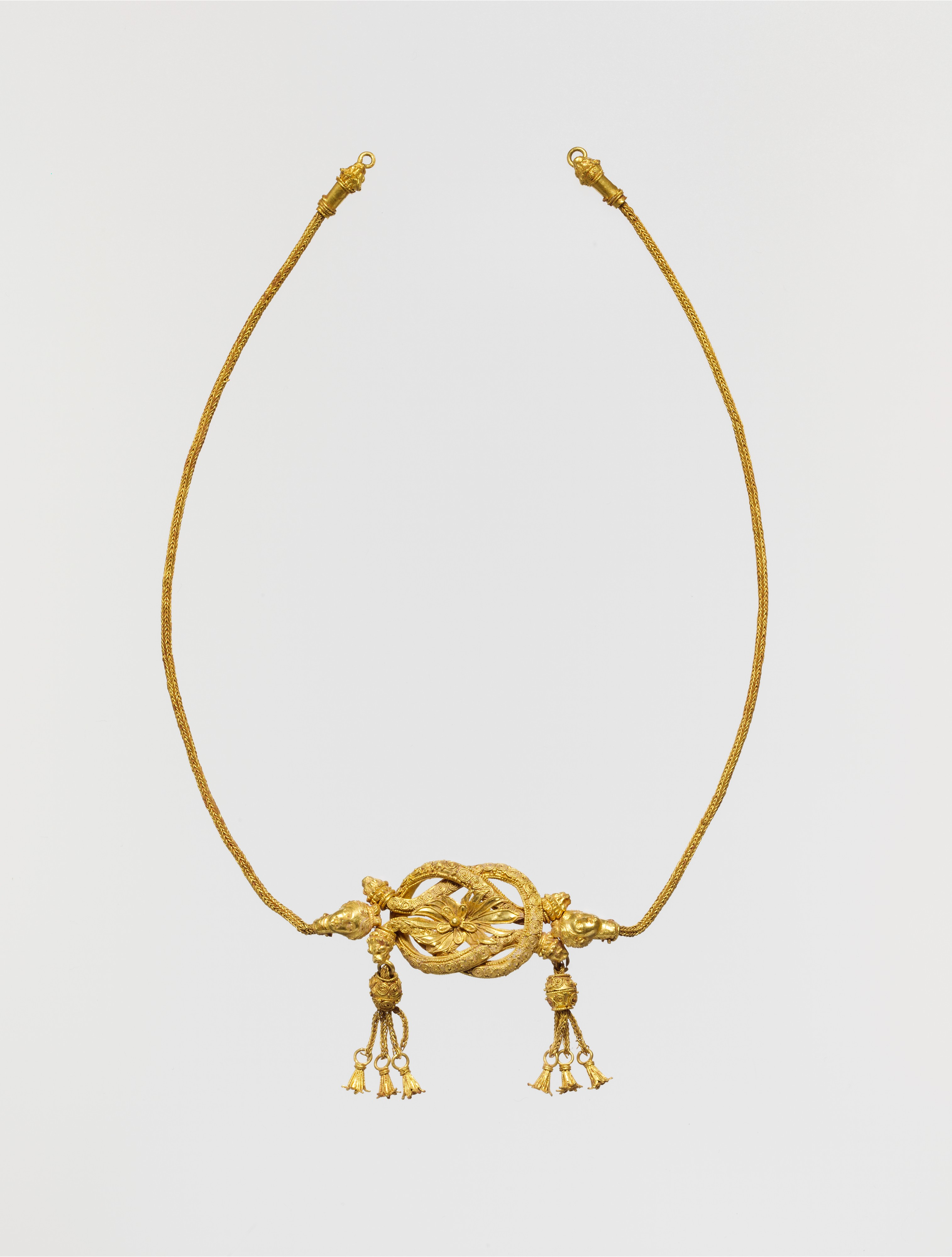
Золотое филе III - IV век до н. э., Метрополитен-музей
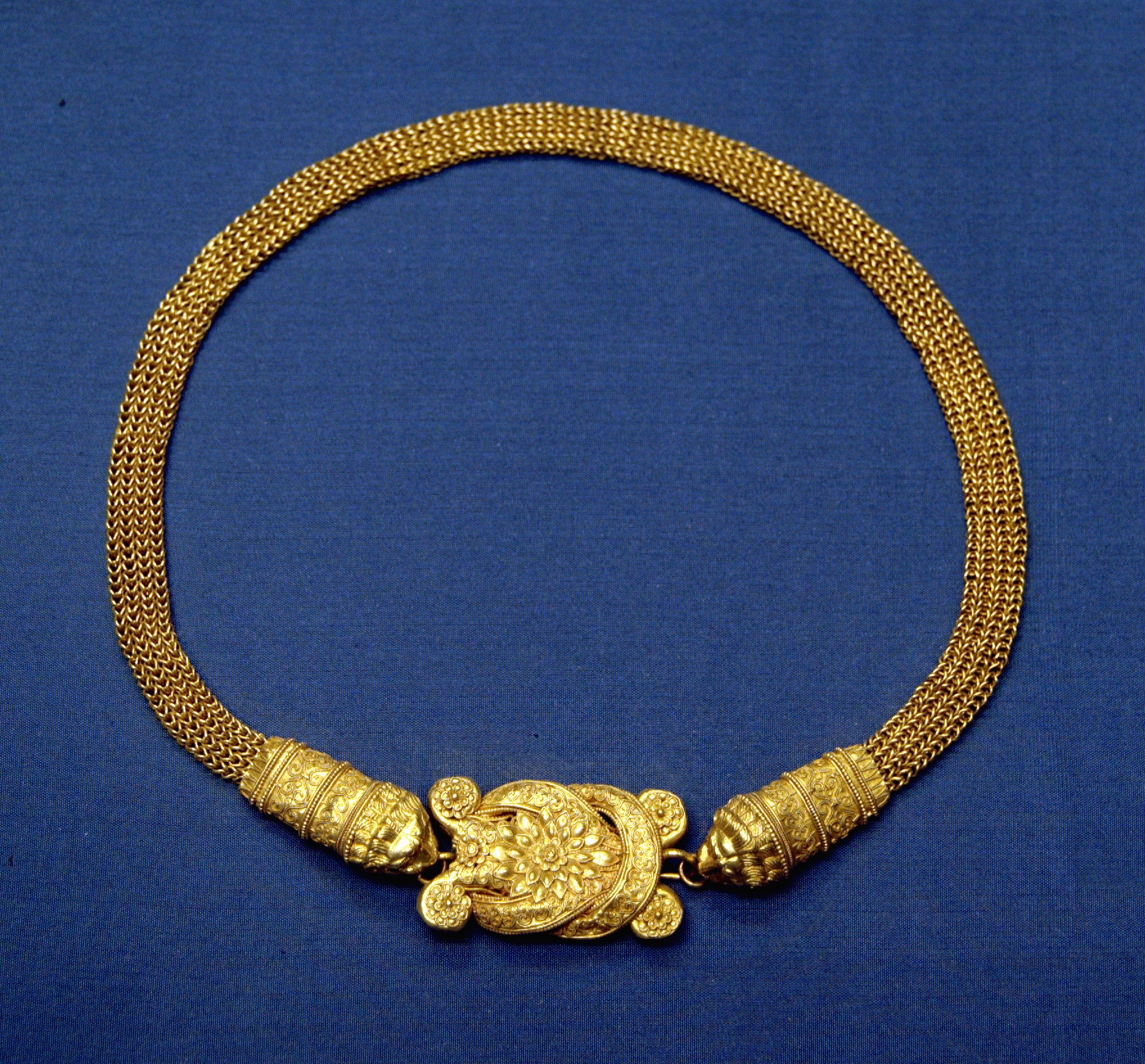
Золотой браслет, 300 год до н. э., Государственное античное собрание
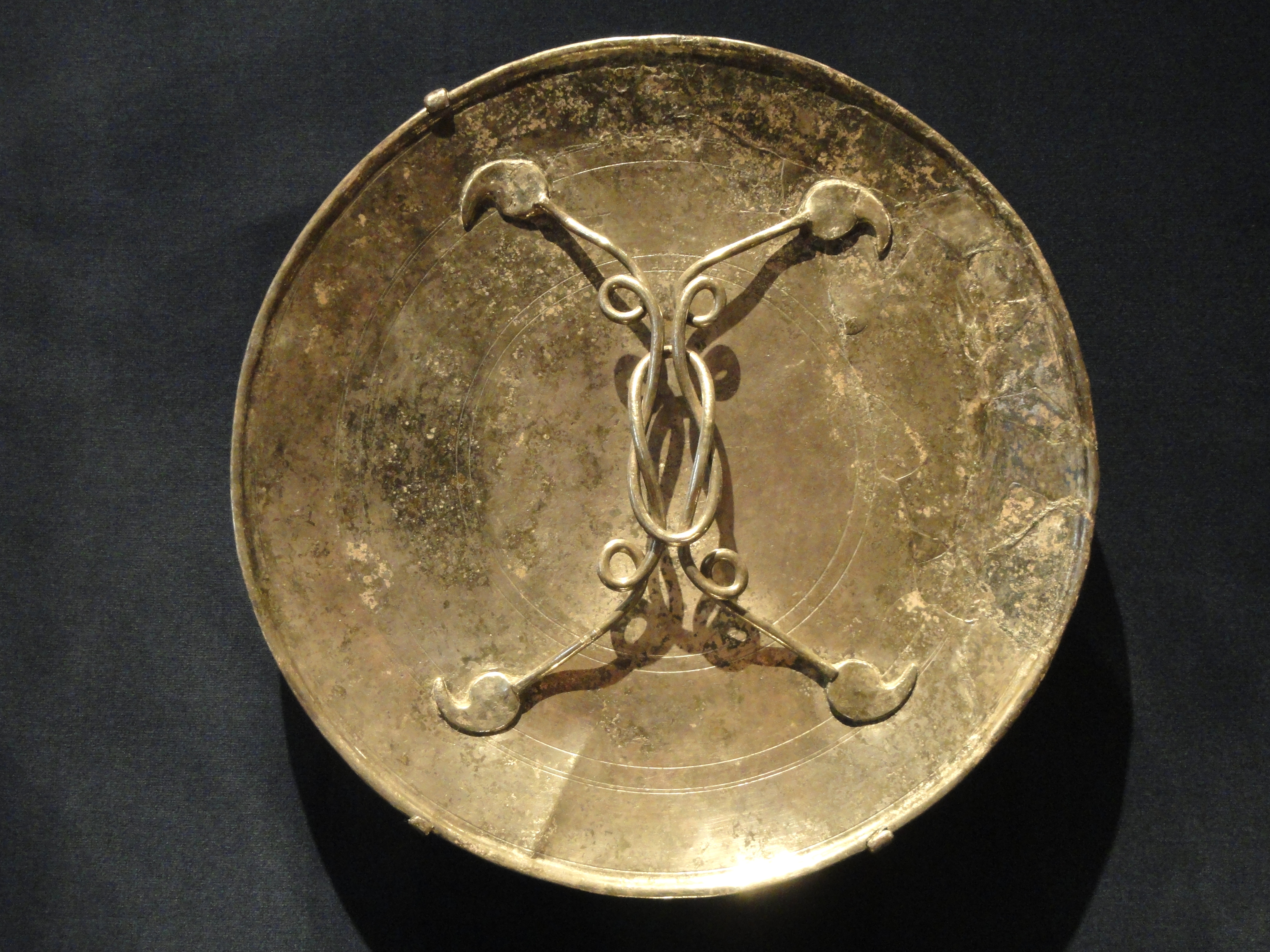
Зеркало с держаталем, 280-400 год, Художественный музей Кливленда
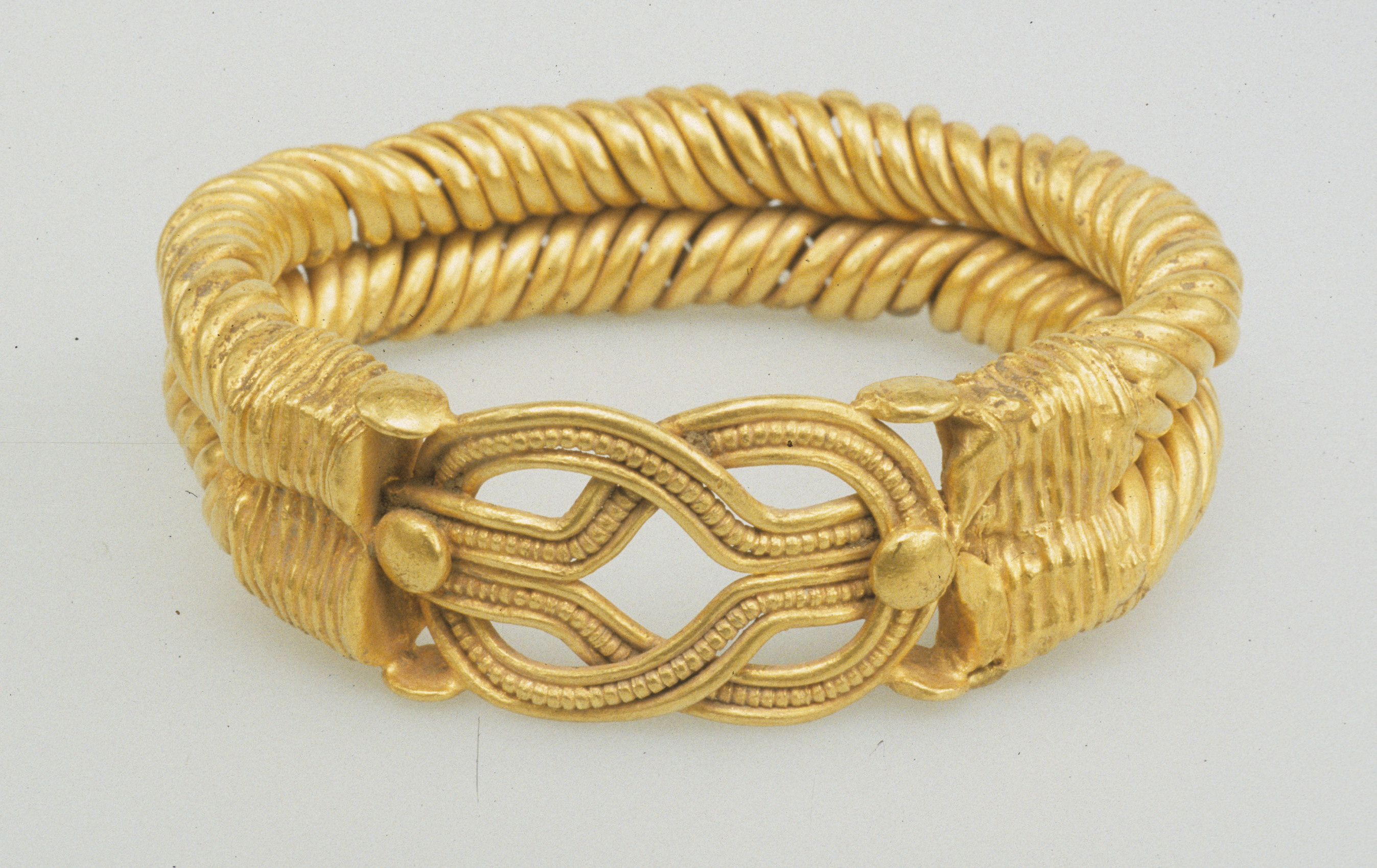
Браслет, II век, Метрополитен-музей
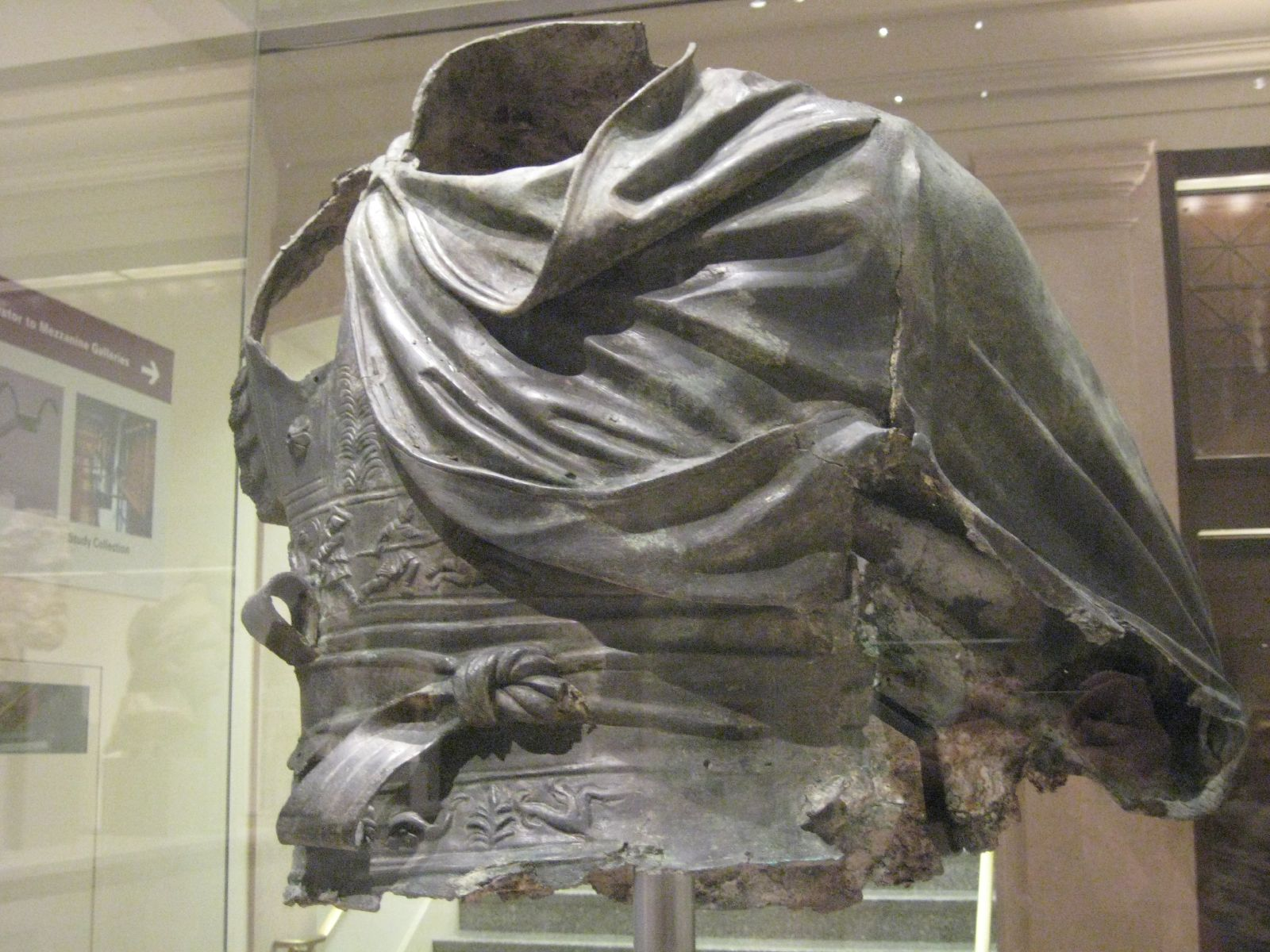
Бронзовый торс с заузленым ремнем, II век до н. э. - II век, Метрополитен-музей
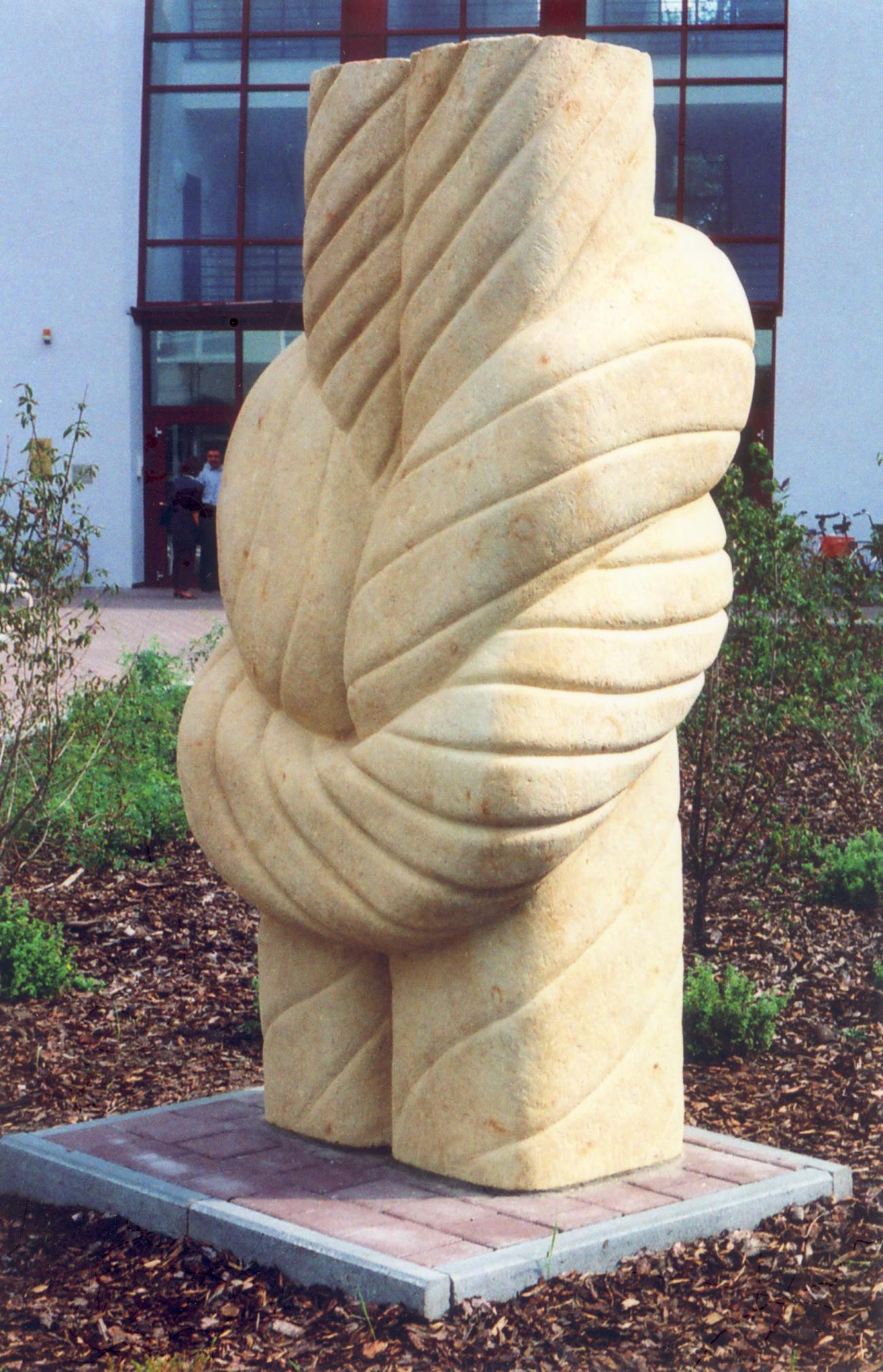
Скульптура "Verbundenheit - Großer Knoten", de:Berthold Dietz, 1995, Хойерсверда
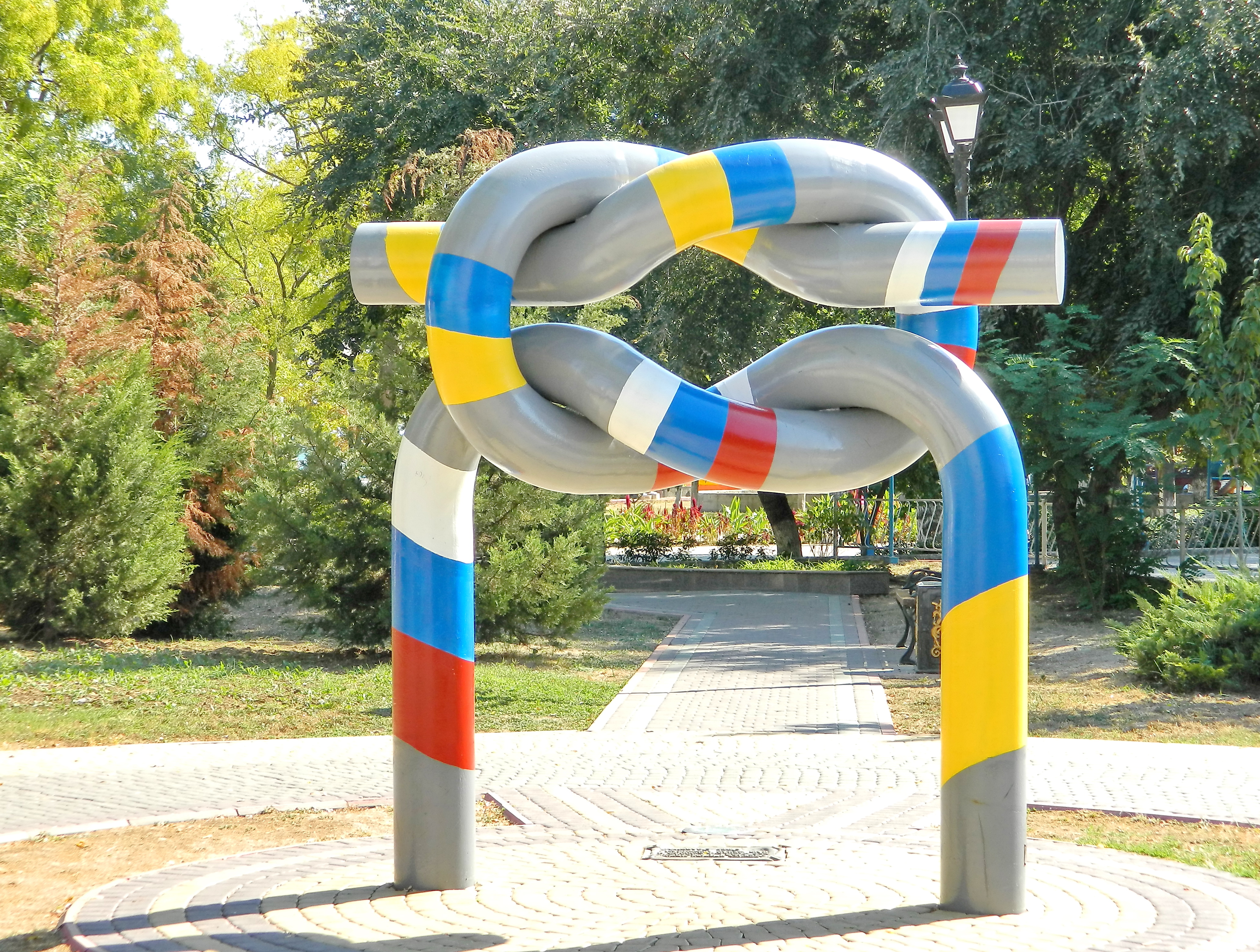
Памятник, Керчь
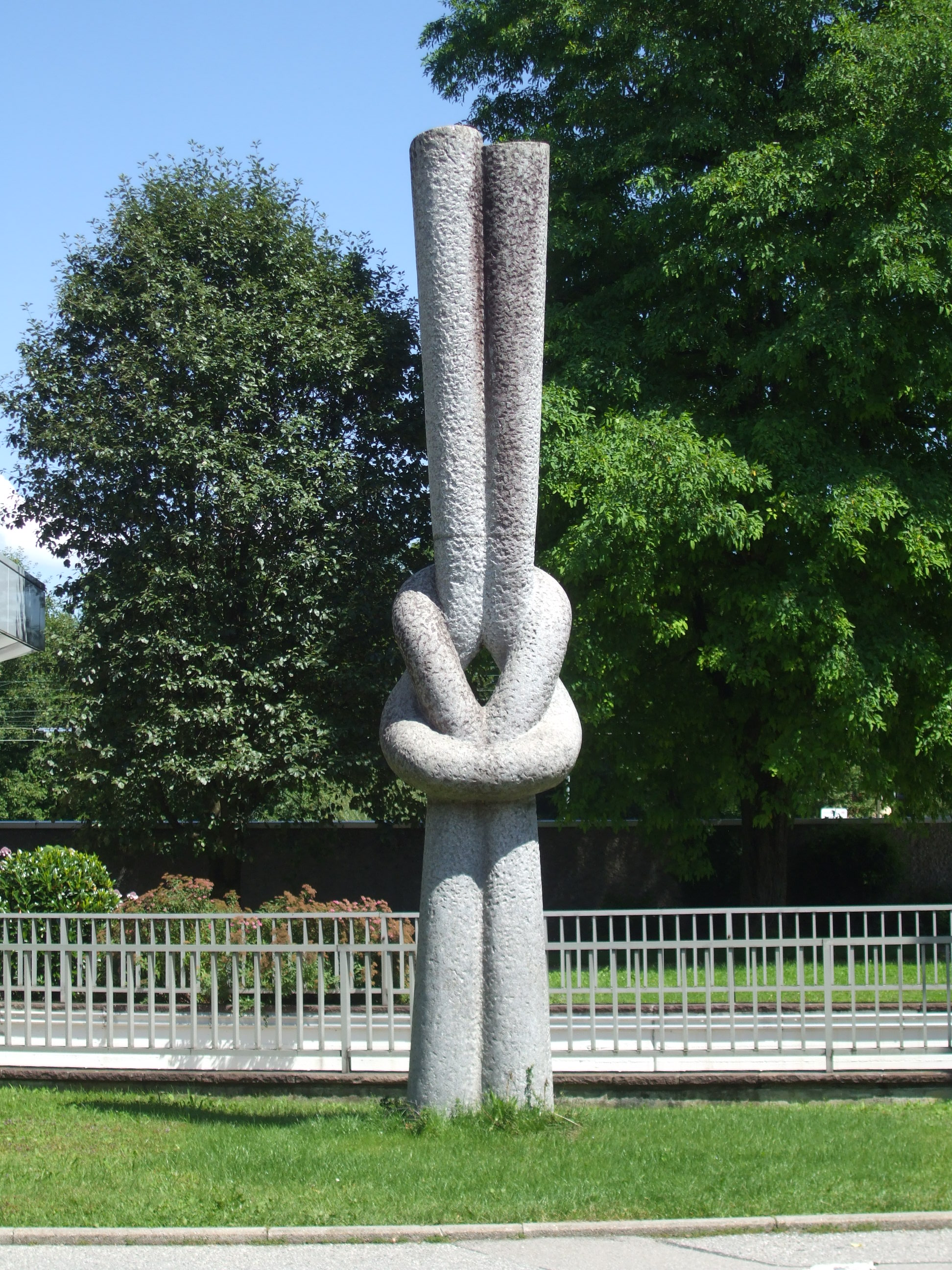
Скульптура, Прин-ам-Кимзе
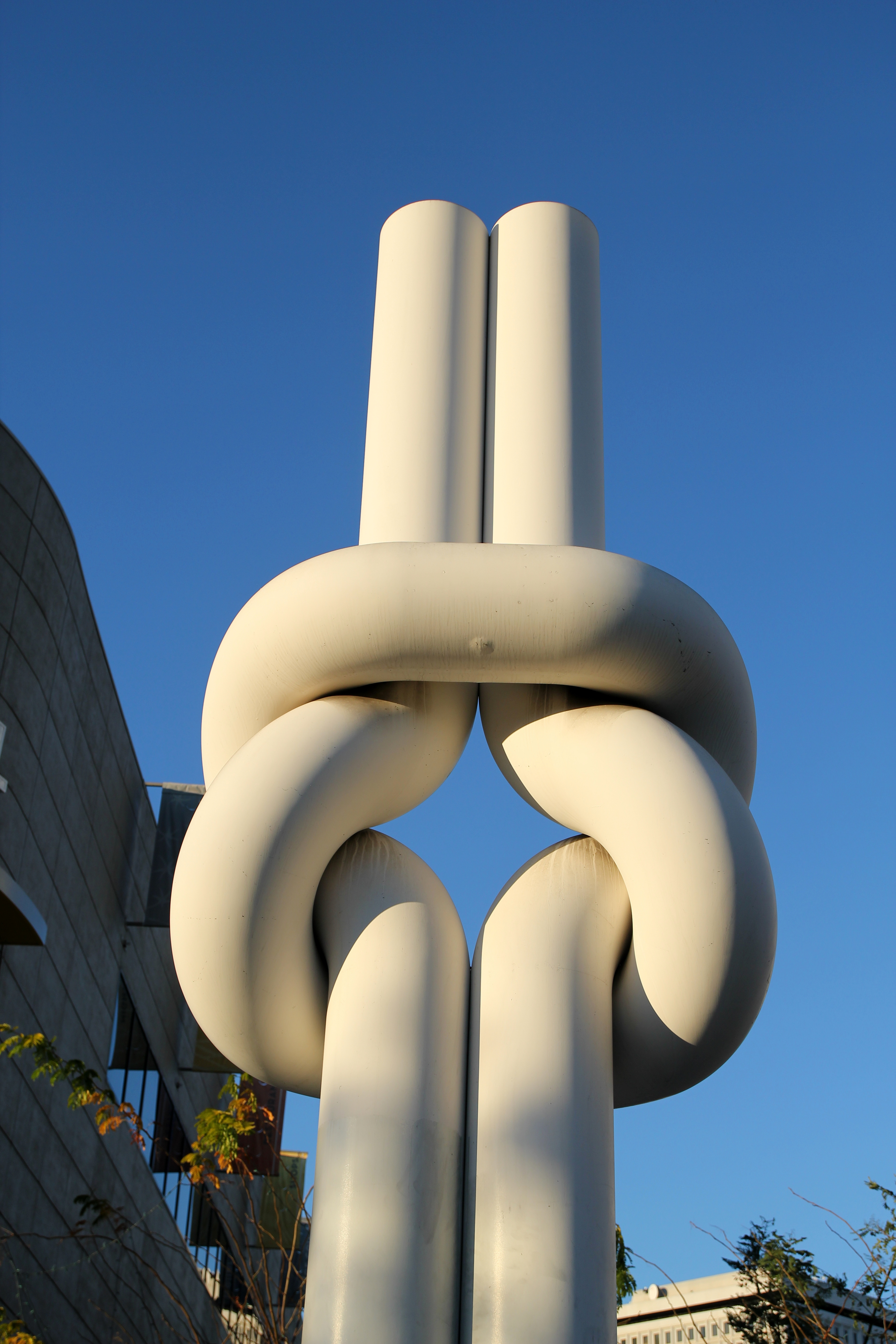
Скульптура Shinkichi Tajiri, en:Little Tokyo, Los Angeles
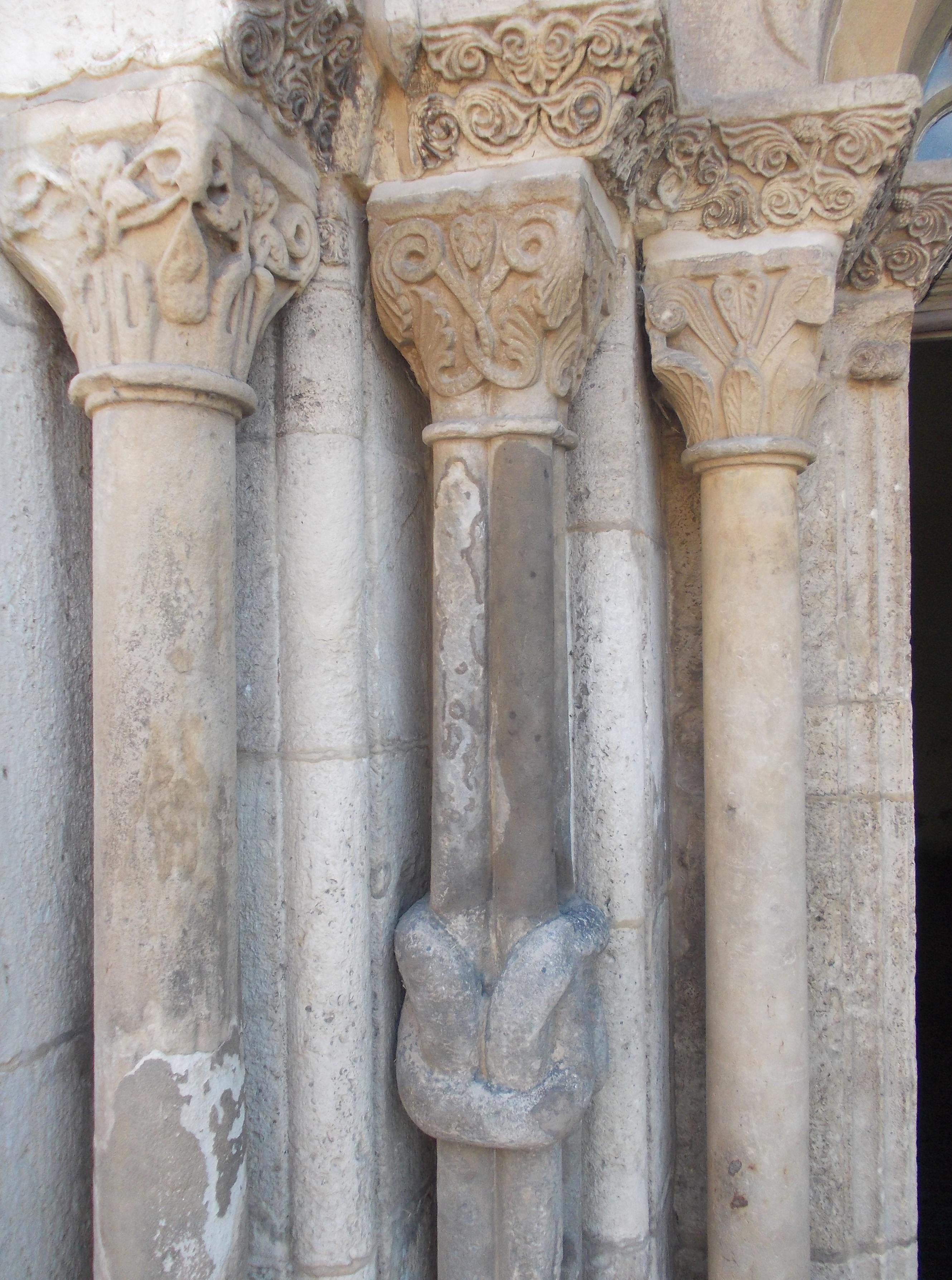
Колонны в en:St. Thomas' Church
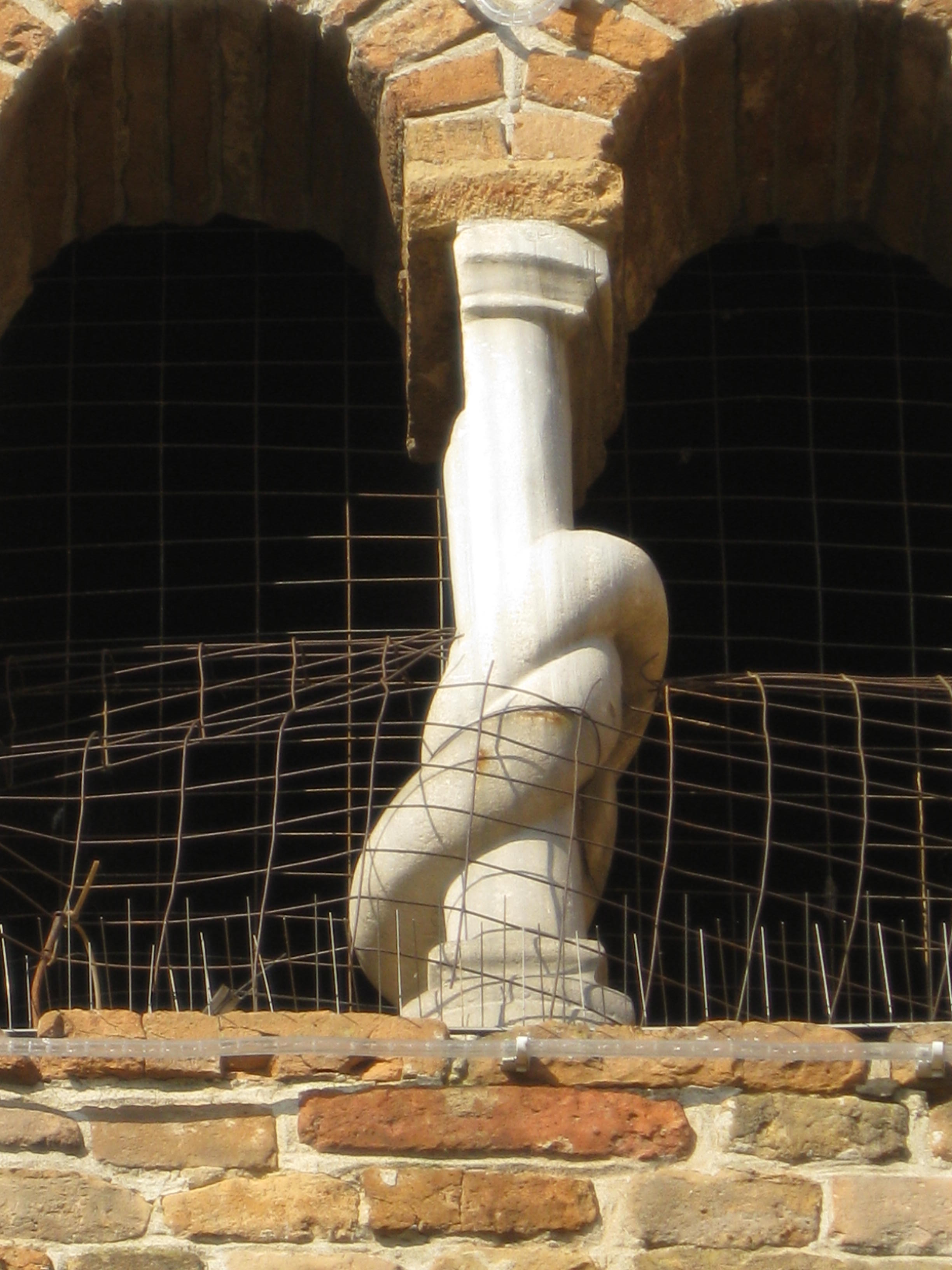
Колонны в Пьеве-ди-Ченто
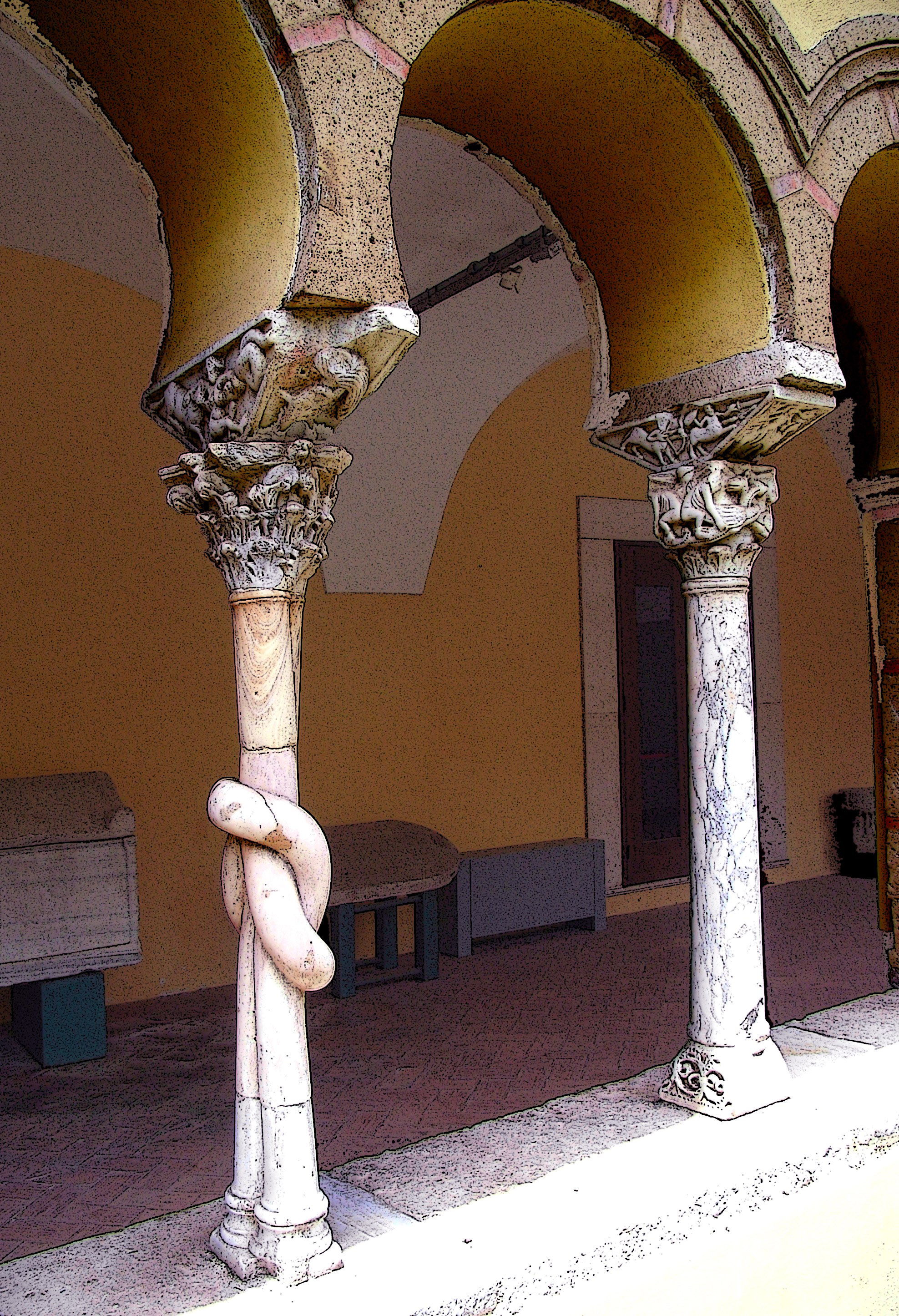
Колонны в en:Santa Sofia, Benevento
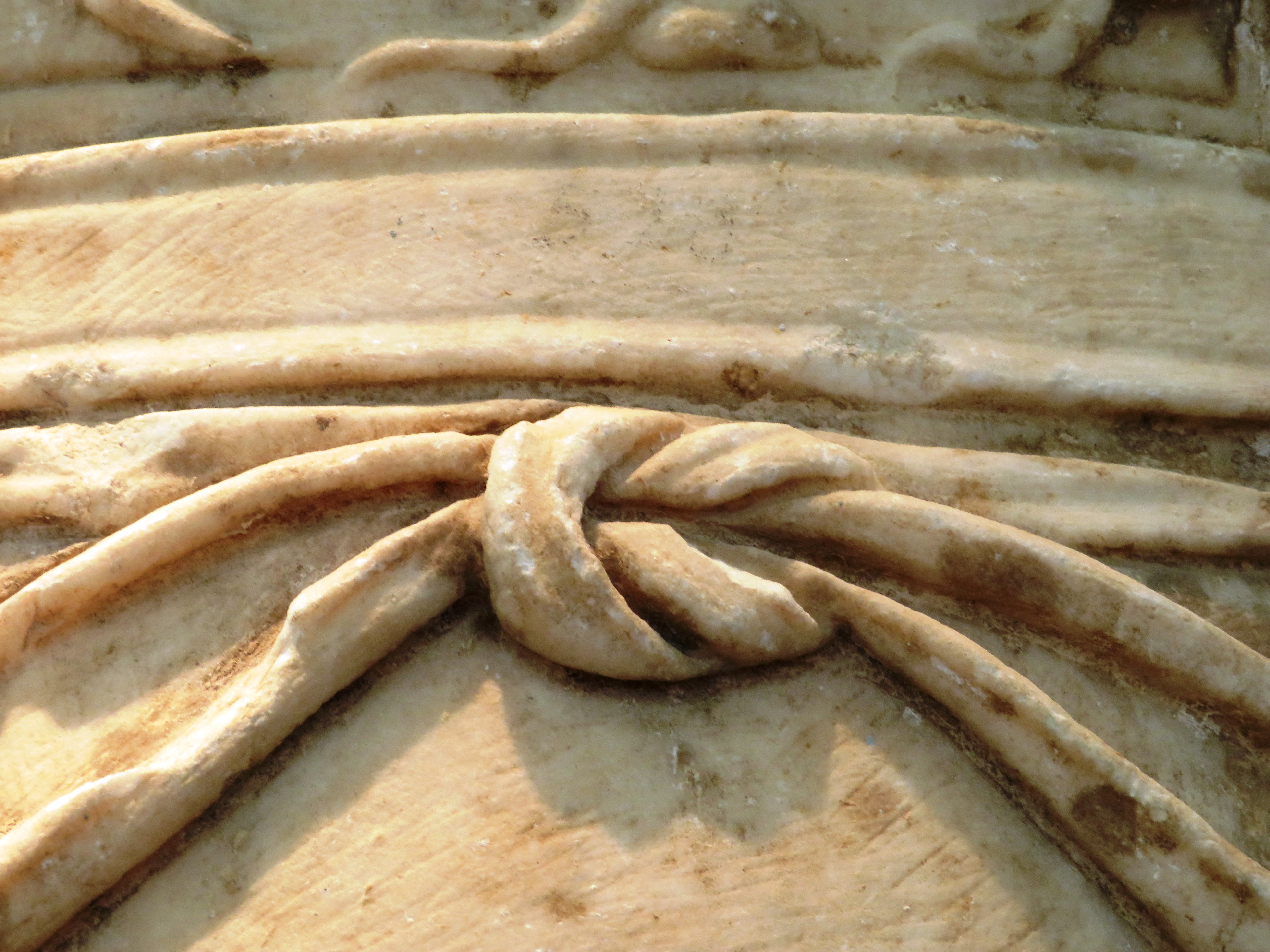
Деталь скульптуры Марк Аврелий
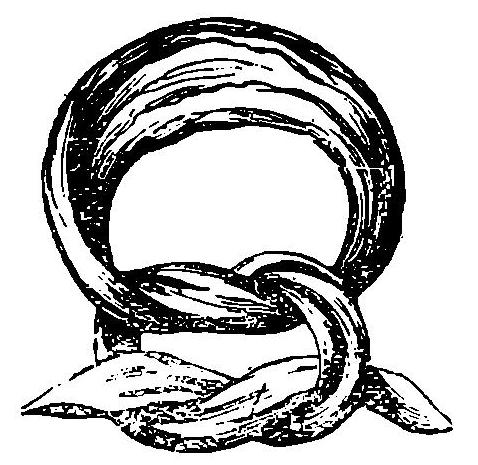
Иллюстрацияя из книги "Cecilia: Primeros auxilios en los casos de accidentes é indisposiciones repentinas", стр.135, 1909
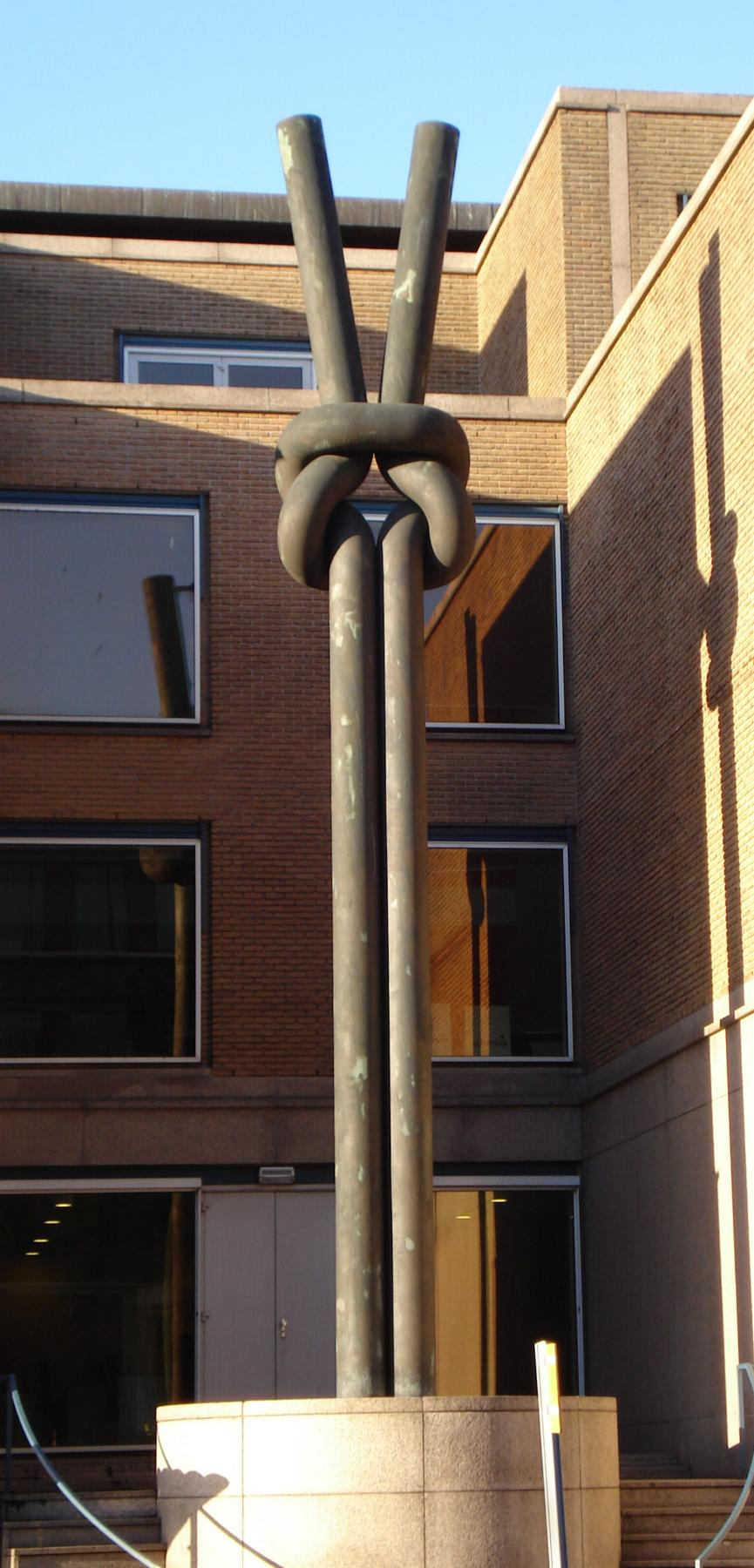
Скульптура "Square Knot", Shinkichi Tajiri, 1986, Гаага
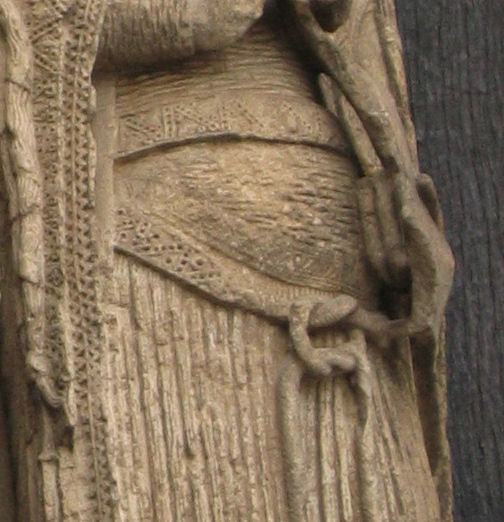
Деталь скульптуры на фасаде Шартрский собор
- Заставка из Хилаидарскаго паремейника XII века Григоровича[33]. Слева — «академический» узел, справа — пара «рифовых» («прямых») узлов
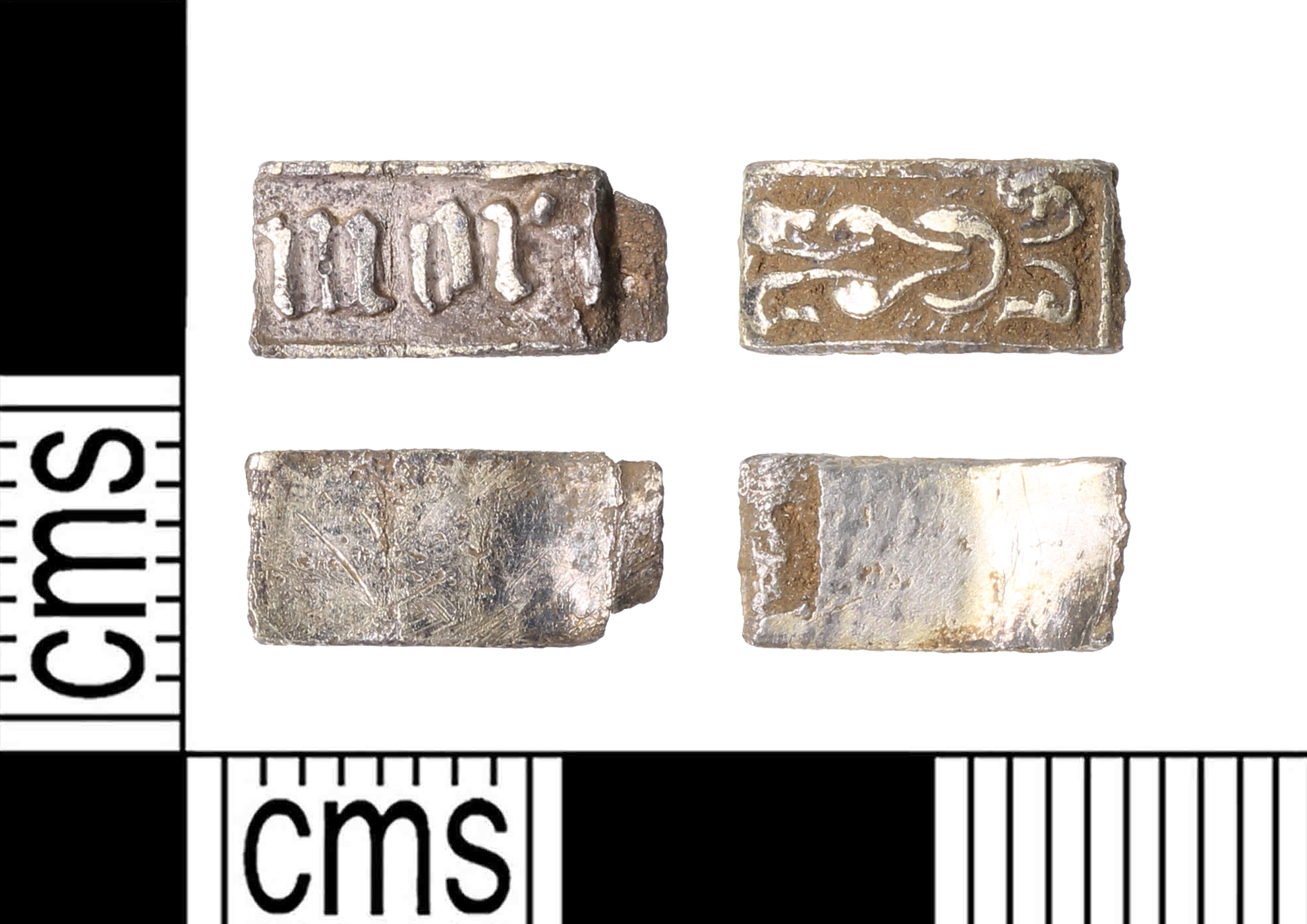
Кольцо серебряное,XIV век-XV век, Portable Antiquities Scheme
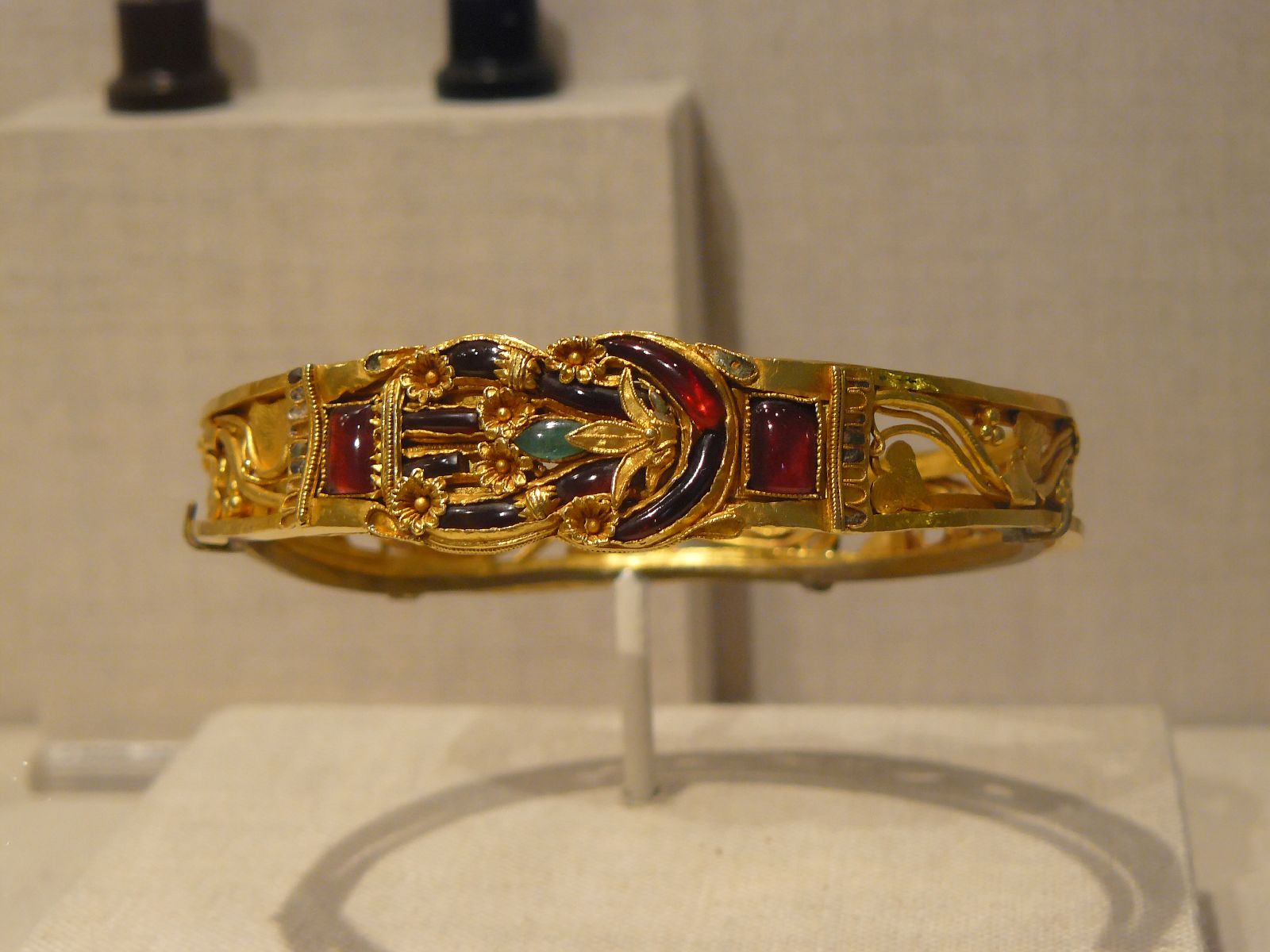
Золотая повязка II век до н. э. - III век до н. э., Метрополитен-музей
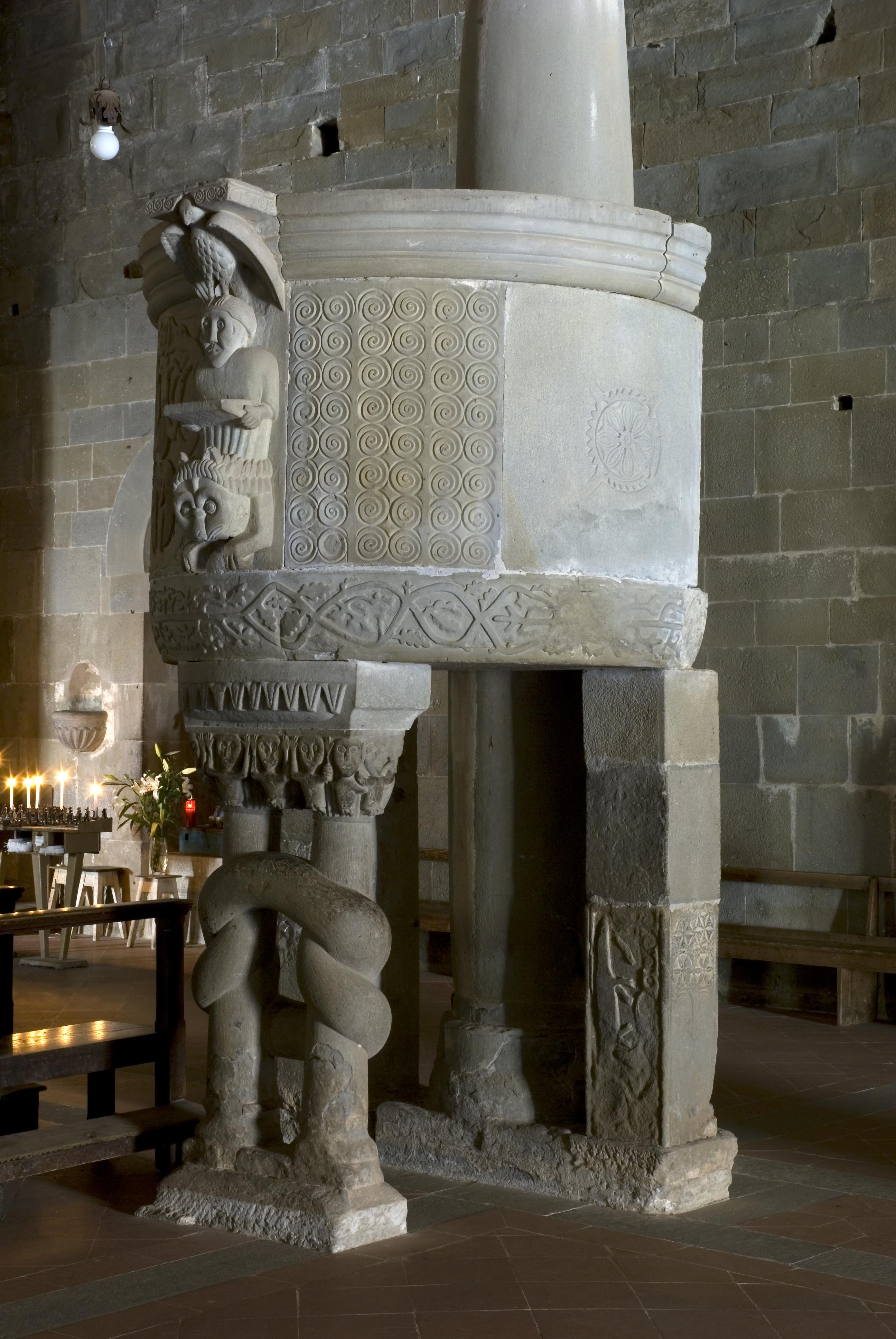
Кафедра de:Pieve di San Pietro a Gropina
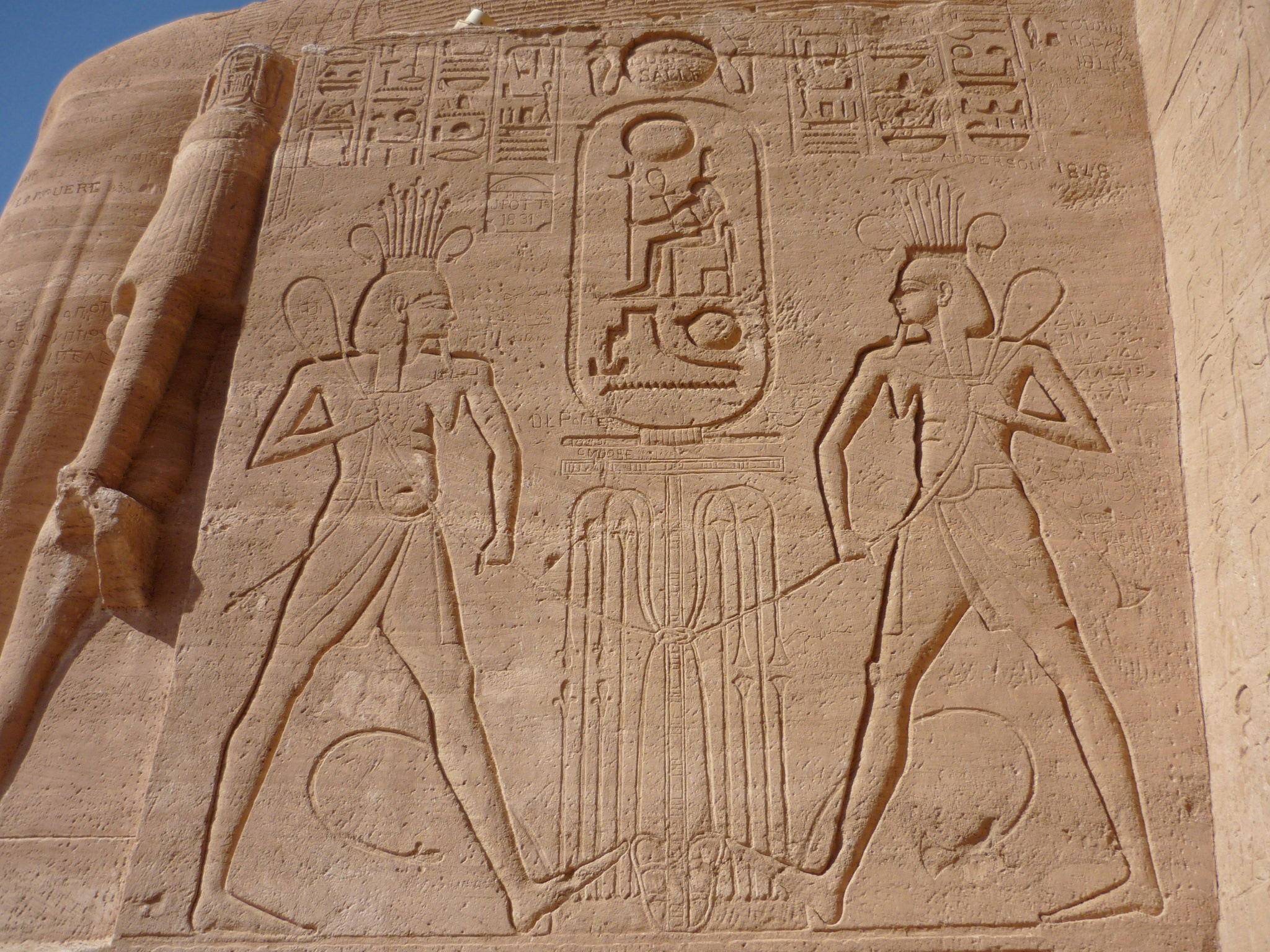
Храм Абу-Симбел
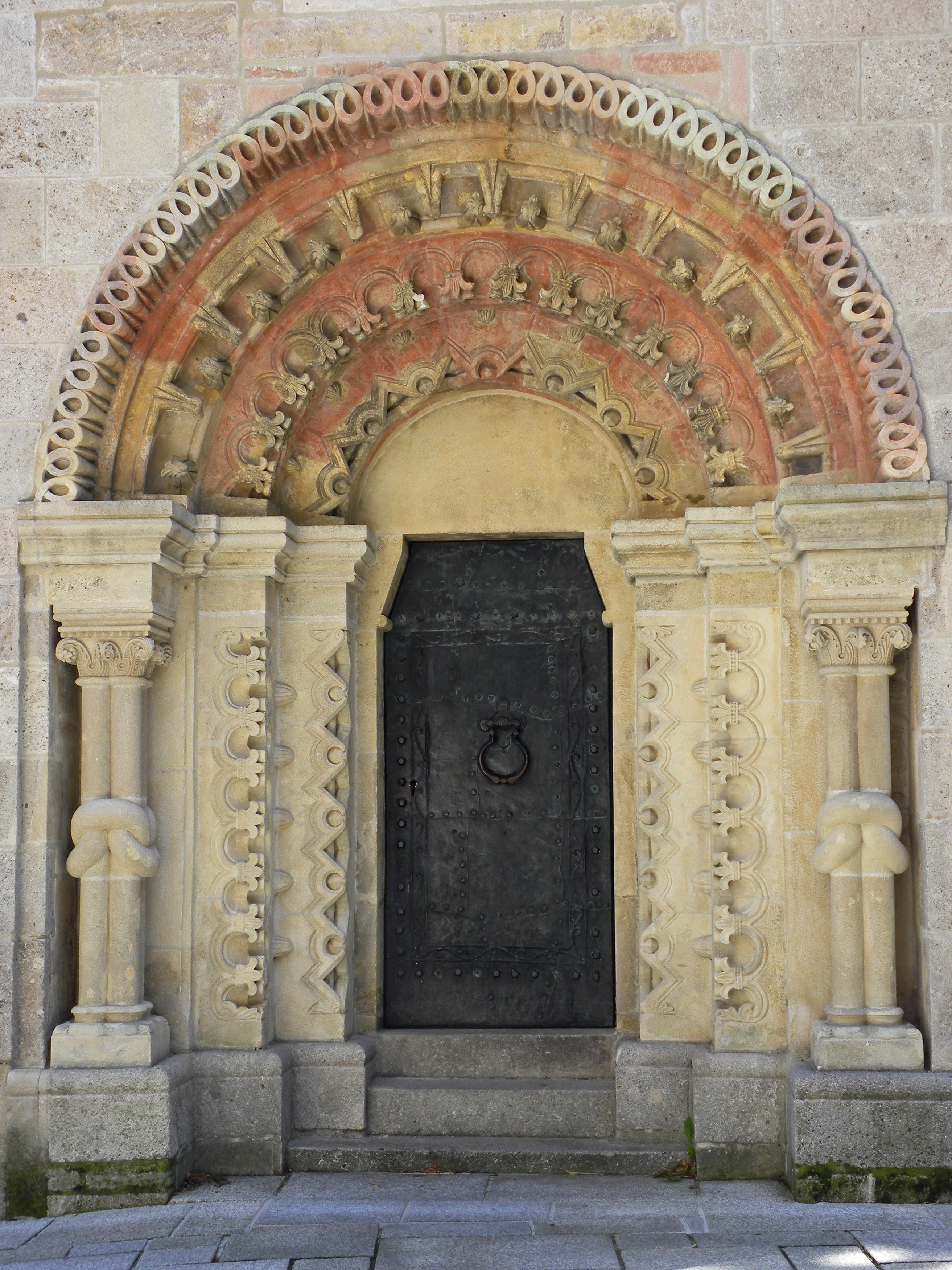
колонны Оссуарий (Мёдлинг)
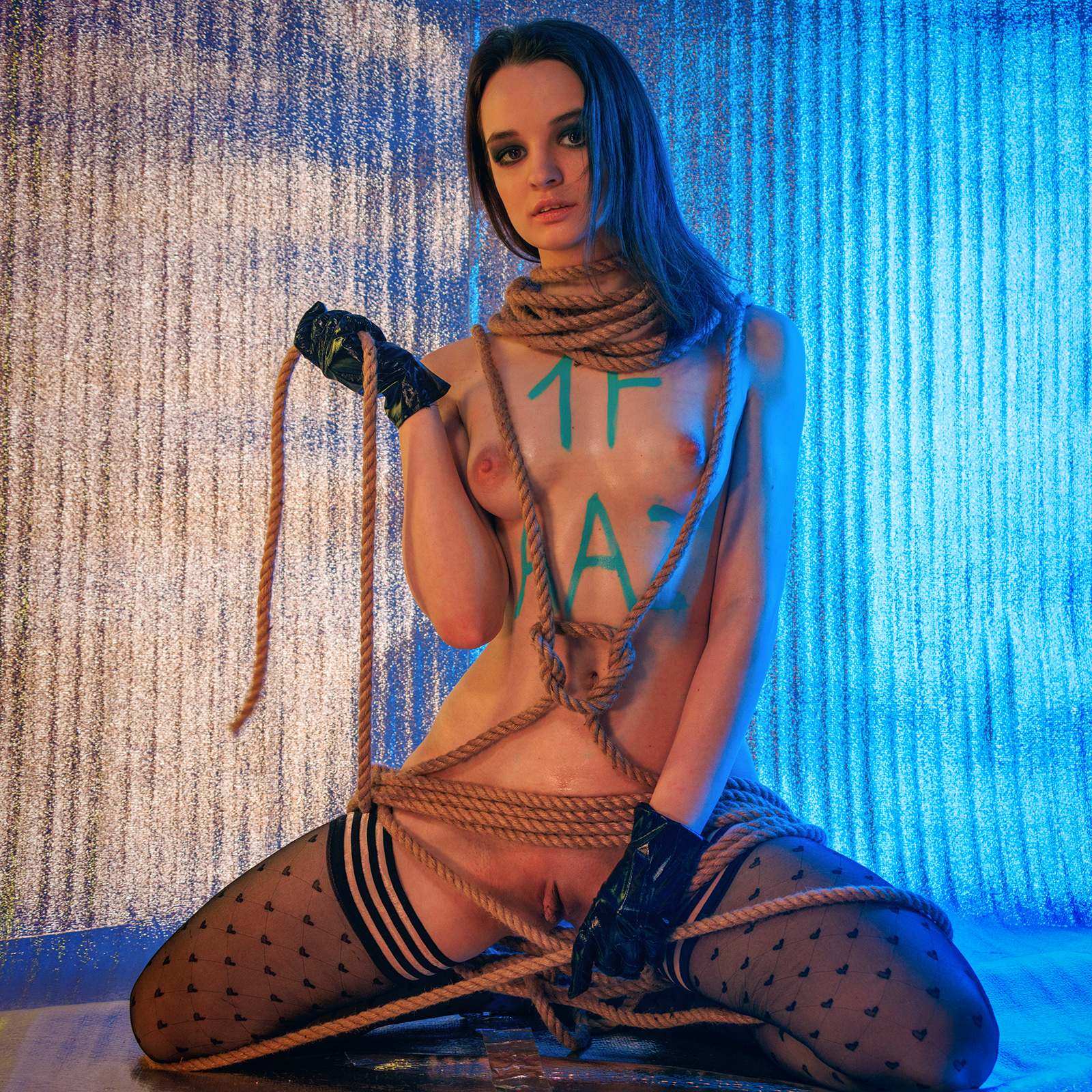
Проект Эксея Пантелеева
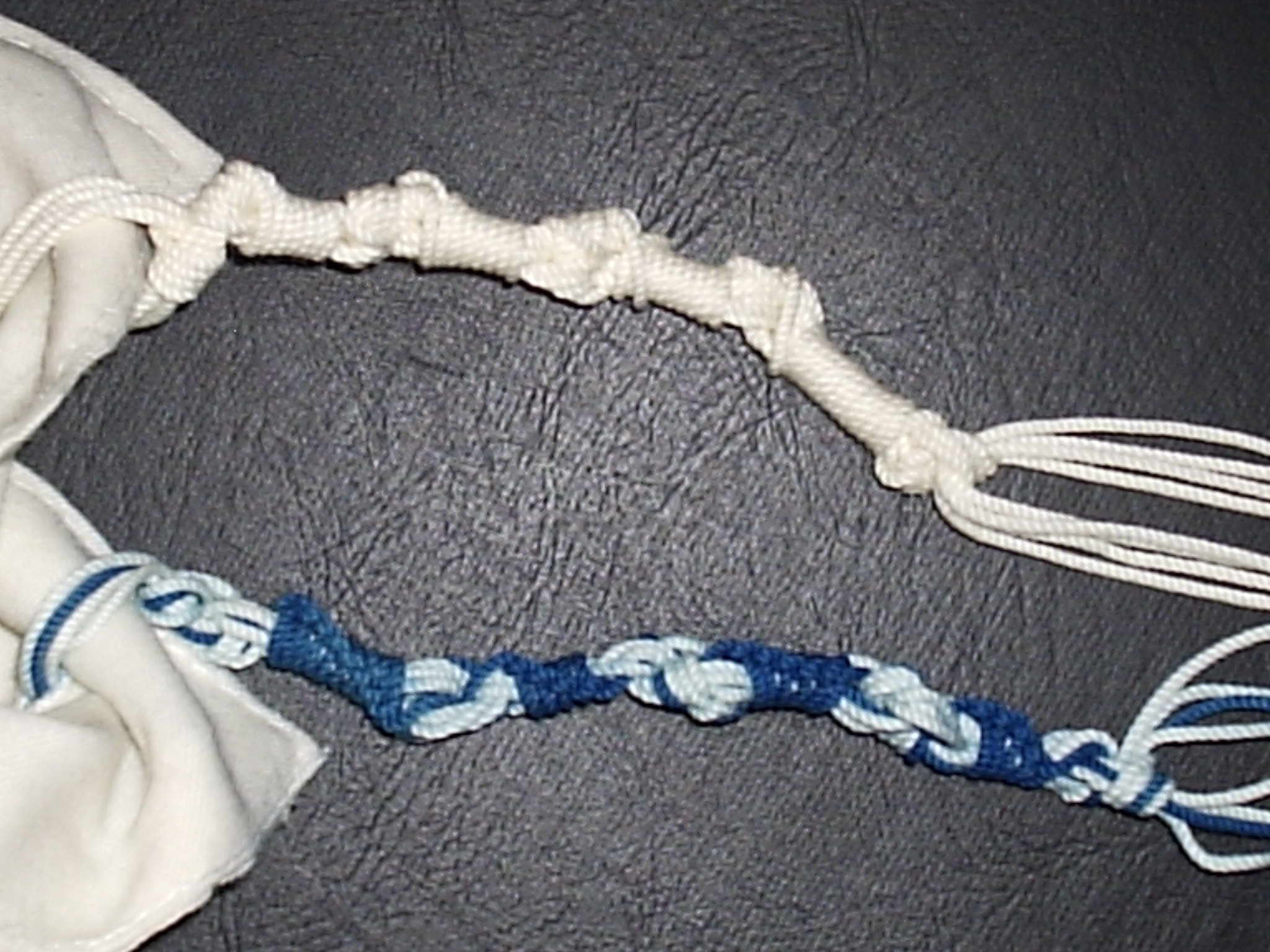
Цицит, завязанные 5 прямых узлов
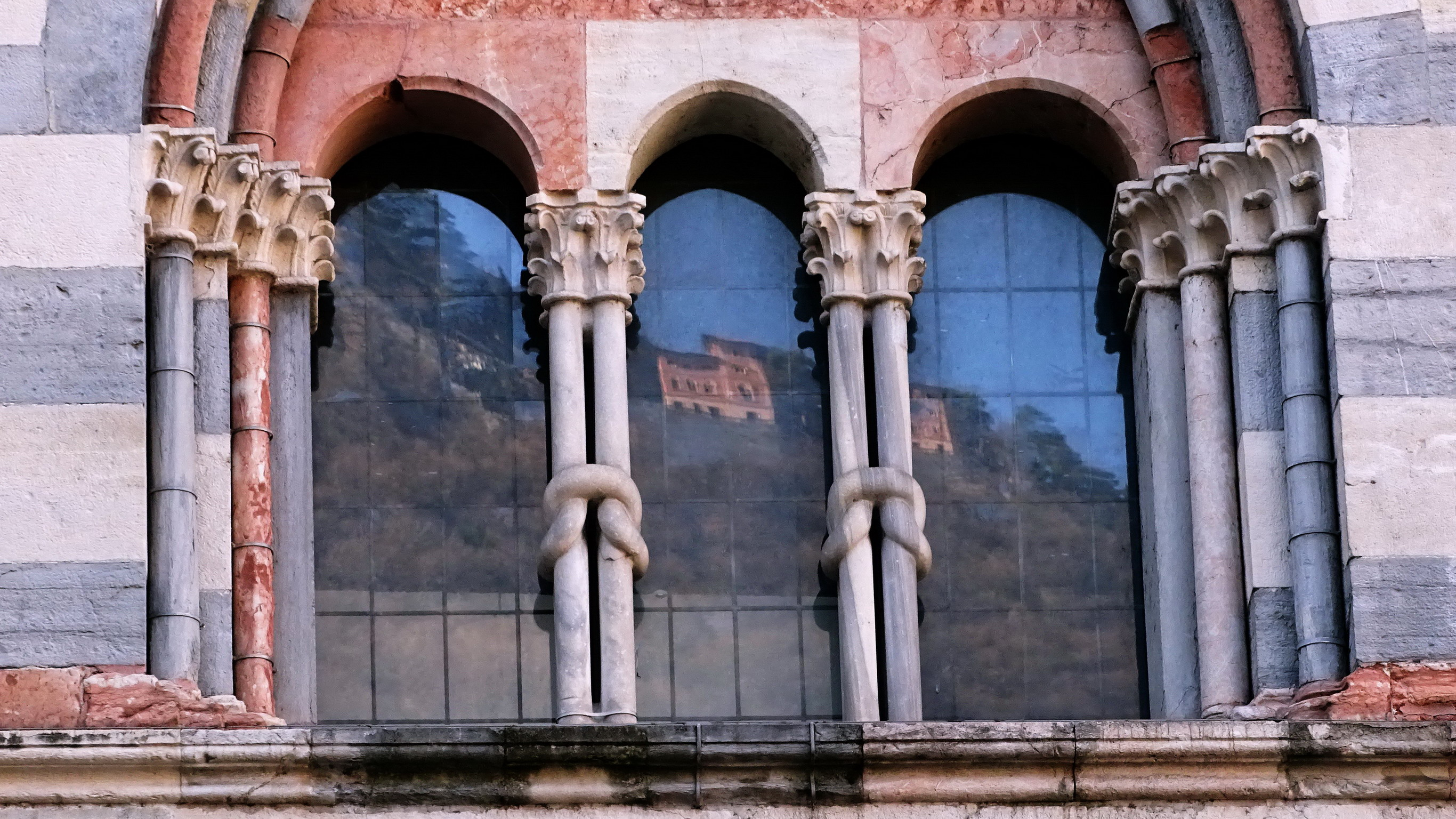
Колонны it:Broletto di Como
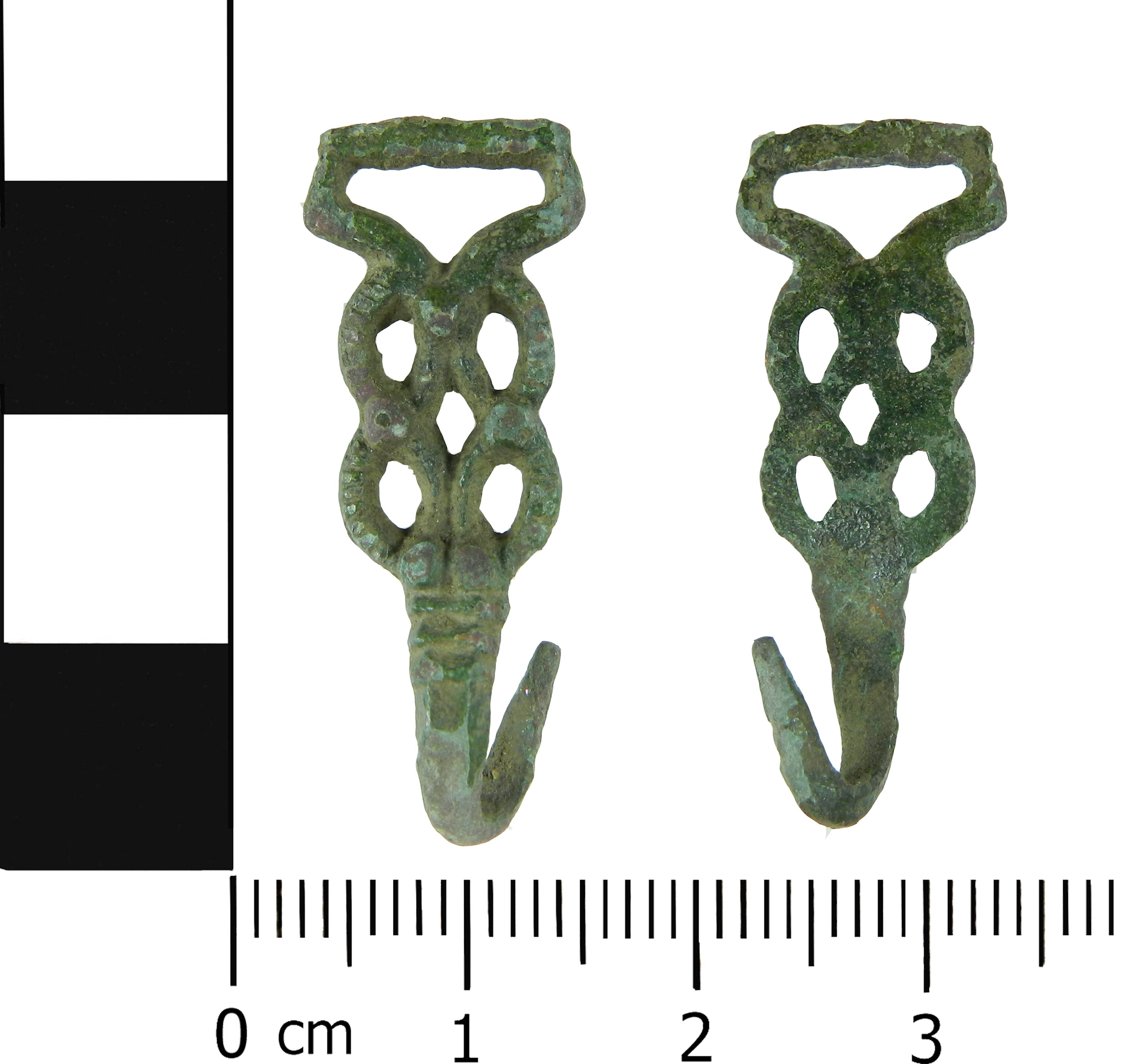
Средневековый en:Dress hook, Portable Antiquities Scheme
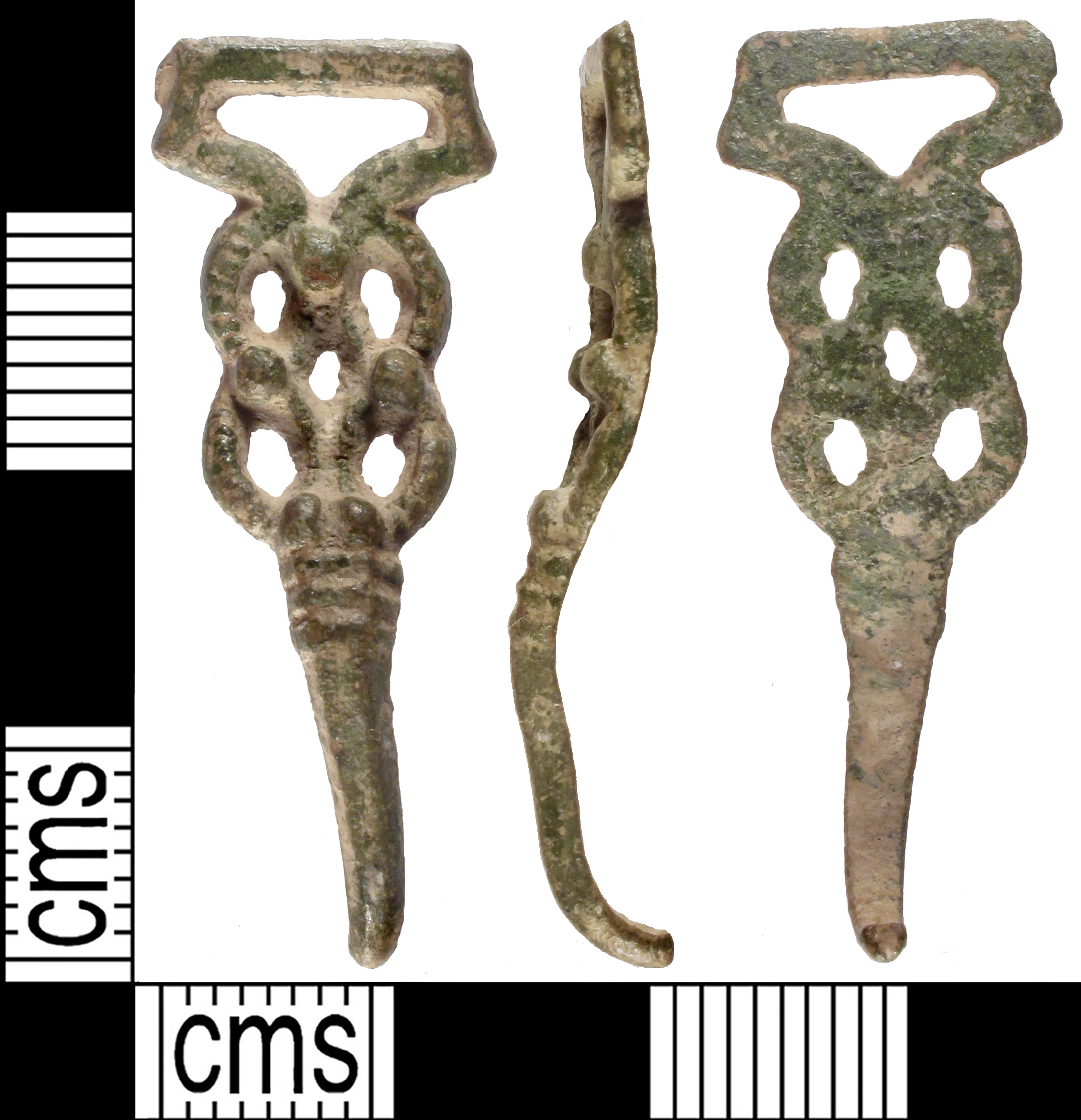
Постсредневековый dress hook, между 1500 - 1625, Portable Antiquities Scheme
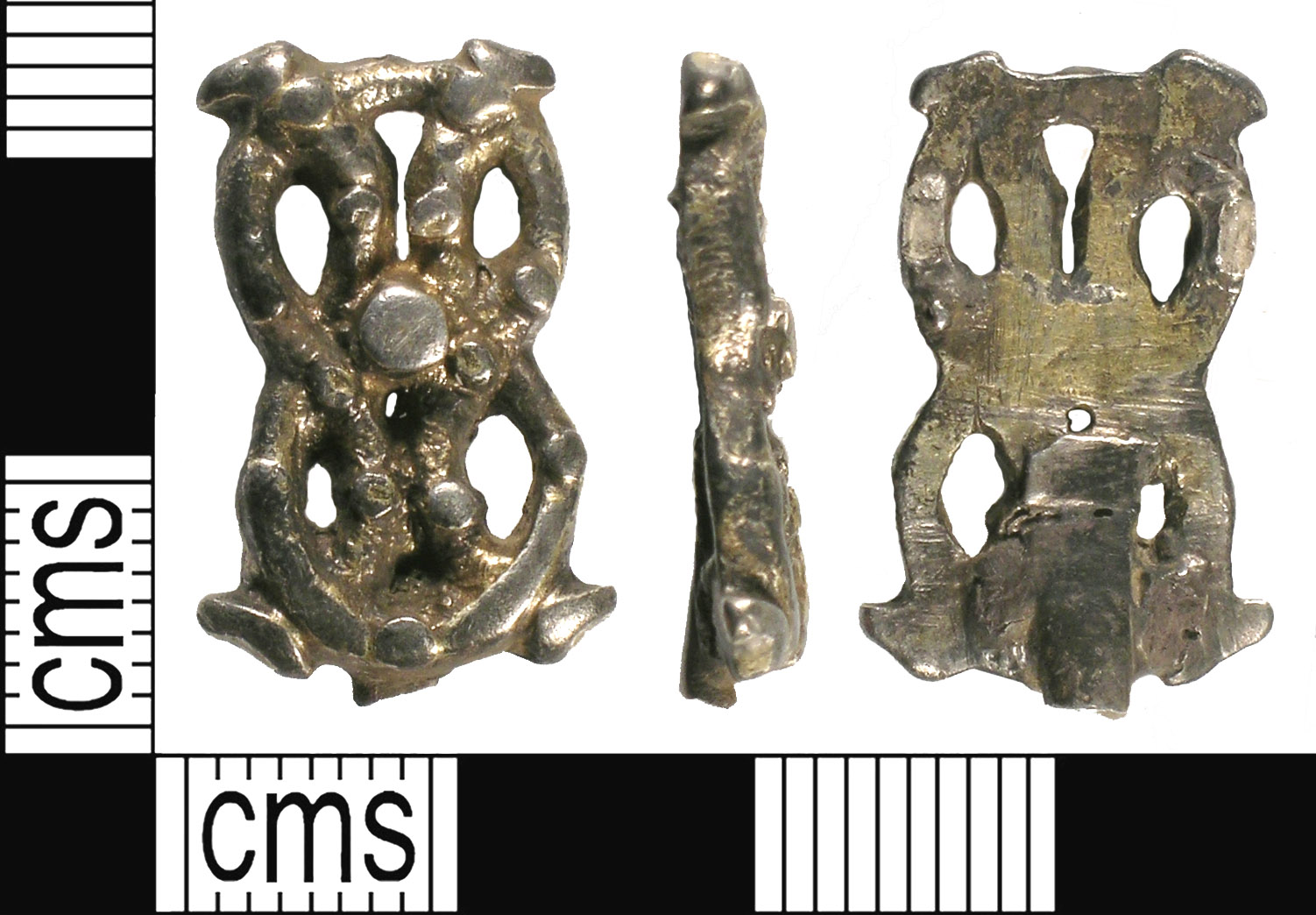
Постсредневековый dress hook, между 1400 - 1500, Portable Antiquities Scheme
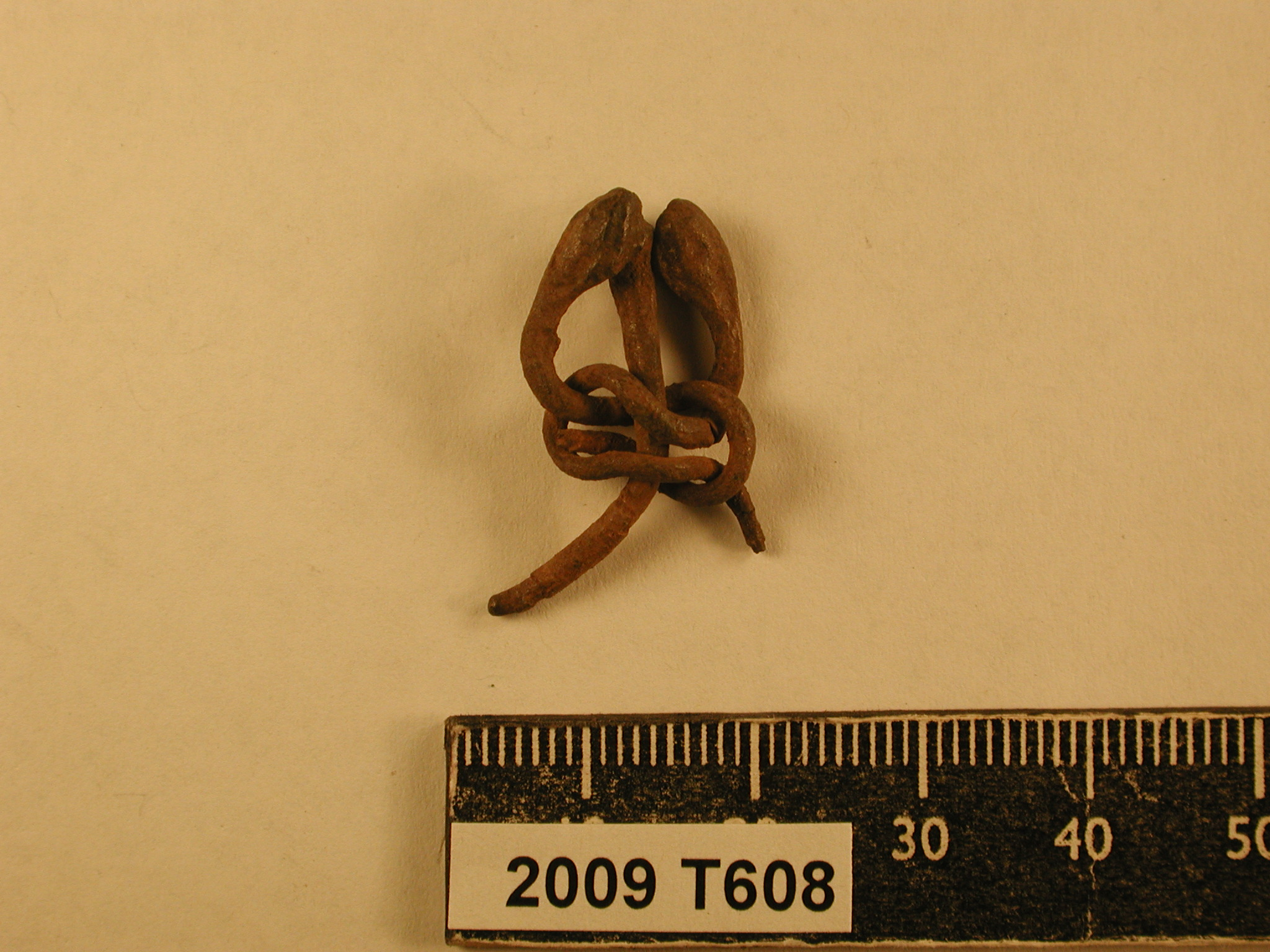
Серебряное змеиное кольцо, I век - II век, Portable Antiquities Scheme
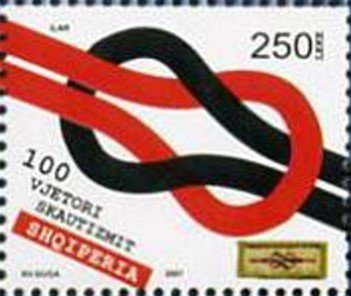
Почтовая марка Албании
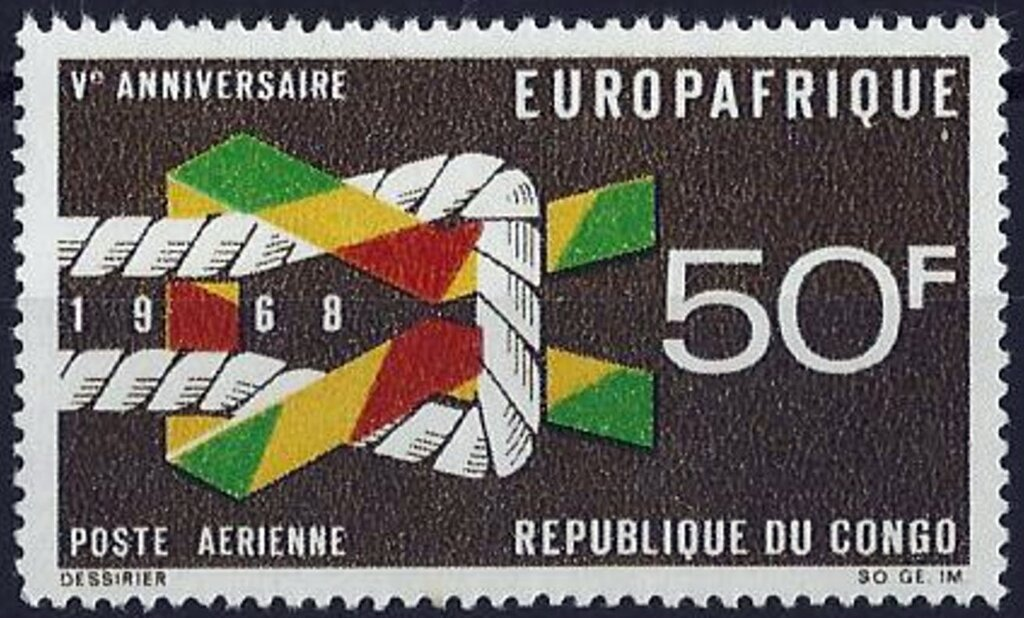
Почтовая марка Республика Конго
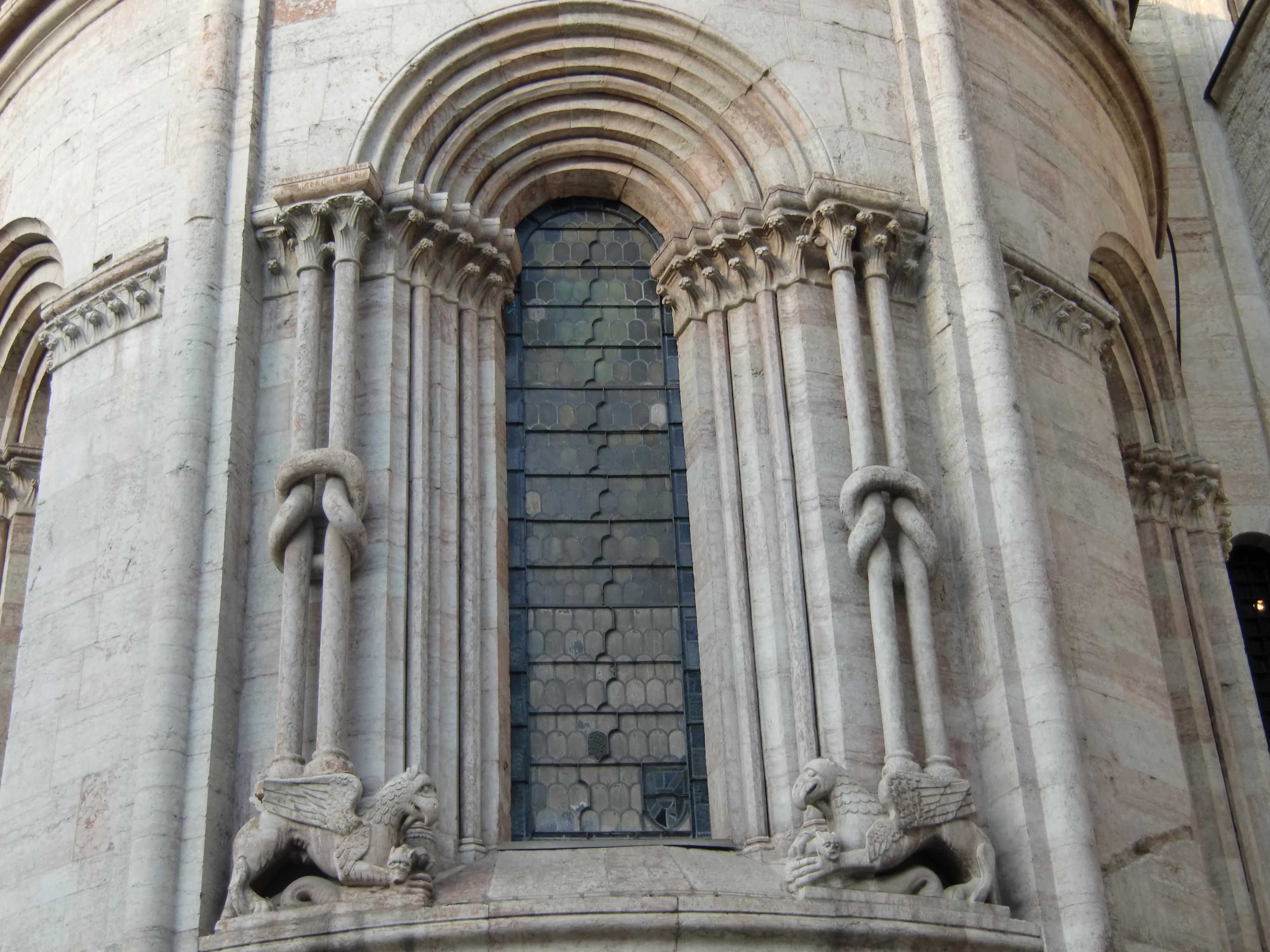
колонны, Собор Святого Вигилия
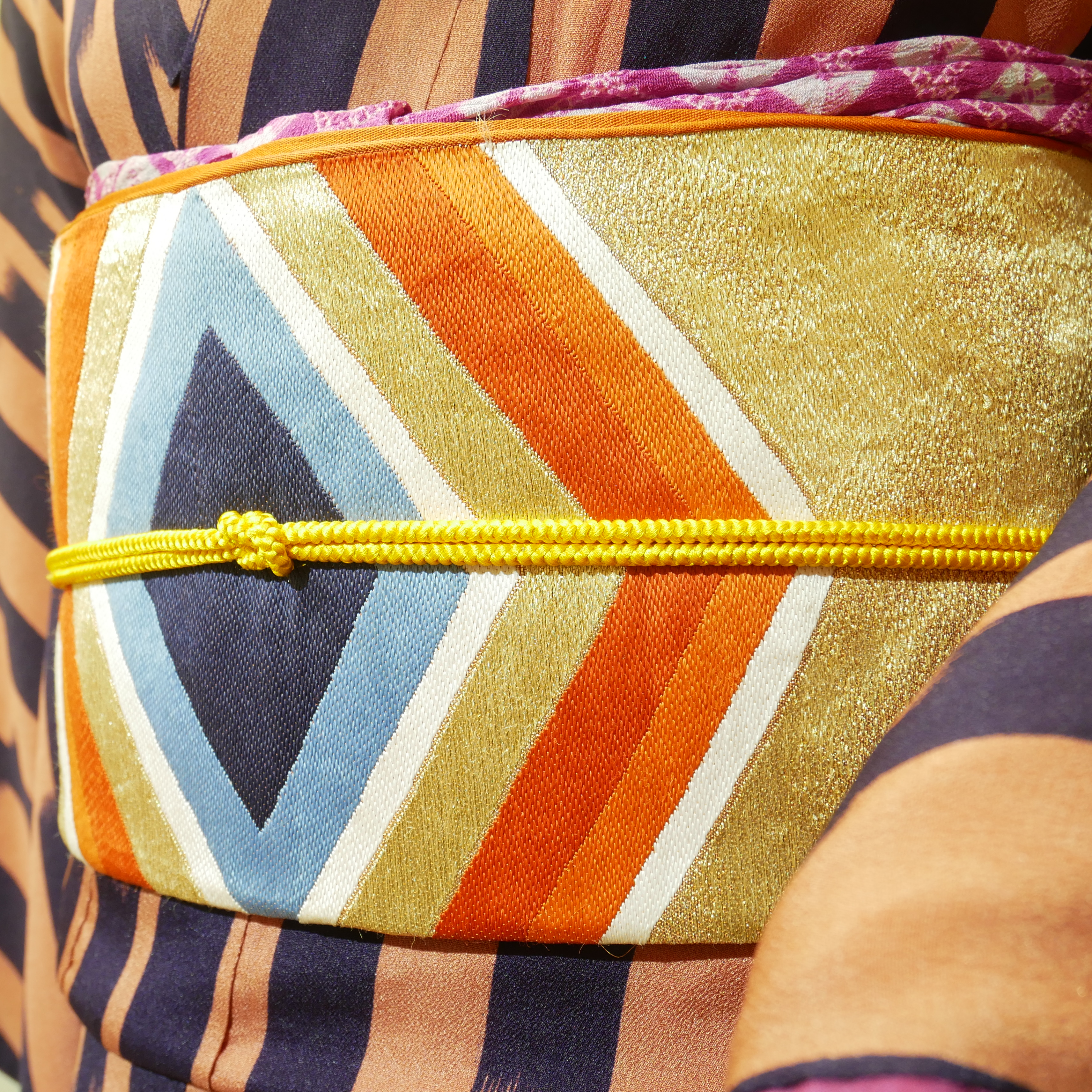
Пояс кимоно, Художественный музей Такэхиса Юмэдзи
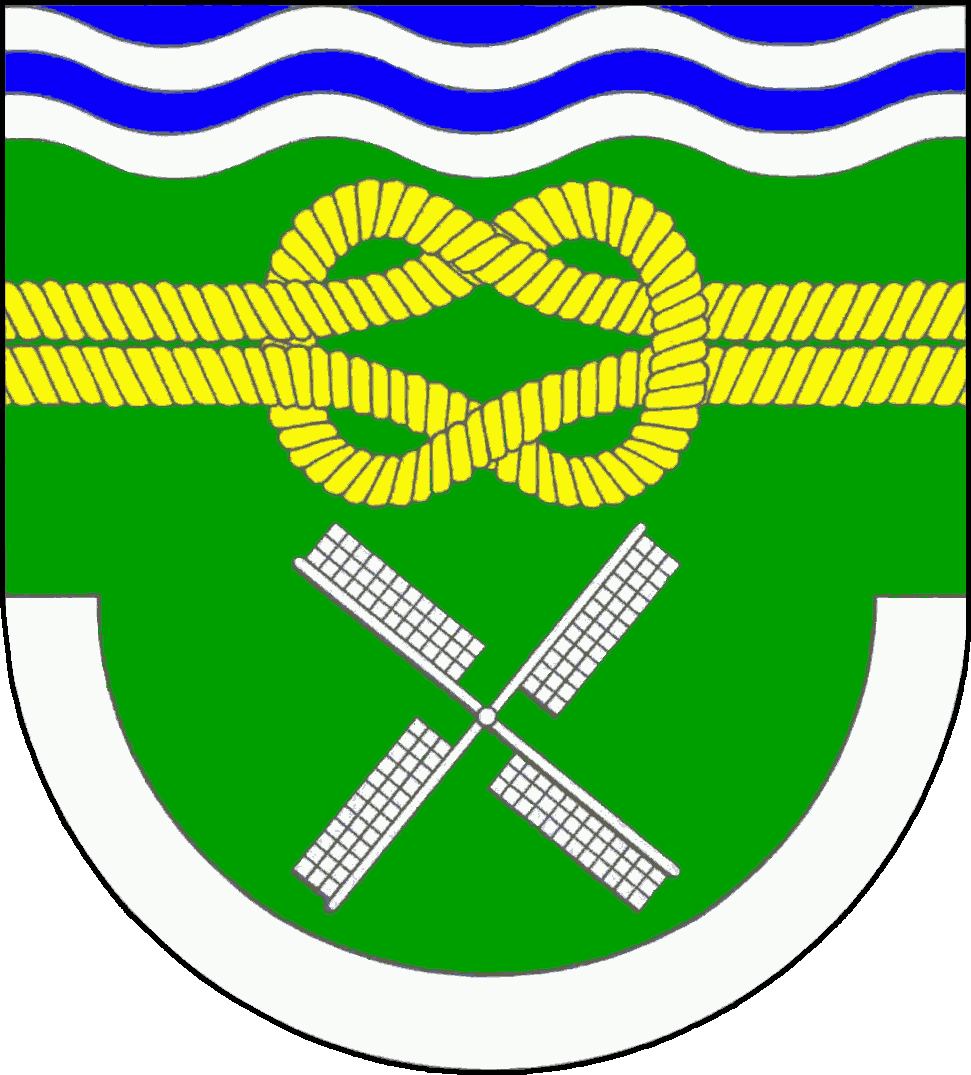
Герб муниципалитета Нойендорф-Заксенбанде в земле Шлезвиг-Гольштейн, Германия
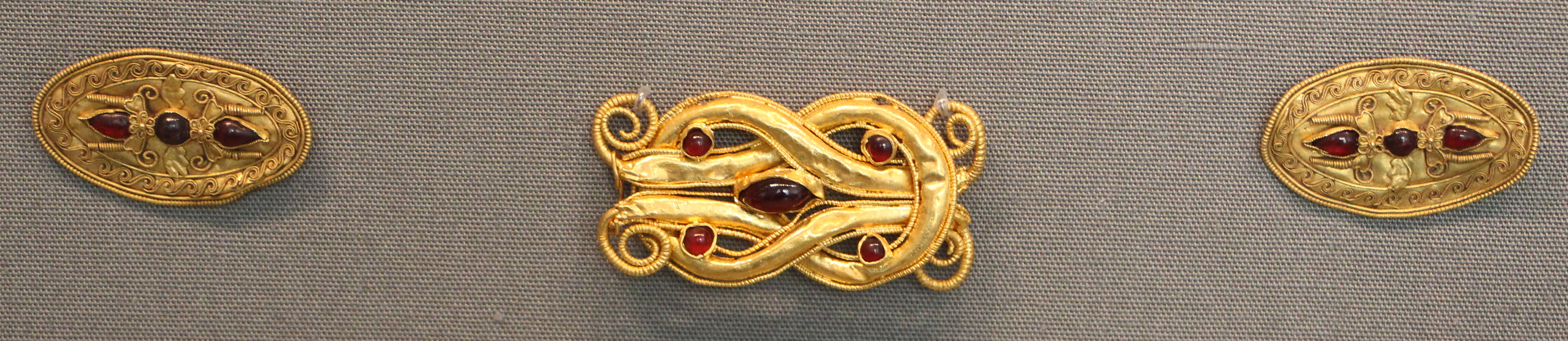
Древнегреческое украшение, Античное собрание (Берлин)
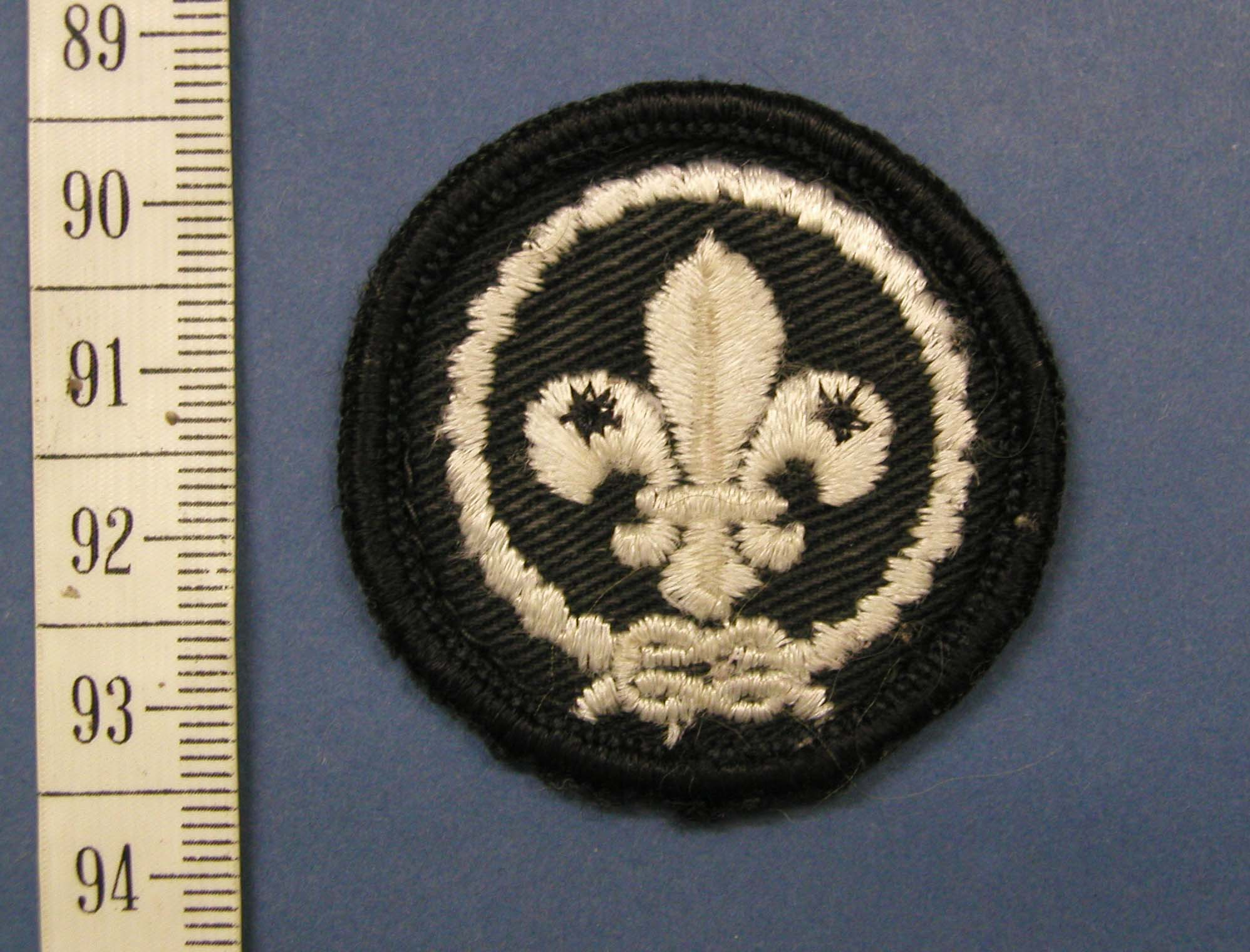
Значок членства, Оклендский военно-исторический музей
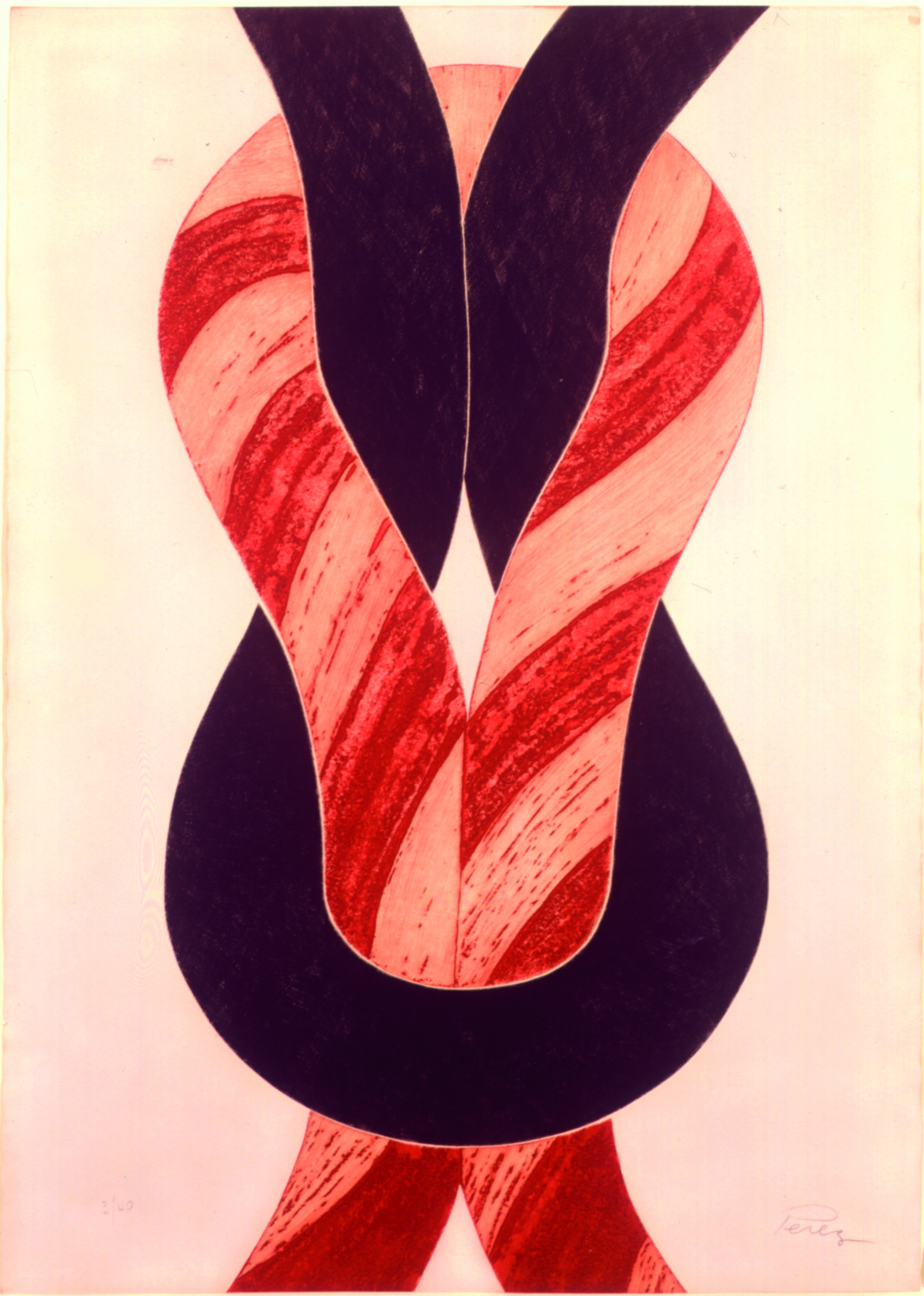
Картина, pt:Rossini Perez, Museu do Senado
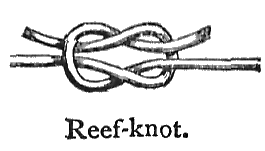
Иллюстрация из книги "Chambers's Twentieth Century Dictionary of the English Language", 1908
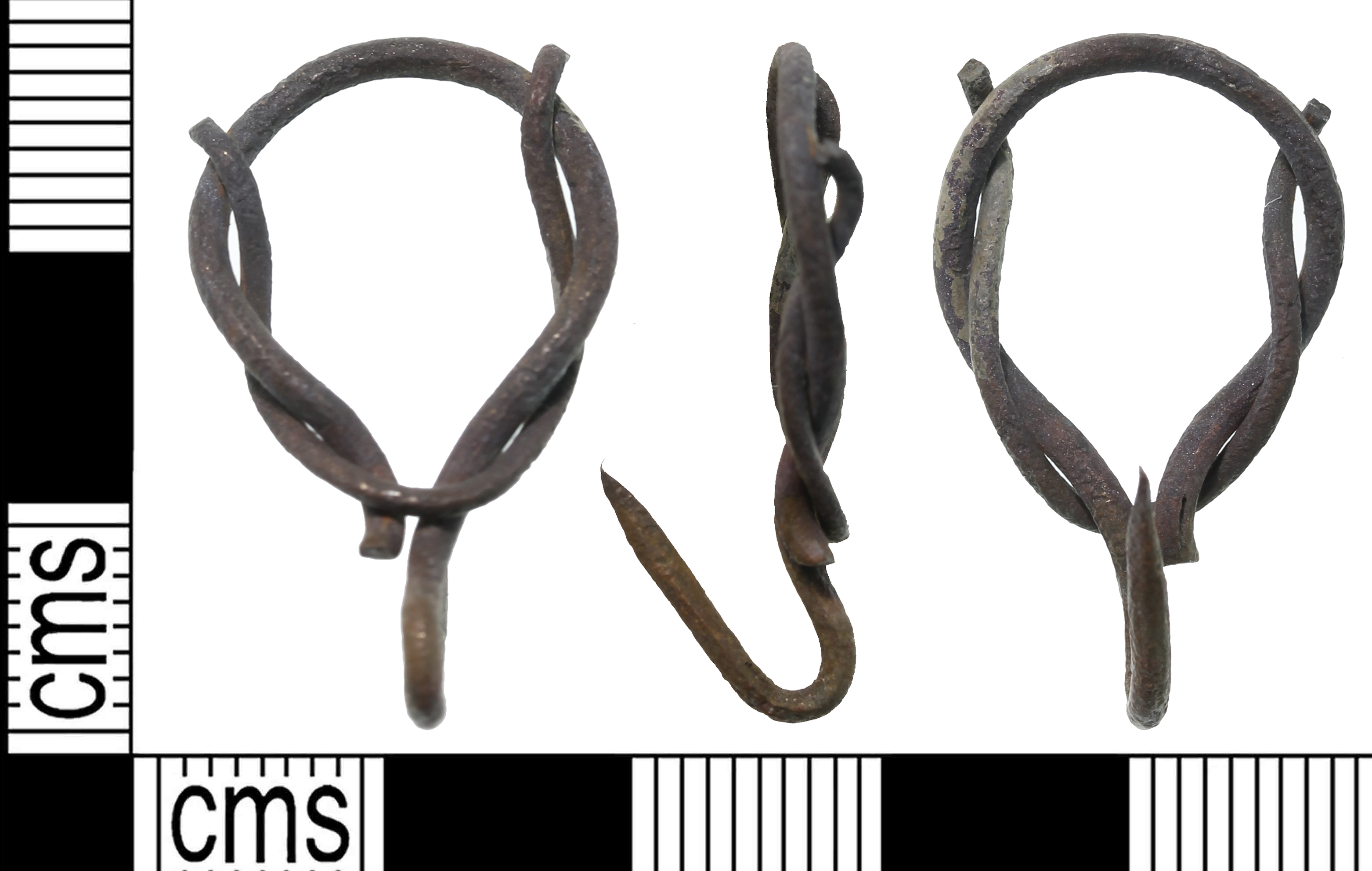
Ранне постсредневековый dress hook медный сплав, Portable Antiquities Scheme
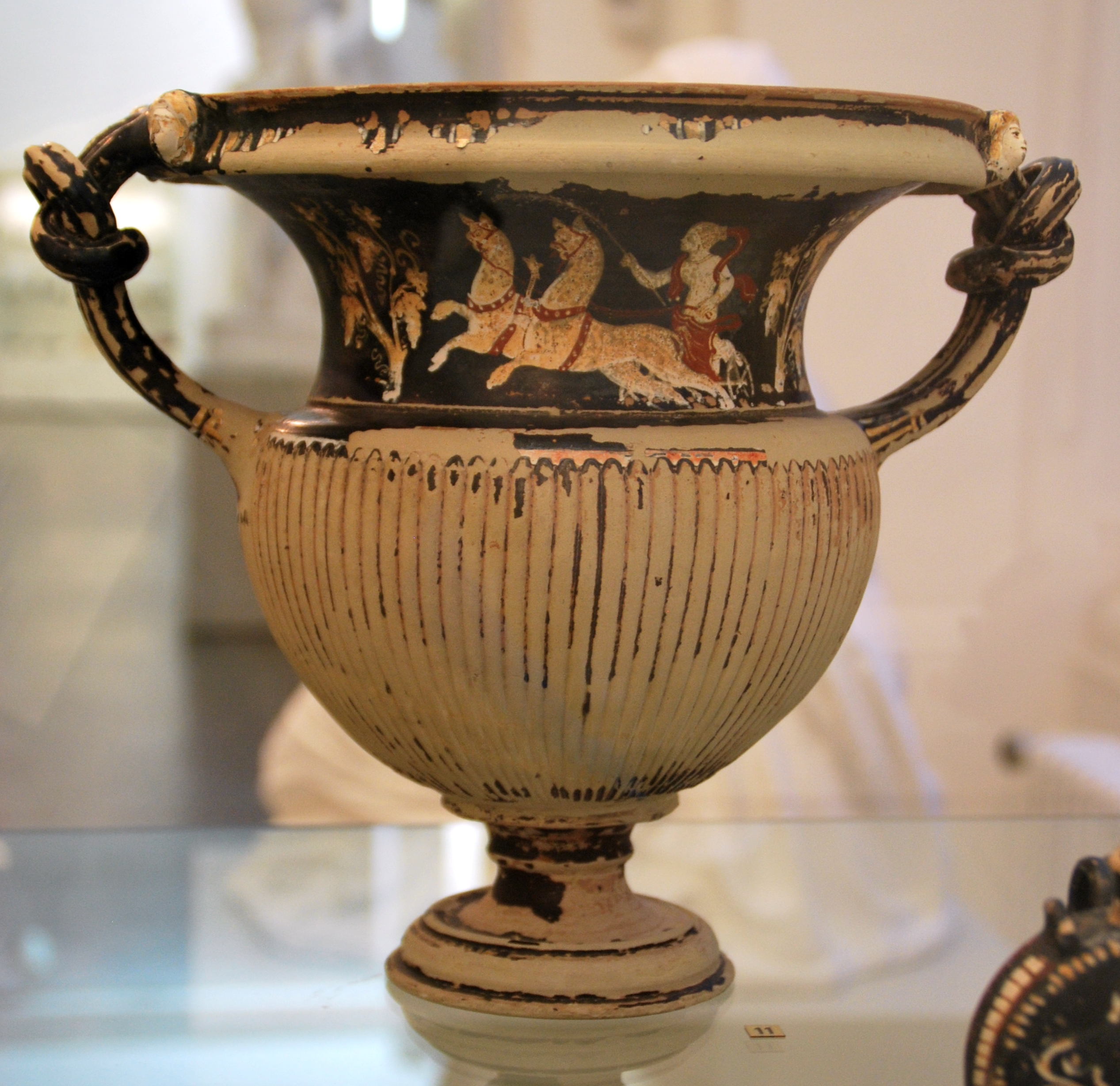
Кратер (сосуд) с ручками в виде узлов, en:Antikensammlung Kiel
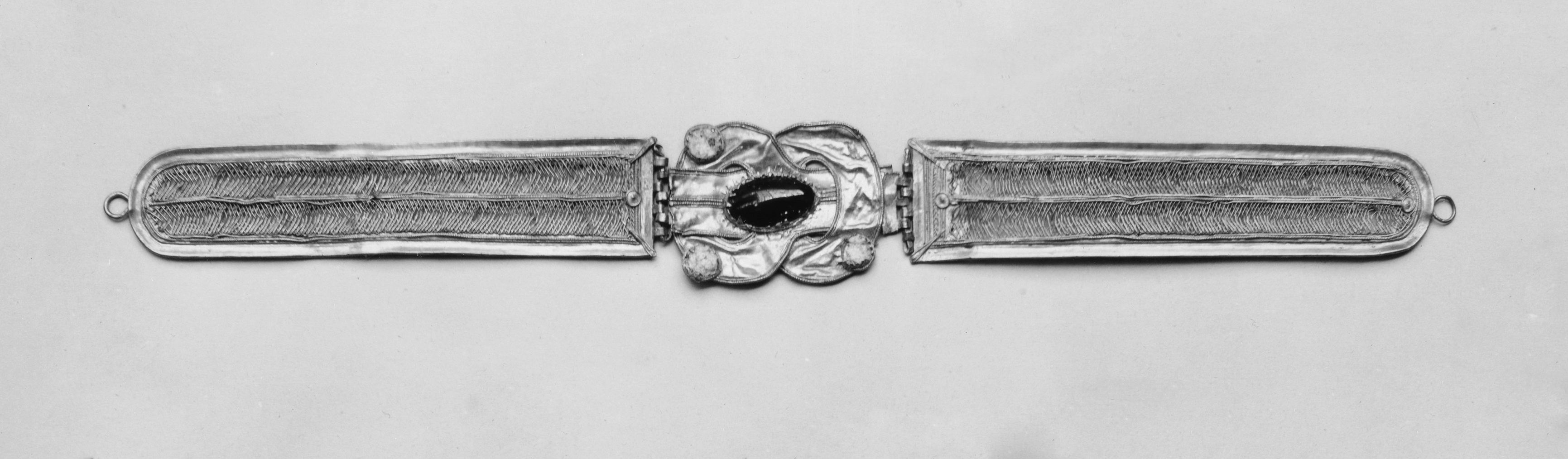
Диадема с ремешком из золота II век до н. э. - III век до н. э., Метрополитен-музей
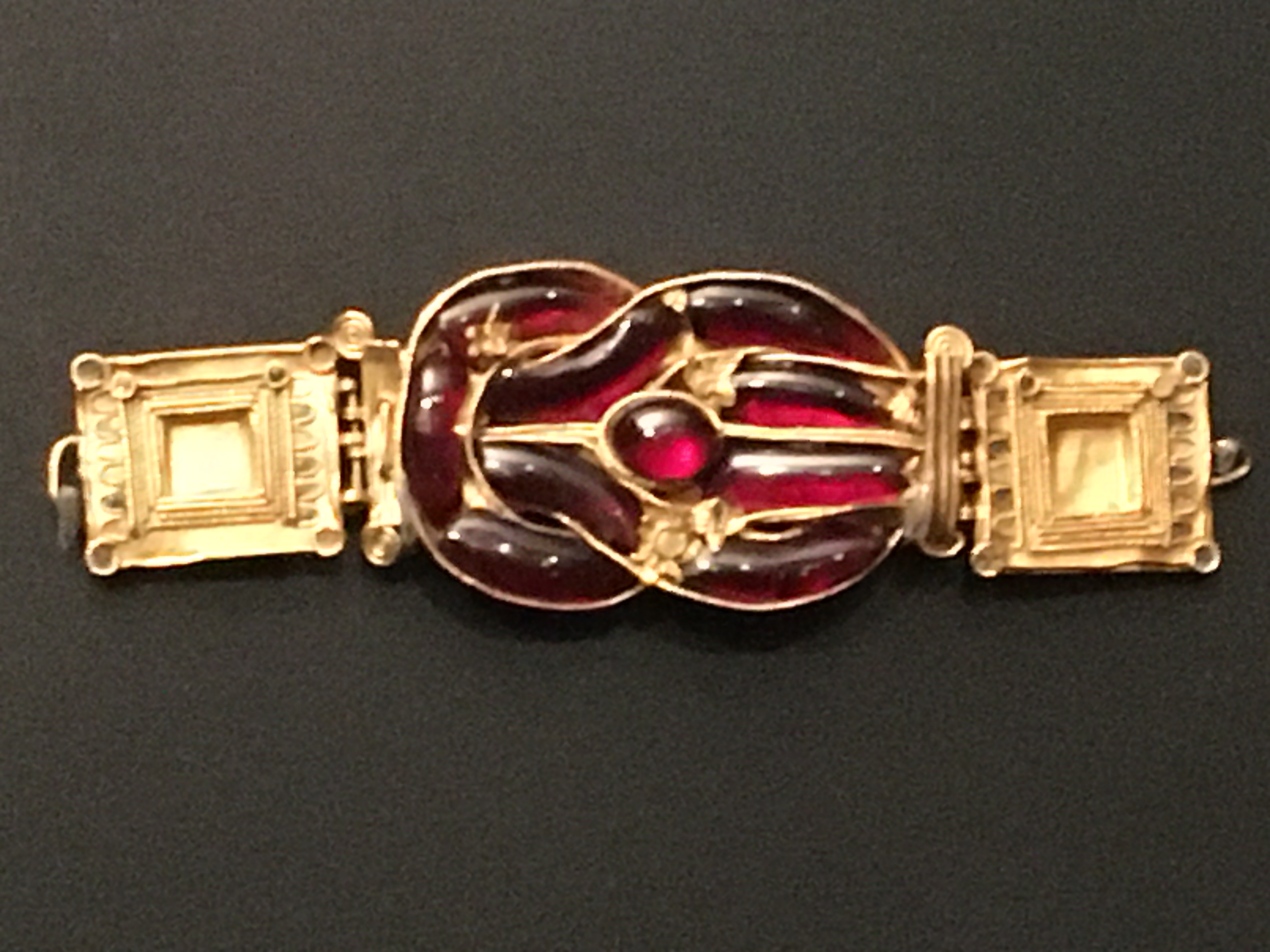
Золотая застежка, 400 - 300 год до н. э., Экспонаты Британского музея
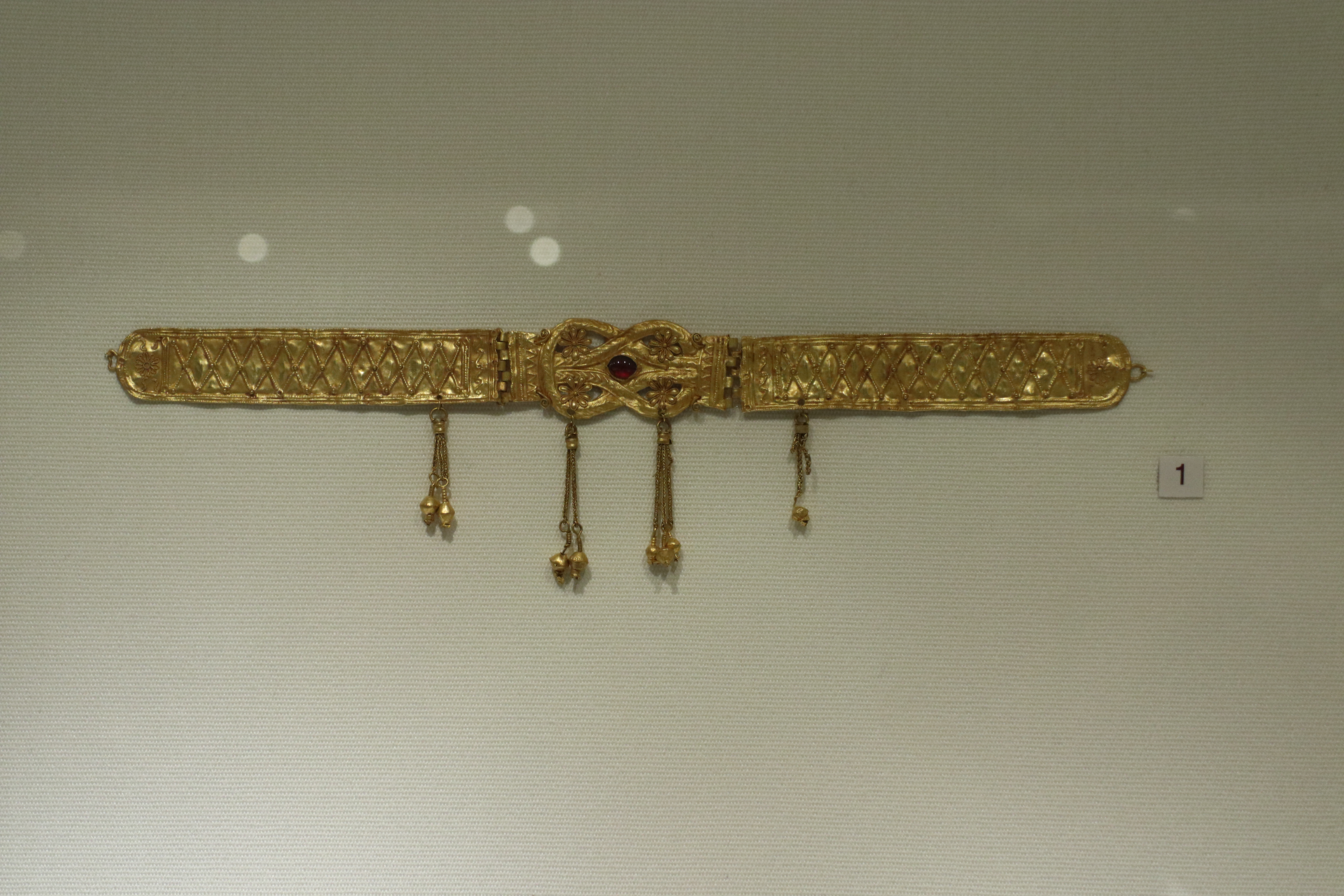
Золотая диадема, III век до н. э., Национальный археологический музей (Афины)
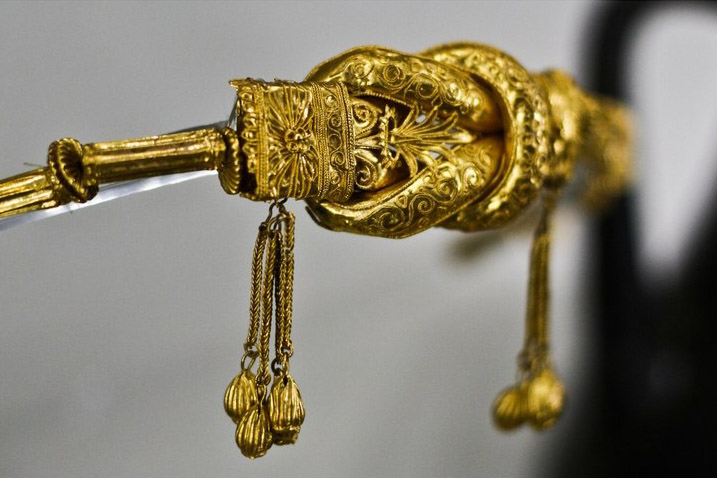
Золотая повязка на голову, en:National Archaeological Museum of Taranto
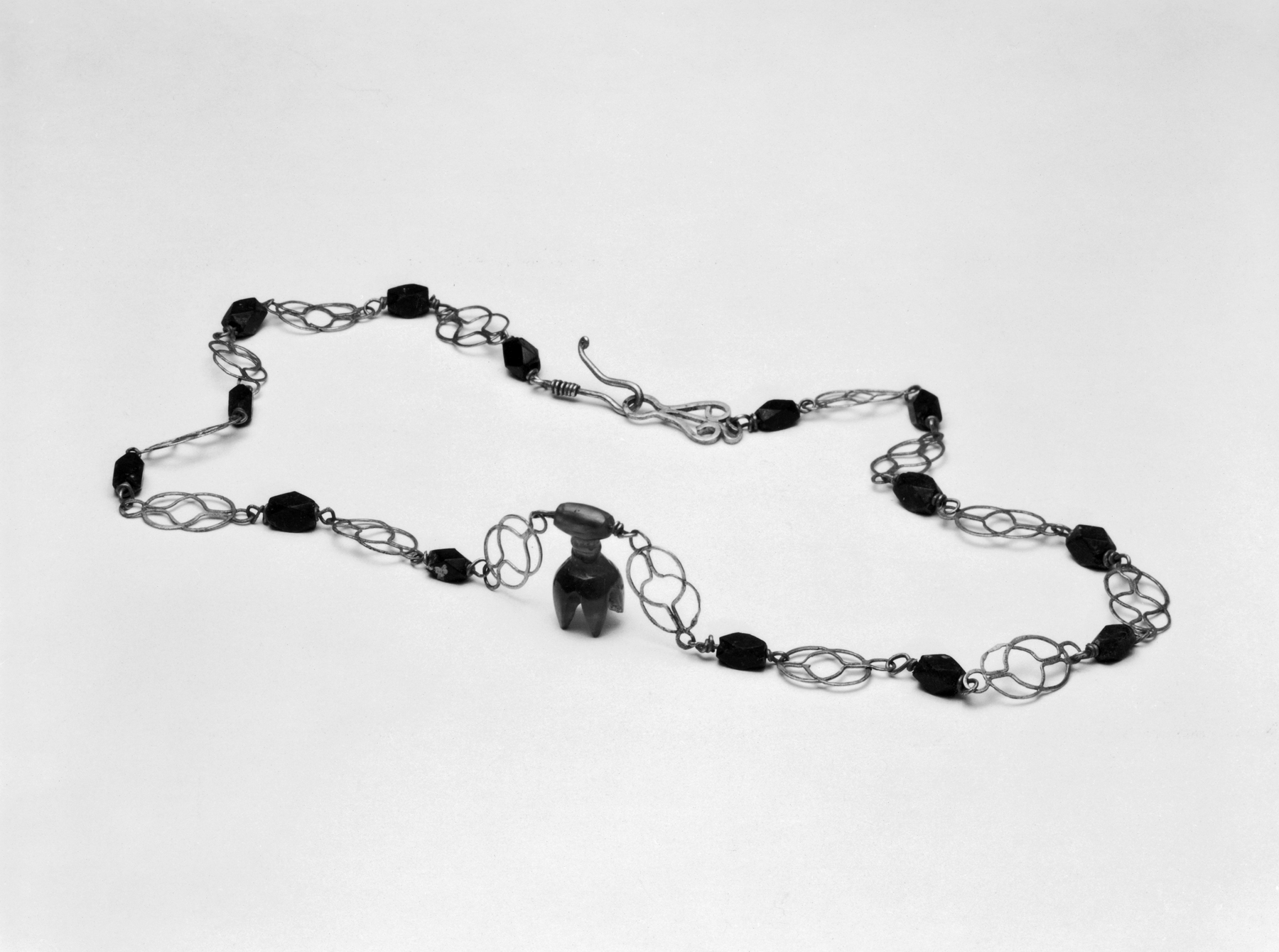
Ожерелье со звеньями-узлами, Художественный музей Уолтерса
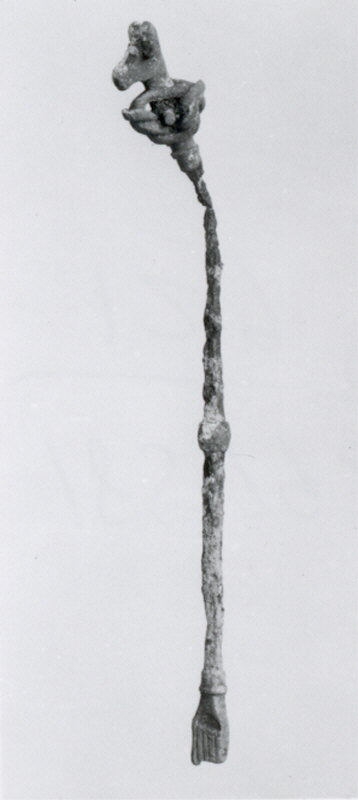
Посох, III век - VI век, Метрополитен-музей
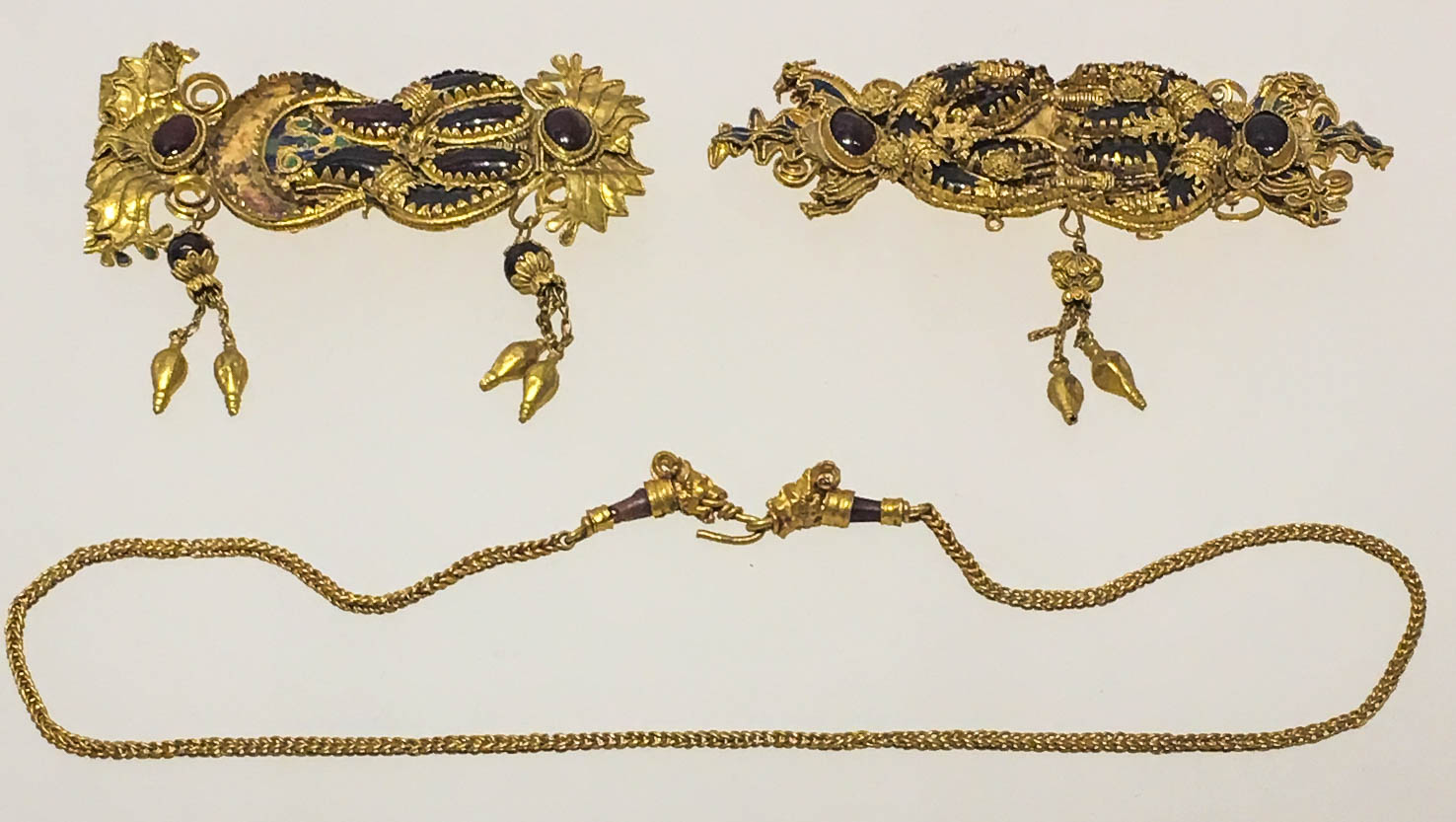
Части диадемы, Грузинский национальный музей
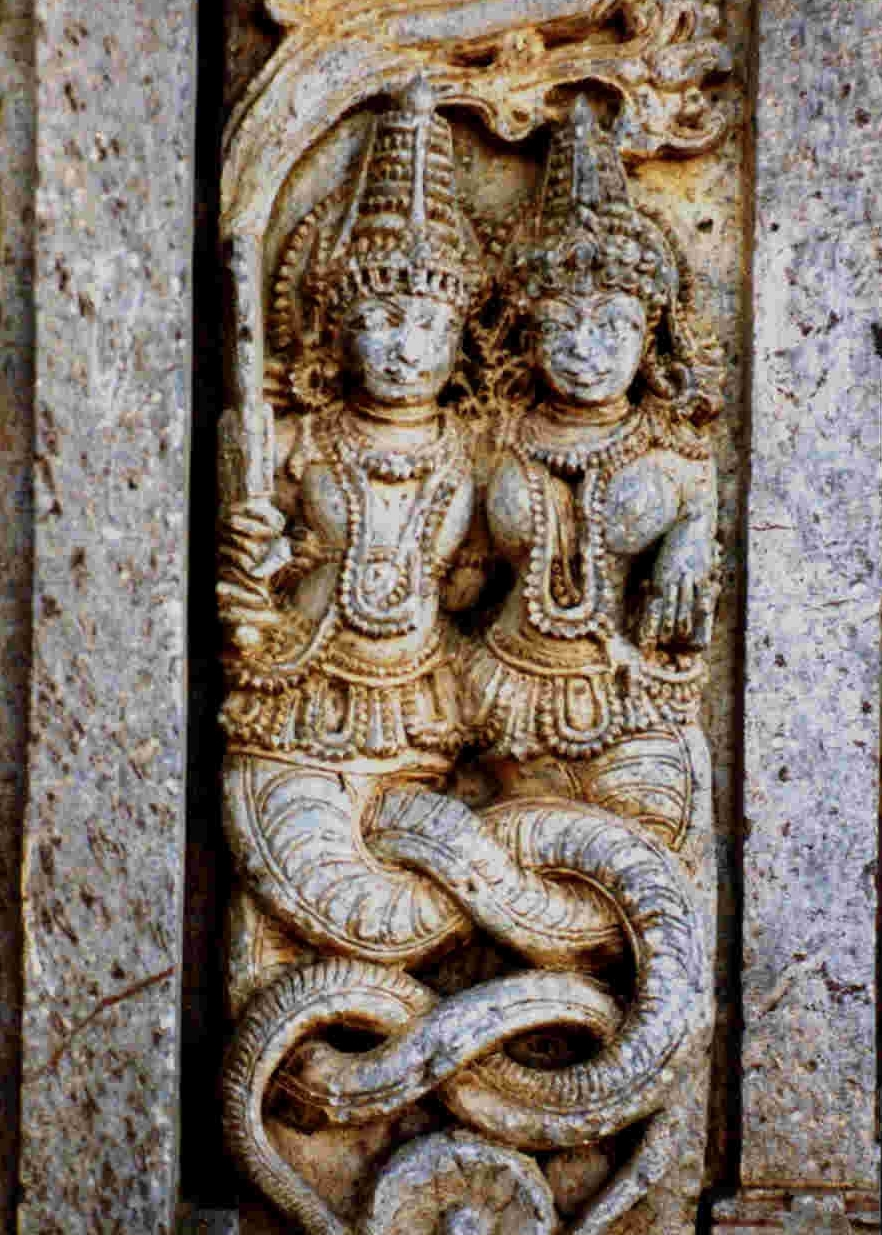
Наги, Бхубанешвар
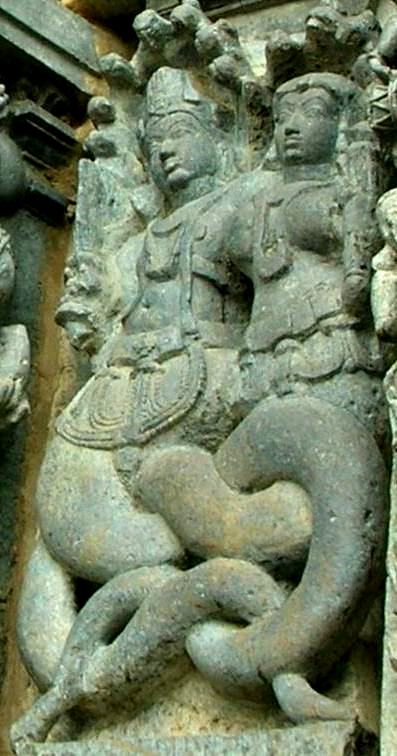
Наги, Хойсала